# Personaggi di Mi sono reincarnato in uno slime
Questo è un elenco dei personaggi che appaiono nella serie di light novel Mi sono reincarnato in uno slime di Fuse e pubblicata da Micro Magazine.

## Personaggi principali
Limur Tempest (リムル·テンペスト?, Rimuru Tempesuto, Rimuru Tempest nella light novel) / Satoru Mikami (三上 悟?, Mikami Satoru)
Doppiato da: Miho Okasaki (Limur), Takuma Terashima (Satoru) (ed. giapponese); Elisa Giorgio (Limur), Massimo Di Benedetto (Satoru) (ed. italiana)
Un umano della Terra che si è reincarnato come un potente slime a causa di alcune richieste espresse mentre moriva. Nella sua vita precedente era un maschio ma da slime si identifica come neutro. Dopo la sconfitta del Lord degli Orchi ha fondato Tempest, una nazione nella Grande Foresta di Jura che cerca la coesistenza di mostri con altre razze viventi. Limur ha un cuore gentile e una personalità bizzarra, apparendo piuttosto rilassato ed evitando il più possibile situazioni fastidiose, ma lavora molto diligentemente quando è necessario occuparsi di un compito, ha un profondo legame con i suoi compagni e tende a reagire in modo serio a qualsiasi minaccia per loro e la propria nazione. A seguito del Walpurgis viene riconosciuto come nuovo Re demone dando al gruppo il nuovo nome di Octagram, in cui è conosciuto come "Newbie". Le sue abilità comprendono diverse resistenze ai danni di natura sia fisica che elementale, rese più efficienti da una rigenerazione quasi istantanea, tra cui le Unique Skill Divoratore (Predatore nell'anime), che gli permette di mangiare ogni cosa per ottenerne abilità, informazioni e aspetto, e Grande Saggio, con cui analizza qualunque cosa istantaneamente. Dopo aver divorato il corpo di Shizu ne ottiene l'abilità Alteratore, usandola principalmente per crearne diverse dall'unione e scissione di quelle ottenute. Dopo la battaglia contro il Lord degli Orchi, Limur fonde la sua abilità Affamato con Divoratore ottenendo Gluttony, più efficiente nell'assorbire i bersagli tramite un vortice e concedendo abilità ai suoi subordinati oppure apprenderne dagli stessi; può anche modellare il suo corpo in una chimera formata dai mostri divorati. Uccidendo i soldati del regno di Falmuth ottiene l'abilità Crudele, togliendo l'anima a chiunque perda la volontà di combattere. Iniziando l'Harvest Festival diventa un Vero Re demone evolvendosi in uno Slime demone: le sue statistiche aumentano notevolmente ed è in grado di cambiare liberamente tra il corpo materiale e quello astrale. Il Grande Saggio evoluto nell'Ultimate Skill Raphael decide anche di fondere Gluttony con Crudele creando l'Ultimate Skill Beelzebub (Beelzebuth nella light novel), potenziando enormemente le precedenti capacità. Dopo essere riuscito a liberare Veldra dalla Prigione eterna Raphael la evolve nell'Ultimate Skill Uriel, contenente gran parte delle abilità di Limur e consentendogli anche di spostarsi rapidamente da uno spazio all'altro; inoltre, rende Veldra stesso un'Ultimate Skill omonima così da fargli usare le sue abilità nonché evocarlo sia nella sua forma originale che farlo risiedere in un suo clone, ripetendo in seguito il processo con Velgrynd. Durante la guerra contro l'Impero orientale, Limur decide di evolversi ulteriormente risvegliando il proprio potenziale latente, dovuto alle particelle magiche di Veldra che si trovano al suo interno, e diventando il quinto Vero Drago esistente, chiamato per comodità Slime definitivo: ciò si traduce in un aumento di potenza e nella percezione delle sensazioni, e può modificare liberamente le proprietà del proprio corpo così da usare le abilità intrinseche di ciò che ha assorbito a piena capacità senza doversi trasformare. Dopo aver dato a Raphael il nome Ciel evolvendola in un Manas, essa unisce Raphael e Beelzebub integrando anche Veldra e Velgrynd nell'Ultimate Skill Azathoth, una versione potenziata della prima che sostituisce lo stomaco con uno spazio immaginario infinito, mentre Veldra e Velgrynd posso esistere simultaneamente sia al di fuori che dentro di lui e senza sostituirsi, oppure resi dei nuclei contenenti tutta la loro energia per potenziare la sua arma. Inoltre, dal Nucleo (o Essenza) rimanente di Uriel (donata a Velgrynd) crea Shub-Niggurath, in grado di creare nuove abilità sulla base delle informazioni ottenute, duplicarle, memorizzarle e donarle a chi ne è compatibile.
Grande Saggio (大賢者?, Dai Kenja) / Raphael (智慧之王?, Rafaeru, lett. "Signore della saggezza") / Ciel (シエル?, Shieru)
Doppiata da: Megumi Toyoguchi (ed. giapponese), Giulia Franzoso (ed. italiana)
Una delle prime due Unique Skill di Limur, in grado di analizzare attentamente ciò che assimila e agendo come suo consulente. Ha una personalità priva di emozioni, guidata esclusivamente da calcoli logici per dare ogni beneficio al suo padrone, anche se in qualche occasione dimostra una propria consapevolezza. Ciò è dovuto al fatto che si tratta di un'intelligenza concettuale creata sulla base della Parola del mondo, ovvero il fenomeno naturale che annuncia eventi importanti come l'acquisizione delle abilità. Occasionalmente è in grado di prendere il controllo del corpo di Limur con il consenso di quest'ultimo. Durante l'Harvest Festival, desiderando inconsciamente di evolversi per servire al meglio il suo padrone, ma dopo diversi fallimenti sceglie di fondersi con Alteratore diventando Raphael, aumentando enormemente la velocità di elaborazione del pensiero (riuscendo a parlare in modo più fluido) per comprendere qualsiasi fenomeno noto del mondo, permette di usare la magia senza incantamenti e analizzare con la sola vista. Quando Limur dà a Raphael il nome Ciel la fa evolvere in un Manas, ovvero una forma di vita digitale separata dall'abilità, condividendo molti tratti della personalità di Limur e iniziando a fare più affidamento sui propri sentimenti ed emozioni.
Veldra Tempest (ヴェルドラ?, Verudora Tempesuto, Veldora Tempest nella light novel)
Doppiato da: Tomoaki Maeno (ed. giapponese), Mattia Bressan (ed. italiana)
Uno dei quattro Veri Draghi, conosciuto come il "Drago delle tempeste", che venne intrappolato dall'Eroina Chronoa tramite la sua abilità Prigione eterna mentre stava distruggendo la capitale dei vampiri Night Rose. Viene liberato da Limur con cui fa amicizia, il quale lo conserva nel suo stomaco così da analizzare congiuntamente l'abilità per liberarlo. È molto energico e orgoglioso poiché dimostra di non avere riserve nel mostrare la sua forza, risultando molto pericoloso quando non riusciva a rilassarsi e per questo considerato un mostro di tipo Calamità. Dopo aver conosciuto Limur e aver letto le "sacre scritture" (manga) che aveva nei suoi ricordi sviluppa una personalità un po' più paziente, analitica e meno impulsiva, oltre a diventare un esperto di shōgi con cui passa il tempo insieme a Ifrit. Una volta che il Grande Saggio si evolve in Raphael la sua capacità analitica aumenta talmente tanto da riuscire finalmente a liberare Veldra dalla Prigione eterna, il quale sviluppa un Corridoio dell'anima con Limur facendo sì che le sue memorie vengano immagazzinate al suo interno rendendolo praticamente immortale; Veldra stesso diventa un'Ultimate Skill di Limur chiamata con il medesimo nome, consentendogli di usare le sue abilità nonché evocarlo sia nella sua forma originale che farlo risiedere in un suo clone, in cui prende la forma di un ragazzo atletico con corti capelli biondi. Durante il tempo passato all'interno di Limur, Veldra sviluppa un'Unique Skill chiamata Inquirer, la quale gli permette di analizzare e valutare un obiettivo, e che su richiesta di Raphael (prima di liberarlo) la evolve in Faust, con cui è in grado di capire la verità grazie alla conoscenza degli eventi. Più avanti viene reso il "boss finale" del dungeon di Tempest posto al centesimo piano. Durante la guerra con l'Impero orientale, Veldra evolve Faust (assistito da Ciel) in Nyarlathotep, con cui può creare Esistenze parallele e manipolare lo Spazio-Tempo.

## Federazione Jura Tempest
Il paese di mostri governato da Limur che si trova nella Foresta di Jura. Inizialmente il villaggio dei goblin salvati da Limur dalle Zanne di lupo, con le conoscenze dello stesso e di Kaijin e l'introduzione di diverse altre razze diventa una città, prefiggendosi lo scopo di essere una terra in cui tutti sono uguali, indipendentemente dalle razze, e instaurando diversi rapporti diplomatici con gli altri paesi.
Rigurd (リグルド?, Rigurudo)
Doppiato da: Kanehira Yamamoto (ed. giapponese), Gianluca Iacono (ed. italiana)
Rigurd è il capo del villaggio dei goblin. Era un fragile vecchietto fino a quando Limur non gli dà un nome evolvendosi in un hobgoblin con un fisico estremamente muscoloso, eleggendolo, poi, a Re dei goblin per governare i suoi simili. Con la nascita della Federazione Jura Tempest gli viene data la carica di primo ministro.
Rigur (リグル?, Riguru)
Doppiato da: Haruki Ishiya (ed. giapponese), Simone Lupinacci (ed. italiana)
Secondogenito di Rigurd, chiamato da Limur con lo stesso nome del fratello maggiore deceduto contro le Zanne di lupo, e dopo la loro vittoria gli viene dato il ruolo di capitano dei Goblin Rider. Dopo la battaglia contro il Lord degli Orchi, Rigur decide di lasciare il proprio posto a Gobta, considerandolo il più adatto, diventando il capo della sicurezza di Tempest rispondendo direttamente a Benimaru. La sua caratteristica principale è la natura diplomatica che manifesta sin dal primo incontro con Limur.
Gobta (ゴブタ?, Gobuta)
Doppiato da: Asuna Tomari (ed. giapponese), Stefano Pozzi (ed. italiana)
Un piccolo hobgoblin che serve Limur come leader dei Goblin Rider. Nonostante sia più giovane, più piccolo e più stupido dei suoi simili Gobta ha inaspettatamente una grande competenza nelle abilità di combattimento, abbastanza da sconfiggere in pochi istanti Gabil e respingere un attacco del Generale degli Orchi. Finisce per essere un personaggio comico ma rimane comunque un individuo competente quando la situazione lo richiede, come dimostra quando riesce facilmente ad apprendere le abilità se inconsciamente le ritiene necessarie. A seguito dell'Harvest Festival lui, gli altri Goblin Rider e i propri Star Wolf ottengono l'Extra Skill Unificazione, permettendogli di fondersi aumentando la forza totale, e che durante il torneo di Tempest evolve nell'Unique Skill Evocazione Zanna di lupo, evocando e fondendosi con Ranga. Nell'evento vince contro Gaiye e Callion ma perde contro Masayuki Honjou, non tanto per il suo avversario quanto per la poca dimestichezza delle sue nuove capacità; Masayuki, tuttavia, decide di abbandonare la competizione rendendo Gobta il vincitore e l'ultimo dei Grandi Quattro.
Gobzo (ゴブゾウ?, Gobuzō)
Doppiato da: Gakuto Kajiwara (ed. giapponese), Paolo De Santis (ed. italiana)
Un hobgoblin che appartiene al primo gruppo nominato da Limur e un membro dei Goblin Rider. Gobzo è un po' ingenuo ma anche gentile e incapace di mentire agli altri, non riuscendo a mantenere un segreto; inoltre, ha segretamente una cotta per Shion. Durante l'attacco del Regno di Falmuth viene ucciso sadicamente da Kyoya nel tentativo di proteggere Shuna, venendo successivamente riportato in vita da Limur diventando uno degli Yomigaeri di Shion.
Ranga (嵐牙?, lett. "Zanna della tempesta")
Doppiato da: Chikahiro Kobayashi (ed. giapponese), Luca Bottale (ed. italiana)
Una Zanna di lupo che incontra Limur quando il suo branco, guidato dal padre, attacca il villaggio dei goblin, e anche se in quel frangente il padre viene ucciso non prova rancore nei confronti di Limur, diventando il nuovo capobranco e scegliendo al tempo stesso di servire lo slime. Dopo aver ricevuto il nome lui e il suo branco si evolvono in Tempest Wolf, con Ranga che si evolve ulteriormente in Tempest Star Wolf dopo aver usato la sua abilità Death Storm contro il Generale degli Orchi. Si dimostra molto orgoglioso e leale, e verso Limur, a cui è molto legato, conserva molti dei tratti di un cane, ad esempio scodinzolando quando è felice, proteggendolo e volendo sempre compiacerlo. Fin da quando è diventato un Tempest Wolf, Ranga ha sviluppato una padronanza nell'elemento vento, arrivando anche a saper utilizzare i fulmini una volta divenuto Tempest Star Wolf. Durante l'Harvest Festival ottiene l'Unique Skill Re lupo magico, con cui evoca dei costrutti lupo chiamati Star Leader dalla propria sostanza magica. Nella guerra contro l'Impero orientale, Limur lo fa evolvere con un Harvest Festival in un Lupo divino diventando uno dei Dodici Lord guardiani di Tempest con il titolo di "Star Lord", e ottiene l'Ultimate Skill Hastur con cui è in grado di dominare il clima stesso.
Kaijin (カイジン?)
Doppiato da: Atsushi Ono (ed. giapponese), Pietro Ubaldi (ed. italiana)
Un fabbro nano famoso per la sua bravura. Originario di Dwargon, servì il re Gazehr Dwargo come comandante del Corpo di ingegneria fino a quando non fu usato come capro espiatorio di un esperimento fallito di Vester. Dopo aver aggredito quest'ultimo, ora ministro, per aver insultato Limur, lui e i suoi amici vengono esiliati dal regno dei nani e reclutati dallo slime, aiutandolo nella costruzione della nuova città. Tuttavia, a seguito dell'alleanza tra la Federazione Jura Tempest e Dwargon il suo esilio viene revocato, anche se decide di rimanere al fianco di Limur.
Garm (カイジン?), Dord (ドルド?) e Myrd (ミルド?)
Doppiato da: Kōichi Sōma (ed. giapponese) e Marco Balbi (ed. italiana), Ryou Sugisaki (ed. giapponese) e Oliviero Corbetta (ed. italiana), Masashi Nogawa.
Tre fratelli nani amici di Kaijin che, prima di seguirlo nel suo esilio a Tempest, sovrintendevano gli operai nella raccolta dei minerali e delle materie prime. Garm è specializzato in forgiatura e conciatura; Dord è noto per il suo artigianato di prim'ordine, concentrandosi maggiormente sui coloranti e sull'abbigliamento di alta classe; Myrd è specializzato in architettura e non parla mai, limitandosi ad annuire di tanto in tanto.
Ellen (エレン?, Eren)
Doppiata da: Akane Kumada (ed. giapponese), Giulia Maniglio (ed. italiana)
Ellen fa parte del gruppo di Kabar con il ruolo di maga, ma il suo vero nome è Elyune, figlia del duca Elalude Grimwald della Dinastia degli Stregoni Sarion, mentre Kabar e Gido sono le sue guardie del corpo. Il motivo per cui è diventata un'avventuriera è perché desidera la libertà che trasmette, riuscendo a legare molto bene con le persone come Shizu, Shion, Shuna e Milim. Dopo la sua prima visita nel villaggio dei goblin le viene donata una tunica fatta con i fili di ragno, molto leggera ma resistente. Dopo l'attacco a Tempest da parte del Regno di Falmuth rivela a Limur la leggenda tramandata nella sua famiglia riguardante Milim in cui diventò un Re demone, così che possa far risorgere quelli che sono stati uccisi.
Kabar (カバル?, Kabaru)
Doppiato da: Kengo Takanashi (ed. giapponese), Paolo De Santis (ed. italiana)
Il leader del proprio gruppo di avventurieri, in cui riveste il ruolo di guerriero, e che in seguito si scopre essere una delle guardie del corpo di Ellen. Ama scherzare ed è quello che si lamenta di più delle cose ma è educato quando lavora. Ha la tendenza a mettersi in mostra e diventare arrogante come leader della squadra nei momenti sbagliati, portando il gruppo incontro a più problemi di quanti dovrebbero, venendo probabilmente reso il leader del gruppo per il suo carisma e aspetto piuttosto che la sua leadership e giudizio. Dopo la sua prima visita nel villaggio dei goblin gli viene donata un'armatura resistente.
Gido (ギド?)
Doppiato da: Ryūichi Kijima (ed. giapponese), Matteo De Mojana (ed. italiana)
Membro del gruppo di Kabar con il ruolo di ladro e, come lui, è una guardia del corpo di Ellen. È il più risoluto e affidabile tra i tre, ma non parla molto rispetto agli altri due. Dopo la sua prima visita nel villaggio dei goblin gli viene donata un'armatura di cuoio, creata con la resistente pelliccia delle Zanne di lupo.
Benimaru (紅丸?, lett. "Cerchio cremisi")
Doppiato da: Makoto Furukawa (ed. giapponese), Ezio Vivolo (ed. italiana)
Un principe ogre il cui villaggio è stato decimato dagli Orchi, attaccando Limur insieme ai sopravvissuti Shion, Hakurou, Souei, Shuna e Kurobe scambiandolo per uno dei loro alleati. Dopo aver realizzato la verità stringe un'alleanza temporanea con Limur, ma dopo la sconfitta del Lord degli Orchi decide di giurargli lealtà. Si evolve insieme agli altri in Kijin dopo che Limur gli dona dei nomi, venendo messo al comando dell'esercito di Tempest con il titolo di "Generale Samurai". Benimaru ha una personalità spensierata e sicura di sé ma risulta, comunque, molto cauto e astuto, e sebbene non abbia interesse a servire qualcuno che non ritenga meritevole non sminuisce quelli più deboli di lui. Le sue abilità consistono nella manipolazione del fuoco, che aumenta ulteriormente dopo essere divenuto un kijin. Durante l'Harvest Festival diventa un Oni, con caratteristiche magiche notevolmente migliorate tanto da equiparare i Re demoni, e acquisisce l'Unique Skill Comandante supremo, connettendosi con i suoi subordinati e percependone la forza per dedurne le possibilità di vittoria, oltre a concedervi un aumento di potenza del 30%; inoltre, 100 degli hobgoblin più forti al suo servizio si evolvono in ogre diventando la sua guardia personale chiamati Kurenai, cui si aggiungono i Red Numbers formati dai precedenti sottoposti di Kleiman arresisi. Durante il festival di Tempest diviene il leader dei Grandi Quattro. Dopo la prima battaglia contro l'Impero orientale, Limur lo fa evolvere con un Harvest Festival in un Oni divino diventando uno dei Dodici Lord guardiani di Tempest con il titolo di "Flare Lord". Durante il suo scontro con Granit, Ciel prende come spunto le abilità di Velgrynd per evolvere Comandante supremo nell'Ultimate Skill Amaterasu, con cui controlla la luce e il calore.
Shuna (朱菜?, lett. "Verdura vermiglia")
Doppiata da: Sayaka Senbongi (ed. giapponese), Veronica Cuscusa (ed. italiana)
La principessa degli ogre e sorella di Benimaru, dotata di un talento magico ed è brava a fare vestiti, insegnando le sue abilità ai goblin dopo essersi evoluta in kijin e apprendendo l'Unique Skill Analista, simile al Grande Saggio di Limur ma che analizza con la vista. Molto abile e ben informata nelle questioni domestiche, con Limur che le conferisce il titolo di "Sacerdotessa", Shuna diventa essenzialmente la sua principale consigliera economica insieme a Rigurd. È una ragazza gentile e tollerante con sensi acuti, ed essendo una principessa ha una personalità raffinata e aggraziata, ma può diventare competitiva, come quando si contende con Shion le attenzioni personali di Limur, ed è più forte di quanto non appaia. Durante l'Harvest Festival Shuna diventa un Oni, ricevendo l'Unique Skill Produttrice che la rende capace di creare la propria magia unica. Nello scontro all'interno del dungeon riesce a unire le sue due abilità nell'Ultimate Skill Yaoyorozu, l'abilità di supporto definitiva in grado anche di modificare ed evolvere le abilità, usandola per liberare i compagni di Dino dall'incantesimo di Feldway.
Shion (紫苑?, lett. "Aster tataricus")
Doppiata da: M.A.O (ed. giapponese), Chiara Francese (ed. italiana)
Una dei sei Ogre sopravvissuti all'attacco degli Orchi nonché un'abile combattente ma anche una terribile cuoca in quanto ciò che cucina risulta letale, tanto che chi sopravvive ottiene la resistenza ai veleni. Diventa la (autonominata) segretaria e guardia del corpo di Limur dopo essersi evoluta in una kijin, condividendo una rivalità con Shuna per le sue attenzioni, e spesso parla prima ancora che Limur possa decidere su certe questioni, costringendolo comicamente ad agire per salvare la faccia. Dopo la sconfitta del Lord degli Orchi le viene dato il semplice titolo di "Combattente". Durante l'invasione del Regno di Falmuth muore mentre difende una bambina insieme a cento cittadini di Tempest, venendo tutti riportati in vita da Limur durante l'Harvest Festival diventando Yomigaeri, ottenendo le Extra Skill Memoria totale e Rigenerazione. In particolare Shion diventa sia la loro guida che un Oni malvagio, una variante dotata di un'essenza simile a quella di un demone - dovuta ai due servitori di Diablo che hanno offerto sé stessi per completare l'incantesimo di resurrezione - capace di aumentare enormemente la propria forza fisica ma rischiando di rimanere esausta, e riceve l'Unique Skill Chef professionista, facendo sì che, indipendentemente da ciò che usa come ingrediente, il piatto risulta delizioso: in sostanza consente di sovrascrivere le leggi stesse della natura e solo chi possiede un'abilità simile la può contrastare. Durante il festival di Tempest viene selezionata come una dei Grandi Quattro. Dopo la prima battaglia contro l'Impero orientale, Limur la fa evolvere con un Harvest Festival in un Combattente divino, capace di colpire i corpi spirituali, diventando una dei Dodici Lord guardiani di Tempest con il titolo di "War Lord"; ottiene, inoltre, l'Unique Skill Berserker divino che sovrappone il corpo spirituale a quello fisico, concedendo un immenso potere in cambio di una grande quantità di energia. Durante la battaglia contro Dagruel, Shion evolve Chef professionista nell'Ultimate Skill Susanoo, che le permette di neutralizzare e rendere sua l'energia magica contrastata, seppur limitata alla propria riserva.
Souei (蒼影?, Sōei, lett. "Ombra blu")
Doppiato da: Takuya Eguchi (ed. giapponese), Alessandro Germano (ed. italiana)
Un amico di Benimaru le cui abilità ricordano quelle dei ninja, servendo come esploratore e messaggero per Limur grazie alla sua manipolazione delle ombre con cui può anche clonarsi; è, inoltre, in grado di controllare dei fili sottili ma molto forti capaci di tagliare ogni cosa. Dopo la sconfitta del Lord degli Orchi, Limur gli dà il titolo di "Spia" diventando il leader della Squadra Ombra di Tempest. È sempre calmo e composto, con una lingua eloquente che si abbina alla sua bellezza come nota Limur. Sembra essere affetto da Chūnibyō, prendendo la propria posizione molto seriamente, anche troppo per i suoi compagni. Durante l'Harvest Festival Souei diventa un Oni e ottiene l'Unique Skill Attaccante ombra, potendo danneggiare direttamente i corpi astrali dei nemici e attaccare forme di vita spirituali. Durante il suo combattimento con Gardner, Ciel evolve l'abilità nell'Ultimate Gift Tsukuyomi, garantendogli un controllo completo sulle sue ombre e teletrasportandosi ovunque siano presenti, e con l'Harvest Festival di Benimaru si evolve in un Oni divino.
Hakurou (白老?, Hakurō, lett. "Vecchio bianco")
Doppiato da: Hōchū Ōtsuka (ed. giapponese), Mario Scarabelli (ed. italiana)
Un anziano ogre specializzato nell'arte della spada, tramandata dal nonno altromondano Byakuya Araki, nonché il più forte spadaccino della loro guardia reale. Un tempo incontrò un giovane Gazehr Dwargo nella foresta divenendone il maestro. Divenuto un kijin Hakurou decide di insegnare l'arte della scherma a Limur e agli altri combattenti di Tempest, ricevendo così il titolo di "Maestro". È solitamente calmo e anche se ha l'età per essere considerato un vecchietto il suo spirito è chiaramente più giovane. Dopo essere stato sconfitto da Kyoya Tachibana durante l'attacco del Regno di Falmuth, Hakurou sviluppa l'Extra Skill Occhio celeste, che aumenta le sue capacità precognitive oltre a rilevare la presenza e il tipo di magie, usandola proprio per contrastare l'abilità del suo avversario e vendicandosi. Durante l'Harvest Festival diventa un Oni evolvendo Occhio celeste nell'Unique Skill Maestro marziale, incrementando i suoi già enormi riflessi e riuscendo prevedere il futuro entro certi parametri. In seguito diventa l'istruttore capo e dirigente dell'esercito di Tempest.
Kurobe (黒兵衛?, Kurobē, lett. "Soldato nero")
Doppiato da: Junichi Yanagita (ed. giapponese), Luca Ghignone (ed. italiana)
Un ogre esperto nella forgiatura, lavorando per questo a stretto contatto con Kaijin. Dopo essersi evoluto in kijin gli viene conferito il titolo di "Forgiatore di spade" da Limur. È in grado di resistere a diversi gradi di temperatura, facilitandogli molto il lavoro, e la sua Unique Skill Ricercatore gli permette di analizzare i materiali e trasmutarli. Durante l'Harvest Festival Kurobe diventa un Oni, evolvendo Ricercatore in Mastro leggendario potenziandone enormemente gli effetti così da creare armi ed equipaggiamenti migliori.
Abil (アビル?, Abiru)
Doppiato da: Tomoyuki Shimura (ed. giapponese), Paolo Sesana (ed. italiana)
Abil è il capo dei Lizardmen, divenutolo grazie al suo intelletto geniale e alla forza insolita che lo rendono un eroe tra la sua gente. Quando riceve la notizia che il Lord degli Orchi si sta facendo strada nella Foresta di Jura, sebbene sia coraggioso è per lo più indeciso su come proteggere la sua tribù finché Limur non offre il suo aiuto, decidendo di difendere il castello invece di combattere direttamente l'armata degli Orchi, consapevole del potere del loro signore, fino al colpo di Stato del proprio figlio Gabil. Successivamente viene rilasciato e diventa un Dragonewt dopo che Limur gli dà il nome, con la sua pelle che diventa viola. Bandisce suo figlio affinché faccia ammendo dei propri errori e manda sua figlia a servire Limur in modo da farle fare esperienza. Alla fine riesce a riconciliarsi con Gabil grazie ai successi di quest'ultimo.
Gabil ((ガビル?, Gabiru)
Doppiato da: Jun Fukushima (ed. giapponese), Marco Benedetti (ed. italiano)
Il figlio del capo dei Lizardmen che ha ottenuto il nome dallo stregone Germyud, diventando per questo e anche per la sua bravura nella lancia arrogante. Viene spinto da Laplace a combattere lo stesso Lord degli Orchi rovesciando suo padre, ma si rende conto della sua follia quando entra effettivamente in combattimento e salvato all'ultimo da Germyud grazie all'intervento di Limur. Per le sue azioni viene bandito da suo padre, decidendo di servire Limur per espiare i suoi peccati e lavorando assieme a Vester nella produzione dell'erba Hypokte. Il suo nome viene sovrascritto da Limur facendolo evolvere in un Dragonewt, con la sua pelle che diventa viola, e viene messo a capo degli Hiryu, la principale forza d'attacco aerea di Tempest. Durante l'Harvest Festival Gabil ottiene l'Unique Skill Sintonizzatore, permettendogli di aumentare la potenza di attacco in base al proprio umore e alterare gli eventi a suo favore una volta al giorno su un diverso obiettivo. Durante il suo combattimento contro Baraga, Ciel trasforma Sintonizzatore nell'Ultimate Gift Moon Maker, che altera l'esito di un evento riscrivendo il risultato a favore di Gabil e dei suoi alleati. Dopo la prima battaglia contro l'Impero orientale, Limur lo fa evolvere con un Harvest Festival in un Vero Dragonewt, ottenendo un potere paragonabile ai Veri Re demone, le sue squame acquisiscono una tonalità più rossastra e le corna diventano più maestose; inoltre, diventa uno dei Dodici Lord guardiani di Tempest con il titolo di "Dracolord".
Souka (蒼華?, lett. Fiore blu)
Doppiata da: Rumi Ōkubo (ed. giapponese), Chiara Leoncini (ed. italiana)
La sorella di Gabil e capitano delle guardie del capo dei Lizardmen. Dopo aver formato l'alleanza della Foresta di Jura con Limur suo padre la manda a Tempest per fare esperienza, evolvendosi in una Dragonewt più simile a un essere umano dopo essere stata nominata da Limur (con i tratti draconici che diventano rossi) insieme a Touka, Saika, Nansou e Hokusou, e diventando allievi di Souei, verso cui prova dei sentimenti.
Treyni (トレイニー?, Toreinī)
Doppiata da: Rie Tanaka (ed. giapponese), Elisabetta Spinelli (ed. italiana)
Una delle driadi guardiane della Foresta di Jura che avverte Limur dell'arrivo del Lord degli Orchi chiedendogli di combatterlo, per poi formare insieme a lui e ai rappresentanti degli altri popoli l'alleanza della nuova nazione di Tempest. Per poterle consentire di partecipare al Walpurgis come secondo sottoposto di Ramiris, Limur crea un nucleo del caos basato su quello di Beretta in cui far risiedere il suo spirito e inserendolo in un corpo scolpito dal legno dell'albero Dryas da cui ebbe origine: ciò la rende una Driade bambola di Dryas, potendosi muovere anche al di fuori della foresta, guadagna resistenza agli attacchi sia sacri che demoniaci e il suo mana è raddoppiato.
Trya (トライア?, Toraia)
Doppiata da: Kana Asumi (ed. giapponese), Federica Simonelli (ed. italiana)
Una driade e sorella minore di Treyni, che avverte Limur del risveglio di Charybdis. In seguito lei e tutte le driadi passano al servizio di Ramiris diventando delle Driadi bambola di Dryas per svolgere al meglio il lavoro di gestione nel dungeon.
Gerd (ゲルド?, Gerudo)
Doppiato da: Taro Yamaguchi (ed. giapponese), Davide Fazio (ed. italiana)
Un orco che servì come guardia del corpo del Lord degli Orchi nonché suo figlio. Sebbene amasse il suo signore capì anche quanta sofferenza stava passando, e quindi non porta rancore verso Limur per averlo sconfitto, assumendosi la responsabilità delle azioni della sua gente. Viene nominato da Limur con lo stesso nome del Lord degli Orchi, evolvendosi con la sua gente in High Orc e diventando il Re degli Orchi a capo dei Yellow Numbers, la principale forza di Tempest adibita anche alla costruzione edile; con l'evoluzione acquisisce anche l'Unique Skill Gourmet, una versione benigna di Affamato del Lord degli Orchi. Durante l'Harvest Festival Gerd riceve una nuova Unique Skill, Guardiano, con diverse abilità di difesa. Nel torneo di Tempest perde nel primo incontro con Callion. Dopo la prima battaglia contro l'Impero orientale, Limur lo fa evolvere con un Harvest Festival in un Cinghiale divino diventando uno dei Dodici Lord guardiani di Tempest con il titolo di "Barrier Lord"; inoltre, Ciel fonde Gourmet e Guardiano in una variante Ultimate Gift di Beelzebub.
Vester (ベスター?, Besutā)
Doppiato da: Ryou Sugisaki (ed. giapponese), Lorenzo Scattorin (ed. italiana)
Vester è l'ex ministro del regno dei Nani. Non andava molto d'accordo con Kaijin a causa delle loro diverse origini sociali, tanto da incastrarlo per il suo fallimento nella creazione dei Cavaliere magici. In seguito scopre il gruppo di Kaijin insieme a Limur in un pub, insultando lo slime e portando così Kaijin a picchiarlo con conseguente arresto del gruppo. Vester corrompe il loro portavoce per incastrarli ma re Gazehr, già a conoscenza della verità, decide di esiliarli ed esprime disappunto per le azioni di Vester privandolo del suo titolo. Dopo l'alleanza tra Tempest e Dwargon, Vester, pentito delle sue azioni, viene consegnato a Limur per aiutarli con le sue conoscenze, dimostrando subito risultati creando una full potion al 99% di efficacia dall'erba Hypokte, eguagliando quelle create da Limur. Più tardi si unisce a Ramiris nel dungeon per condurre ricerche, abitando nella periferia della città del novantacinquesimo piano.
Zegion (ゼギオン?)
Doppiato da: Yūichirō Umehara
Un insetto con caratteristiche sia di cervo volante che di scarabeo rinoceronte proveniente da un altro mondo e figlio del loro re Zelanus, creato per riempire un posto vacante dei Dodici Generali insetto. Insieme alla sua consanguinea Apito, però, fu costretto a fuggire dagli attacchi del primogenito Zess, il quale era diffidente nei confronti del loro potenziale, finendo nel Mondo centrale. Vengono attaccati da una Blade Tiger, che Zegion sconfigge da solo, per poi essere salvati da Limur il quale da loro dei nomi e usa pezzi del proprio corpo per guarirli dalle ferite, oltre a sostituire le parti mancanti dell'esoscheletro con del cristallo magico. Viene trasferito nel villaggio degli Uomini albero con il compito di proteggerlo, iniziando ad allenarsi per diventare più forte insieme ad Apito e aiutandola nella sua produzione di miele. Generalmente è calmo, silenzioso e non parla molto, ma è estremamente fedele a Limur. Riesce a evolversi in un Insettaro ottenendo una forma umanoide e l'esoscheletro di adamantite. Dopo la prima battaglia contro l'Impero orientale, in cui dà prova della sua forza sconfiggendo da solo i membri più forti della Divisione corazzata e alcuni Guardiani imperiali, Limur lo fa evolvere con un Harvest Festival in un Insetto divino diventando uno dei Dodici Lord guardiani di Tempest con il titolo di "Myst Lord", ottenendo da Ciel l'Ultimate Skill Mephisto con cui crea un mondo illusorio e rendendo l'esoscheletro di Acciaio divino, in grado di autoripararsi e adattando la forma in base ai pensieri dell'utilizzatore. Diventa il supervisore del dungeon come sostituto di Beretta. Riesce a sconfiggere Dino senza mostrare tutta la sua forza e in seguito anche Zelanus, nonostante l'enorme divario, il quale dà a Zegion la propria Ultimate Skill Sephiroth rendendolo pari a un Vero Drago.
Apito (アピト?)
Doppiata da: Reina Ueda
Una regina Ape armata, una delle specie di mostri di tipo insetto più pericolose in quanto volano a velocità supersoniche, possono localizzare e seguire i minimi movimenti di qualsiasi essere nelle loro vicinanze, possiedono artigli affilati e un veleno mortale; sono, però, anche note per il loro delizioso miele con proprietà curative. È la figlia della regina Peliod, generata anch'essa come Zegion per sostituire uno dei Dodici Generali insetto. Costretta alla fuga insieme al suo consanguineo, finisce nel Mondo centrale dove viene salvata da Limur che le dà il nome e trasferita nel villaggio degli Uomini albero dove può produrre il suo miele. Dato che condividono le cellule di Limur, Apito tratta Zegion come un fratello nonostante siano di specie diverse. Durante la prima invasione dell'Impero orientale si evolve in un Insettara, ottenendo sembianze umane e un esoscheletro bianco, e a seguito dell'Harvest Festival di Zegion in una Star Wasp, ottenendo un esoscheletro di adamantite e l'Unique Skill Regina materna, che consiste nell'assimilare l'ecologia degli insetti mangiati ed evocarli come bestie magiche; in seguito Ciel evolve la sua abilità nell'Ultimate Gift Proserpina, aumentando sensi e percezioni. Diventa una delle Dieci meraviglie del dungeon posta all'ottantesimo piano.
Kenya Misaki (ケンヤ ミサキ?, Misaki Kenya)
Doppiato da: Ayaka Asai (ed. giapponese), Annalisa Longo (ed. italiana)
Uno dei bambini evocati nel nuovo mondo che, per via del loro corpo non ancora sviluppato, rischiano di morire a causa dell'energia magica incontrollabile dentro di loro, motivo per cui Shizu li ha presi a cuore nel tentativo di salvarli. Si dimostra il più turbolento del gruppo ed è specializzato nelle magie di fuoco. Quando Limur li porta nella Tana degli spiriti di Ramiris, Kenya viene subito scelto dallo spirito della luce, il quale afferma che ha le potenzialità per diventare un Eroe e legandosi a lui, stabilizzandone l'energia magica.
Ryouta Sekiguchi (リョウタ セキグチ?, Sekiguchi Ryōta)
Doppiato da: Shizuka Ishigami (ed. giapponese), Jolanda Granato (ed. italiana)
Uno dei bambini evocati nel nuovo mondo. È molto timido, ma quando entra in modalità berserker diventa spaventoso. Quando Limur li porta nella Tana degli spiriti di Ramiris, Ryouta riesce ad avere l'attenzione di ben due spiriti, uno dell'acqua e l'altro del vento, da cui Limur, dopo averne mangiato i rimasugli magici con Gluttony, crea un ibrido con Alteratore che ne stabilizza l'energia magica.
Gale Gibson (ゲイル ギブソン?, Gibuson Geiru)
Doppiato da: Gen Sato (ed. giapponese), Richard Benitez (ed. italiana)
Uno dei bambini evocati nel nuovo mondo. È il più grande del gruppo, mostrando di essere abbastanza calmo e maturo per la sua età. Quando Limur li porta nella Tana degli spiriti di Ramiris, Gale riesce ad avere l'attenzione di uno spirito della terra, da cui Limur, dopo averne mangiato i rimasugli magici con Gluttony, crea un nuovo spirito con Alteratore che ne stabilizza l'energia magica.
Alice Rondo (アリス ロンド?, Rondo Arisu)
Doppiata da: Haruka Shiraishi (ed. giapponese), Laura Cherubelli (ed. italiana)
Una dei bambini evocati nel nuovo mondo. È la più spocchiosa e arrogante del gruppo, specializzata nell'arte del marionettismo con cui controlla gli oggetti, usandola principalmente sui giocattoli di pezza che adora. Quando Limur li porta nella Tana degli spiriti di Ramiris, Alice riesce ad avere l'attenzione di uno spirito del vuoto, da cui Limur, dopo averne mangiato i rimasugli magici con Gluttony, crea un nuovo spirito con Alteratore che ne stabilizza l'energia magica.
Chloe O'Bell (クロエ オベール?, Ōberu Kuroe)
Doppiata da: Azusa Tadokoro (ed. giapponese), Giada Bonanomi (ed. italiana)
Amica d'infanzia di Leon Cromwell che finì insieme a lui nel Mondo centrale, venendo poi evocata nel futuro. Chloe si dimostra la più silenziosa e riservata degli altri bambini, appassionata di libri illustrativi e un genio nella magia, affezionandosi molto a Limur e arrivando addirittura a innamorarsi. Una volta nella Tana degli spiriti di Ramiris, a differenza dei compagni evoca uno spirito proveniente dal futuro che ne stabilizza l'energia magica e assume un ruolo simile a Raphael. Quando Hinata blocca un attacco destinato a Chloe con il suo corpo innesca l'attivazione della sua abilità Viaggio nel tempo, attirando la sua anima nel corpo della bambina che finisce 2000 anni nel passato. Si scopre che Chloe è l'Eroina Chronoa, colei che sigillò Veldra durante il suo scontro con Luminous e salvò Shizue quando era al servizio di Leon, mentre il suo spirito un'incarnazione di tutte le sue emozioni negative accumulatesi nei numerosi viaggi temporali che sigillò nel suo cuore con Prigione eterna e chiamata da Hinata Chronoa. Nel presente Chloe viene risvegliata da Yuuki per i propri scopi e posseduta da una furiosa Chronoa, ma Limur, aiutato da Veldra e Leon, riesce a calmarla rendendola un Manas grazie a Raphael e facendola diventare parte integrante di Chloe che ritorna cosciente. Le Unique Skill di Chloe sono Separazione assoluta, con cui danneggia il bersaglio attraverso il taglio dello spazio, Prigione eterna, in grado di sigillare un obiettivo per un tempo indefinito, e Viaggio nel tempo, effettuando un salto temporale nel passato, ma in modo limitato e mantenendo i ricordi del salto precedente; durante il suo periodo con Hinata apprende da lei le Unique Skill Usurpatore e Matematico. Dopo la battaglia con Granville Rozzo, Luminous le trasferisce l'Ultimate Skill del suo avversario Sariel mentre Raphael combina le rimanenti abilità (tranne Viaggio nel tempo e Matematico, che restituisce a Hinata) formando l'Ultimate Skill Yog-Sothoth, con cui manipola lo spazio e il tempo. A seguito della guerra contro l'Impero orientale, Chloe riesce a resistere al tentativo di Feldway di controllarla quando Chronoa fonde Sariel e Michael con Yog-Sothoth creando l'Ultimate Skill Yog-Sotohort, oltre a divenire un tutt'uno con la sua coscienza.
Gard Mjolmire (ガルド・ミョルマイル?, Garudo Myorumairu)
Doppiato da: Yutaka Aoyama (ed. giapponese), Claudio Ridolfo (ed. italiana)
Un mercante della Gilda della libertà che Limur conosce dopo averlo salvato da un Drago del cielo a Ingracia, invitandolo a passare per Tempest così da aiutare a vendere i loro prodotti. Anche se a volte può sembrare volgare e non batte ciglio per accordi leggermente illeciti (in quanto capo di una potente società economica), sa dove tracciare il limite ed è fedele a coloro di cui crede valga la pena fidarsi; è anche un temerario che crede fermamente nella propria fortuna. Diventa il capo delle finanze e pubbliche relazioni di Tempest, oltre che uno dei capi della società segreta Liega (o Tre Saggi ubriachi), fondata insieme a Limur ed Elmesia El-Ru Sarion con l'obiettivo di stabilizzare la malavita delle regioni occidentali e colmare il vuoto di potere causato dalla caduta della famiglia Rozzo e dei Cinque Anziani che la gestivano, identificando, inoltre, le persone giuste in ambito lavorativo e inviando talenti eccezionali a Tempest per ulteriori studi.
Beretta (ベレッタ?)
Doppiata da: Ayako Kawasumi (ed. giapponese), Patrizia Mottola (ed. italiana)
Per sostituire il golem di Ramiris che aveva distrutto, Limur costruisce un corpo artificiale in cui inserisce un demone che funga da suo nuovo guardiano per cento anni, vale a dire il tempo in cui la Regina degli spiriti avrebbe riacquistato la sua forma adulta. Il demone evocato è un Diavolo superiore, il quale, dopo aver preso possesso del corpo artificiale, diventa un'Arc Doll. Durante l'Harvest Festival Beretta ottiene l'Unique Skill Invertitore, che fonde in lei due nature opposte - nel suo caso sia angelica che demoniaca - diventando una Chaos Doll, oltre a un nucleo del caos con cui riesce a resistere agli effetti della magia sacra. Essendo originariamente un demone della stirpe di Diablo, Beretta ne condivide molti tratti: ha un alto livello di etichetta e rispetto, raramente diventa apertamente angosciata o emotiva ed è molto felice di svolgere ricerche con Ramiris; ciò, però, maschera una natura fredda e spietata che espone ai suoi nemici. Durante il Walpurgis in cui decide di aiutare Limur contro Kleiman, Guy Crimson la convince che, in quanto sottoposta di Ramiris, avrebbe servito solo lei. Beretta accetta la proposta ma convince la Regina degli spiriti a collegare il suo labirinto al dungeon di Tempest, che non solo diventa la nuova attrazione della città sotto la loro gestione ma anche un modo per rimanere vicina al suo creatore. Dopo la prima battaglia contro l'Impero orientale, Limur la fa evolvere con un Harvest Festival in un Chaos Metalloid ottenendo un corpo in metallo liquido molto fluido. Combattendo con Dino nel dungeon Beretta evolve Invertitore in Deus Ex Machina, garantendole un controllo totale sui minerali, principalmente quelli che compongono il suo corpo.
Diablo (ディアブロ?, Diaburo)
Doppiato da: Takahiro Sakurai (ed. giapponese), Andrea Oldani (ed. italiana)
Un Arcidiavolo facente parte dei sette Primordiali con il nome di Noir o Nero, interessatosi a Limur in quanto crede che, stando insieme a lui, potrà scoprire la verità del mondo, dato che è stato in grado di superare molti ostacoli e raggiungere un grande potere. Sfortunatamente perde l'occasione quando al suo posto viene evocato il demone che diventerà Beretta, facente parte della sua stirpe. Viene infine evocato durante l'ascensione di Limur in Re demone insieme a due Diavoli superiori per catturare Razen, rimanendo completamente ammaliato dal suo vasto potere e desiderando servirlo anche dopo aver completato il suo incarico. Come prima prova della sua lealtà, infatti, Diablo consiglia a Raphael (che sta usando il corpo di Limur) di usare i suoi due sottoposti per completare il processo di resurrezione delle vittime di Falmuth. Una volta che Limur gli dà il nome Diablo si evolve in un Lord dei diavoli (Daemon Lord nel doppiaggio italiano), aumentando di gran lunga la sua già enorme forza. Adora Limur come un dio e compete costantemente con Shion per essere il suo più stretto aiutante e primo subordinato. Gli viene ordinato di rovesciare l'attuale governo del Regno di Falmuth in modo da farvi insediare Youm come nuovo re, eliminando tre dei Sette Luminari. È il capo fondatore dei Black Numbers, la squadra personale di Limur, composta esclusivamente da demoni d'élite, nonché la più potente di Tempest. Durante il festival di Tempest viene selezionato come uno dei Grandi Quattro. Le sue Unique Skill sono Tentatore, con cui influenza la mente del bersaglio, e Grande uomo saggio, molto simile a Raphael. Dopo la prima battaglia contro l'Impero orientale, Limur lo fa evolvere con un Harvest Festival in un Demone divino, divenendo talmente potente da competere con i Veri Draghi e uno dei Dodici Lord guardiani di Tempest con il titolo di "Demon Lord"; inoltre, Tentatore e Grande uomo saggio si fondono in Azazel, potenziando enormemente le precedenti capacità.
Kumara (九魔羅?)
Doppiata da: Sayumi Suzushiro(ed. giapponese), Giada Bonanomi (ed. italiana)
Una Ninehead, uno spirito volpe a tre code, costretta a servire Kleiman dopo essere sopravvissuta alla distruzione del suo villaggio a opera dei soldati dell'Impero orientale, divenendo il pollice delle sue Cinque dita in cui agisce come suo animale domestico e guardia del corpo. Durante il Walpurgis combatte contro Ranga e i suoi lupi insieme alle manifestazioni delle sue code finché Limur non la libera mettendola sotto la protezione del suo subordinato, portandola, poi, nel dungeon per aiutare a gestire la foresta del novantesimo piano e dandole il nome che la fa evolvere in una Ninetail, aumentando il numero delle sue code a nove. Quando chiede di farlo anche per alcuni suoi amici (Byakuen, Getto, Kokuso, Raiko, Yoda, Minku, Enchou e Igami) Limur la accontenta, scoprendo che si trattano delle sue nuove otto code che ne aumentano forza ed energia magica, e unendosi a loro svela la sua vera forza. Diventa una delle Dieci meraviglie del dungeon, con le sue manifestazioni poste a guardia dall'ottantaduesimo all'ottantanovesimo piano. Può prendere le sembianze di una graziosa bambina o di una donna affascinante. Kumara è molto intelligente e persino subdola (poiché è stata in grado di ingannare Limur dandole il nome altre otto volte), descritta come una tipa fredda e calcolatrice, e quindi non va d'accordo con quelli che sono ingenui e impulsivi, ma ha ancora alcune tendenze infantili quando non riesce a gestire pienamente una situazione. Può essere considerata come la controparte di Ranga, in quanto è un unico essere con diversi nomi mentre Ranga condivide il nome con il suo branco. Durante la prima invasione dell'Impero orientale riesce a vendicarsi su Kanzis, colui che causò la distruzione del suo villaggio, e dopo la battaglia Limur la fa evolvere con un Harvest Festival in una Volpe divina diventando una dei Dodici Lord guardiani di Tempest con il titolo di "Chimera Lord", ottenendo da Ciel l'Ultimate Gift Bahamut con cui può controllare la forza di gravità.
Adalman (アダルマン?, Adaruman)
Doppiato da: Tomokazu Sugita (ed. giapponese), Alessandro D'Errico (ed. italiana)
Un tempo il principe di una piccola nazione del Sacro impero di Ruberios che decise di dedicarsi al Sacro concilio dell'ovest, visto che fu suo fratello maggiore a ereditare il trono. La sua devozione gli valse il grado di cardinale, il più alto nella chiesa, e divenne il più grande maestro di magia sacra della sua epoca, allenandosi anche in altri tipi di magia insieme al suo migliore amico Gadra fino a diventare un Illuminato, ovvero un essere umano in grado di rivaleggiare con coloro che possiedono un Seme del Re demone. Prossimo a diventare un Santo, lo stadio finale evolutivo degli umani, Adalman morì a causa dei sinistri piani dei Sette Luminari che lo inviarono a eliminare un grande esercito di non-morti al confine estremo della Foresta di Jura, non rivelandogli della presenza di un Death Dragon. Gadra cercò di riportarlo in vita usando la sua arte segreta Reincarnation, ma poiché il miasma ambientale aveva contaminato la sua anima Adalman divenne un non-morto. Fu trovato dal Re demone Kazalim che, tramite una maledizione, lo legò al territorio della nazione di Jistav come responsabile della difesa, divenendo in seguito l'Indice delle Cinque dita di Kleiman ed evolvendosi in un Wight King aumentando la capacità magica. Durante la guerra tra Tempest e Kleiman combatte contro Shuna, la quale usa la magia sacra grazie al suo amore e rispetto eterno verso Limur per purificarlo dalla sua maledizione, con Adalman che decide di passare dalla loro parte in quanto ammirato dalla fede che Shuna ripone verso il suo padrone. Insieme ad Albert e al Death Dragon viene posto a guardia del sessantesimo piano del dungeon di Ramiris ma viene sconfitto dai Crociati durante il loro addestramento, avendo perso molto del suo potere, così Limur chiede a Shuna di essere la sua insegnante e suggerisce ad Adalman di avere Albert come sua avanguardia. Una volta scoperta la verità sul suo passato, come ricompensa e segno di scuse Luminous gli insegna l'Inversione giorno-notte, migliorandola nell'Inversione sacro-demoniaco con l'aiuto di Beretta. Assorbendo la sostanza magica del dungeon Adalman riesce a recuperare la sua forza, sconfiggendo insieme al suo gruppo Shinji, Mark e Zhen, venendo promosso al settantesimo piano e diventando una delle Dieci meraviglie del dungeon. Dopo la prima battaglia contro l'Impero orientale, Limur lo fa evolvere con un Harvest Festival in uno Spirito della morte diventando uno dei Dodici Lord guardiani di Tempest con il titolo di "Gehenna Lord", ottenendo da Ciel l'Ultimate Gift Necronomicon che gli conferisce totale controllo sui non-morti.
Albert (アルバート?, Arubāto)
Grazie al suo talento ad Albert fu esteso l'invito di unirsi alla Guardia imperiale dell'imperatore di clausura appena costituita ma rifiutò in quanto leale ad Adalman, morendo insieme a lui contro il Death Dragon per poi venire rianimato come non-morto ai suoi ordini. Durante il combattimento con Hakurou dimostra un'abilità con la spada paragonabile a quella del suo avversario, se non addirittura meglio, ma dopo che Shuna sconfigge Adalman tutti loro decidono di passare dalla parte di Limur. Insieme ad Adalman viene assegnato al sessantesimo piano del dungeon di Ramiris diventandone l'avanguardia. Si dimostra una persona umile che non si vanta della sua forza o abilità, anche se sono tra le più riconosciute grazie ai suoi centinaia di anni di allenamento. Assorbendo la sostanza magica del dungeon Albert riesce a evolversi in un Paladino della morte, con il suo corpo che viene restaurato apparendo come un giovane ragazzo, e dopo i suoi miglioramenti viene trasferito al settantesimo piano diventando una delle Dieci meraviglie del dungeon. A seguito dell'Harvest Festival di Adalman, Albert ottiene da Ciel l'Ultimate Gift Immortal che lo dota di una rigenerazione istantanea e ha il potenziale di sviluppare abilità uniche.
Gozul (ゴズル?, Gozūru) e Mezul (メズル?, Mezūru)
Doppiati da: Naoya Nosaka e Kyouhei Natsume (ed. giapponese), Alessandro Conte e Jona Mennite (ed. italiana)
Esponenti rispettivamente dei Bovidi ed Equidi che desiderano formare un'alleanza con Limur così da sconfiggere una delle due parti, in quanto nemici giurati negli ultimi cento anni, ma dopo aver visto Shion sottomettere i figli di Dagruel decidono di unirsi insieme a Tempest. Una volta che Limur dà loro i nomi, Gozul, Mezul e i rispettivi popoli si evolvono in Tauroidi e Centoidi, ottenendo una tremenda forza fisica e l'Unique Skill Limitatore, una versione inferiore di Prigione eterna e Dominazione spaziale di Uriel che limita lo spazio degli avversari. Durante il torneo di Tempest hanno modo di risolvere la loro disputa nel primo combattimento che viene vinto da Gozul, il quale viene in seguito convinto da Masayuki ad abbandonare l'incontro così da poterlo combattere al massimo delle proprie forze nel dungeon.
Glenda Attley (グレンダ・アトリー?, Gurenda Atorī)
Doppiata da: Mari Hino (ed. giapponese), Elena Mancuso (ed. italiana)
Una famosa mercenaria altromondana, con un aspetto che a detta di Limur la rende simile a una "classica femme fatale dei film di spionaggio". Venne evocata dalla famiglia Rozzo e costretta dalla maledizione marchiatale a rimanervi fedele, svolgendo i lavori sporchi come comandante dell'unità Blood Shadow e infiltrandosi all'interno del Sacro impero di Ruberios come una dei Tre Saggi guerrieri nei Dieci Grandi Santi nota con l'epiteto "del Mare in tempesta". Considerata pubblicamente una fedele seguace del Luminismo in realtà è sempre alla ricerca di modi per guadagnare denaro. Come armi possiede una pistola Walther P99, capace di sparare sia proiettili normali che magici, e un coltello militare. La sua Unique Skill Cecchino le permette di percepire le cose intorno a lei da un'ampia gamma tramite la manipolazione magica, visualizzare l'esito di un'azione specifica e manipolare lo spazio per colpire i bersagli da lunghe distanze. Inviata nel regno di Falmuth insieme a Saare e Grigori per aiutare Edward a sopprimere la fazione di Youm, combatte Diablo insieme a Saare ma fugge dopo aver constatato quanto il suo avversario sia forte. Viene sconfitta da Souei e la sua maledizione rotta da Limur, e in segno di riconoscimento Glenda si trasferisce a Tempest venendo assegnata alla Squadra ombra guidata da Souka per poi unirsi alla Liega, divenendo una figura spaventosa nel mondo criminale occidentale.
Testarossa (テスタロッサ?, Tesutarossa)
Doppiata da: Yumi Uchiyama (ed. giapponese), Federica Valenti (ed. italiana)
Un Arcidiavolo facente parte dei sette Primordiali con il nome di Blanc o Bianco, la quale fece un patto con i sovrani di Silberia per proteggere la loro terra finché non avrebbero dato al mondo un contenitore in grado di ospitarla; a tal fine benedisse la famiglia reale con degli occhi rossi che consentivano di vedere attraverso qualsiasi cosa, in modo da accumulare la magia attraverso le generazioni. Il risultato fu la principessa Blanche Nam Silberia che, in cambio di cedere il proprio corpo, desiderava diventare sua amica, cosa che lasciò Blanc confusa ma iniziando a legare con la ragazza. Quando, però, l'Impero orientale tentò di annettere Silberia i poteri di Blanc si stavano ancora sviluppando all'interno del suo nuovo corpo, costringendola a recidere forzatamente il contratto e, furiosa, lanciò un incantesimo proibito che prese indiscriminatamente le vite di tutti i presenti, evento conosciuto come l'"Incidente della sponda che si tinge di rosso". Dopodiché finse astutamente di essere stata sconfitta dai Guardiani Imperiali e lasciò il corpo di Blanche, recidendo i legami con il mondo fisico; inoltre, per preservare la bellezza immortale della principessa, lanciò un sigillo seppellendola nel sottosuolo. Viene selezionata da Diablo come membro dei Black Numbers, venendo nominata da Limur ed evolvendosi in una Lord dei diavoli, divenendo addetta militare di Tempest e rappresentante nel Consiglio delle Nazioni occidentali. Come suggerisce il suo aspetto Testarossa ha la personalità di una nobildonna stereotipata: dei tre Primordiali reclutati da Diablo è la più "matura", così come la più altezzosa, gentile ed elegante nei modi, ma possiede anche la crudeltà e la fame di battaglia dei demoni ed è brava quanto Diablo in termini di macchinazioni politiche, se non meglio. Prende parte a una riunione del Consiglio delle regioni occidentali per discutere della scomparsa della principale forza di difesa della regione di Sidel contro i demoni di Guy Crimson, sventando un attentato da parte di Misery e dei suoi Apostoli che svela a tutti la sua vera identità, divenendo molto influente. Dopo la prima battaglia contro l'Impero orientale, Limur la fa evolvere con un Harvest Festival in un Demone divino diventando una dei Dodici Lord guardiani di Tempest con il titolo di "Killer Lord"; inoltre, evolve la sua magia Fiamma bianca congelante nell'Ultimate Skill Belial che, invece di congelare, fa scaturire fiamme caldissime in grado di danneggiare l'anima.
Ultima (ウルティマ?, Urutima)
Doppiata da: Miyu Tomita (ed. giapponese), Giada Sabellico (ed. italiana)
Un Arcidiavolo facente parte dei sette Primordiali con il nome di Violet o Viola. Nonostante abbia l'aspetto di una ragazzina è estremamente calcolativa, intrigante e crudele nei confronti dei suoi nemici, preferendo catturare le loro anime e torturarle piuttosto che ucciderli, ma è anche disposta a premiare o dare una mano a coloro che riescono a resistere alle sue avversità. Viene selezionata da Diablo come membro dei Black Numbers pensando inizialmente di prestare la propria forza per alcuni anni finché non si sarebbe annoiata, ma dopo aver conosciuto Limur capisce che è qualcuno a cui vale la pena giurare fedeltà. Ottenuto il nome di Ultima diventa una Lord dei diavoli e assegnata come procuratore capo dell'ufficio pubblico ministero di Tempest. Durante il suo combattimento con Damrada evolve la sua magia Veleno maledetto nell'Ultimate Skill Samael, aumentandone l'efficacia, e dopo la battaglia Limur la fa evolvere con un Harvest Festival in un Demone divino, diventando una dei Dodici Lord guardiani di Tempest con il titolo di "Pain Lord".
Carrera (カレラ?, Karera)
Doppiata da: Ikumi Hasegawa (ed. giapponese), Erica Laiolo (ed. italiana)
Un Arcidiavolo facente parte dei sette Primordiali con il nome di Jaune o Giallo. Centinaia di anni fa creò una potente forma di vita in un piccolo paese nella Dinastia degli Stregoni Sarion che, però, venne abbattuta da Leon Cromwell quando era un Eroe. Frustrata e ignara che c'era Violet dietro la sua presenza, Jaune trascorse tutto il suo tempo a sviluppare una magia appariscente e potente come vendetta per l'interferenza di Leon, i cui cavalieri provarono invano a negoziare con lei più volte, e sparando quotidianamente magia nucleare sulla città come provocazione al Re demone in modo che la sfidasse. Viene selezionata da Diablo come membro dei Black Numbers e quando si presenta a Limur rilascia un po' della sua aura per intimidirlo, ma quest'ultimo non se ne accorge e la salva, invece, dai rimproveri di Diablo. Ottenuto il nome di Carrera diventa una Lord dei diavoli e viene assegnata come giudice capo della Corte suprema di Tempest, affermando che avrebbe giudicato le persone con la massima equità. Proprio come suggerisce il suo aspetto Carrera ha una personalità simile a una delinquente del liceo: è una maniaca della battaglia spensierata ed energica ma anche egocentrica e si arrabbia facilmente; riconosce, comunque, i suoi avversari quando si dimostrano una sfida per lei. Durante il suo combattimento con Tatsuya Kondou ottiene l'Ultimate Skill Abaddon, permettendole di neutralizzare le abilità di spazio, e dopo aver vinto contro il suo avversario Ciel la unisce con il Sandalphon di quest'ultimo. In seguito Limur la fa evolvere con un Harvest Festival in un Demone divino, diventando una dei Dodici Lord guardiani di Tempest con il titolo di "Menace Lord".
Moss (モス?, Mosu)
Un Arcidiavolo con la carica di Gran Duca e subordinato di Testarossa, dall'aspetto di un adorabile ragazzino ma con un carattere calmo, equilibrato ed abbastanza intelligente, ma in mezzo ai suoi superiori diventa molto timido al punto che la sua stessa presenza si dirada. È molto leale e mostra estrema umiltà ogni volta che viene elogiato ma è pronto a infuriarsi quando il suo padrone viene insultato in qualsiasi modo, procedendo a eliminare spietatamente l'autore a meno che non vada contro i suoi ordini. Una volta che Limur gli dà il nome Moss diventa un Lord dei diavoli. La sua Unique Skill Mietitore gli consente di dividersi in cloni di varie dimensioni dotati di una coscienza collettiva, e una volta riuniti Moss prende la forma di un uomo affascinante.
Veyron (ヴェイロン?, Vu~eiron)
Doppiato da: Mugihito
Un Arcidiavolo con la carica di Duca subordinato di Ultima e suo maggiordomo personale. La sua forza è seconda solo a quella dei Primordiali e Moss, con quest'ultimo che è sempre riuscito a batterlo. Una volta che Limur gli dà il nome Veyron diventa un Lord dei diavoli. La sua Unique Skill Imitatore, ottenuta per adempiere a qualunque ordine della sua padrona, gli permette di trasformarsi in chiunque abbia visto, con Ciel che la evolve durante la sua battaglia con Marco nell'Ultimate Gift Artist, imitandone anche i poteri sovrapponendone la forza alla propria.
Venom (ヴェノム?, Vu~enomu)
Un Arcidiavolo con la carica di Barone e un diretto subordinato di Diablo. Nonostante sia giovane possiede un'Unique Skill che lo rende un demone unico, dato che si tratta di un reincarnato. Possiede un centinaio di subordinati a sua disposizione e quando incontrò Diablo negli Inferi quest'ultimo li sconfisse tutti senza sforzo per diverse volte. La sua indole testarda lo porta a essere selezionato come membro dei Black Numbers e una volta che Limur gli dà il nome Venom diventa un Lord dei diavoli.
Esprit (エスプリ?, Esupuri)
Un Arcidiavolo con la carica di Conte subordinata di Carrera. È una ragazza distaccata che persegue uno stile di vita edonistico, spingendo la maggior parte delle volte la sua padrona su qualsiasi linea di azione sconsiderata che quest'ultima decide, con grande sgomento del suo compagno Agera e divertendosi a osservarlo in situazioni angoscianti. Tuttavia, proprio come tutti i subordinati devoti a Limur, basta un singolo insulto al suo signore per farla arrabbiare. Una volta che Limur le dà il nome Esprit diventa una Lord dei diavoli. La sua Unique Skill Osservatore le permette di mantenere i contatti con chiunque indipendentemente dalla posizione ma solo con persone che conosce.
Cien (シエン?, Shien)
Un Arcidiavolo con la carica di Barone e subordinato di Testarossa, eseguendone gli ordini senza lamentarsi ed è noto per essere rimasto imbattuto negli ultimi trecento anni. Una volta che Limur gli dà il nome Cien si evolve in un Lord dei diavoli.
Zonda (ゾンダ?)
Doppiato da: Yoshiki Nakajima
Un Arcidiavolo subordinato di Ultima e suo servitore personale, rimasto imbattuto per oltre trecento anni. Ha un temperamento duro e, come i suoi compagni, non mostra la minima paura per gli altri demoni che lo superano in grado, ma è anche un fannullone che non si fa scrupoli a scaricare il lavoro sugli altri per concentrarsi sui suoi capricci; inoltre, è molto orgoglioso delle proprie abilità culinarie. Una volta che Limur gli dà il nome Zonda diventa un Lord dei diavoli. La sua Unique Skill Chef gli permette di curare qualsiasi ferita "cucinandola".
Agera (アゲラ?)
Un Arcidiavolo subordinato di Carrera. Si tratta della reincarnazione di Byakuya Araki, un altromondano che si stabilì nel villaggio degli Ogre dopo averlo salvato da un drago minore, insegnando i suoi costumi, le tecniche di spada e fondando lo stile dell'Offuscamento, oltre a essere il nonno e maestro di Hakurou. Agisce come voce della ragione per Carrera così come per la sua collega Esprit, pertanto è calmo nella maggior parte del tempo, ma un singolo insulto verso Limur è sufficiente a farlo arrabbiare; lo stesso verso Carrera a causa della sua natura orgogliosa di demone, anche se in misura minore. Una volta che Limur gli dà il nome Agera diventa un Lord dei diavoli. Durante il suo combattimento con Garcia ottiene da Ciel l'Ultimate Gift Cambio lama, permettendogli di trasformarsi in una spada che fornisce a chi la brandisce le sue tecniche.
Charys (カリス?, Karisu)
Doppiato da: Taku Yashiro (ed. giapponese), Paolo De Santis (ed. italiana)
Inizialmente conosciuto come Ifrit (イフリート?, Ifurīto), uno spirito superiore che governa le fiamme con uno scarso senso di sé al pari di un animale selvatico. Un tempo viveva nella Tana degli spiriti finché non venne preso da Leon Cromwell quando venne per chiedere a Ramiris di evocare Chloe. In seguito Leon lo trasferì all'interno di Shizue Izawa, salvandole la vita ma legandola a lui in quanto Ifrit rispondeva solo ai comandi del Re demone. Successivamente, grazie all'Eroina Chronoa, Shizu riuscì a contenere Ifrit e a usarne il potere, anche se negli anni capì di non essere più in grado di tenerlo a bada. Ifrit si libera dalla sua condizione nel villaggio dei goblin ma viene fermato e divorato da Limur, finendo nel suo stomaco dove incontra Veldra che, a sorpresa, lo sfida a una partita di shōgi e diventando suo compagno di conversazione. Osservando le interazioni di Limur con gli altri Ifrit inizia a capire i sentimenti delle persone e il valore della vita, scoprendo, quindi, perché Shizu era sempre in contrasto con lui. Su richiesta di Veldra, Limur gli dona un corpo fisico usando il nucleo di Charybdis e viene chiamato dal drago Charys: grazie alla combinazione del suo potente corpo fisico e del nome si evolve in un Flare Lord, con la sua forza che supera quella di un Re demone non risvegliato, e diventa l'assistente di Veldra all'interno del dungeon.
Zephyrus (ゼピュロス?, Zepyurosu), Boreas (ボレアス?, Boreasu), Notos (ノトス?, Notosu) ed Euros (エウロス?, Eurosu)
Quattro Arcidraghi che vivevano nelle Grandi montagne di Caanat evolutisi in Draghi elementali, rispettivamente di fuoco, ghiaccio, vento e terra. Durante l'evoluzione in Re draghi vengono catturati e addomesticati da Milim che li porta nel dungeon, dove Ramiris dà loro i nomi diventando i custodi dal novantaseiesimo al novantanovesimo piano nonché quattro delle Dieci meraviglie del dungeon. Nelle loro forme umane si presentano rispettivamente come: una bella donna con un vestito a scaglie e una coda di fiamme, un uomo snello e attraente da poter essere facilmente scambiato per una donna da lontano, una ragazzina con la bocca piena di zanne e un uomo grande e muscoloso ricoperto di scaglie e aculei. Nonostante proteggano i piani più bassi sono ironicamente i più deboli in termini di pura forza, con gran parte del pericolo nei loro piani che deriva dai rispettivi effetti del terreno.
Gadra (ガドラ?, Gadora)
Il maestro di Razen, che riuscì ad apprendere la magia Reincarnation così da poter continuare a sviluppare la sua conoscenza. Benché si possa descrivere come un egoista nato Gadra sembra apprezzare molto le persone a lui vicine, è di mentalità molto aperta ed è sempre desideroso di ascoltare le idee degli altromondani. Era un caro amico di Adalman e, quando questi fu ucciso a causa dei Sette Luminari, usò Reincarnation nel tentativo di rianimarlo facendolo, però, ritornare come non-morto. Di conseguenza Gadra giurò loro vendetta alleandosi con l'Impero orientale, proponendo all'imperatore Rudra l'invasione dell'occidente e l'uso pratico degli altromondani che ricevettero un trattamento speciale, portando la tecnologia militare dell'Impero, tramite la ricerca sulle loro abilità e conoscenze, a un livello tale da superare tutte le altre nazioni del mondo. Ciò nonostante iniziò a provare rancore anche nei riguardi dell'Impero stesso, dato che la sua Divisione magica venne gradualmente eliminata a favore della Divisione corazzata. Poco prima dell'invasione, invia Shinji Tanimura, Mark Lauren e Zhen Liuxing a Tempest come spie e si reca personalmente nel regno di Falmenace con l'intenzione di convincere Razen a unirsi all'Impero. Con sua grande sorpresa apprende che i Sette Luminari sono stati eliminati e che Tempest è molto più potente di quanto si aspettasse. Giudicando l'invasione dell'Impero una causa persa diserta a favore di Tempest, diventando il nuovo guardiano del sessantesimo piano nel dungeon insieme al Demone colosso come "boss nascosto" e una delle Dieci meraviglie del dungeon. Durante il suo combattimento con Gozaline, Ciel lo reincarna utilizzando i resti del Demone colosso distrutto rendendo Gadra un Metal Demon, apparendo come una versione ringiovanita della sua prima vita, e donandogli l'Ultimate Gift Grimoire con cui accede alla conoscenza magica sua e di Limur e condividendola con Adalman.
Shinji Tanimura (谷村 真治?, Tanimura Shinji)
Uno studente universitario di ventitré anni che trascorreva la maggior parte delle sue giornate in laboratorio finché un giorno venne evocato da una nazione non specificata, ricevendo l'Unique Skill Guaritore che gli permette di manipolare i virus e la composizione dell'aria per diffonderli ma anche, come dice il nome, per scopi curativi, rendendolo quasi invincibile. Venne accolto da Yuuki Kagurazaka che lo inviò nell'Impero orientale sotto la tutela di Gadra come ufficiale militare. Si dimostra disinteressato alle battaglie di rango all'interno dell'Impero, preferendo di gran lunga passare il suo tempo in laboratorio. Fu inviato come parte della forza di sottomissione incaricata di abbattere la Primordiale Blanc, riuscendo a sopravvivere. Dopo che Yuuki si unisce all'Impero e diventa comandante, Shinji, volendo ripagarne il debito, lascia la Divisione corazzata e si trasferisce nella sua Divisione composita. Viene inviato insieme a Mark e Zhen a indagare sul dungeon di Tempest, riuscendo grazie alle proprie abilità a scendere ben più di chiunque altro e attirando l'attenzione di Limur, facendogli capire che sono spie. Sconfitti da Albert al Sessantesimo piano accettano di risiedere a Tempest come ricercatori al servizio di Ramiris, cosa che rende felice Shinji in quanto esperto delle meccaniche da giochi di ruolo dei videogiochi.
Mark Lauren (マーク・ローレン?, Māku Rōren)
Un altromondano di nazionalità americana, evocato nell'Impero orientale in cui riveste il ruolo di primo luogotenente e discepolo di Gadra. La sua Unique Skill Lanciatore gli permette di lanciare qualsiasi cosa di afferrabile, anche un mostro o l'aria stessa, provocando un forte impatto. Ha un carattere irascibile e non ama lo stile di vita sontuoso dei suoi superiori mentre lui è costretto a essere un cane dell'esercito. Sembra non tenersi aggiornato sulle informazioni, non essendo a conoscenza che i Dieci grandi Re demoni si siano rinominati Octagram e scoprendolo solo un anno dopo, venendo severamente rimproverato da Gadra. Insieme a Shinji e Zhen viene inviato a Tempest per capire se nelle profondità del dungeon si trova un laboratorio di ricerca, dando prova della sua forza sbaragliando interi gruppi di nemici, ma una volta arrivati al sessantesimo piano vengono rapidamente sconfitti da Albert. In seguito Limur li rende dei ricercatori al servizio di Ramiris, cosa che entusiasta Mark rivelandosi un avido giocatore.
Zhen Liuxing (シン・リュウセイ?, Shin Ryūsei)
Un altromondano evocato nell'Impero orientale in cui riveste il ruolo di primo luogotenente e discepolo di Gadra. La sua Unique Skill Percettore aumenta i suoi sensi. È molto cauto e taciturno rendendo quasi impossibile capire cosa stia pensando, come dimostra la sua tunica che oltre a essere appariscente nasconde abilmente un assortimento di armi. Insieme a Shinji e Mark viene inviato a Tempest per capire se nelle profondità del dungeon si trova un laboratorio di ricerca, usando la sua abilità per evitare le trappole. A seguito della loro sconfitta, però, decide di disertare per Tempest diventando un ricercatore al servizio di Ramiris.

## Dwargon
Ufficialmente noto come "Regno militare di Dwargon" (武装国家 ドワルゴン?, Busou Kokka Dowarugon), si tratta della città dei Nani, fondata mille anni fa dal loro Antenato divino ed eroe Guran Dwargo all'interno di una caverna nelle Grandi montagne di Caanat. Essendo una città di libero commercio è il punto di incontro tra tutti i tipi di razze, mantenendo una politica di assoluta neutralità e al suo interno la violenza non è tollerabile.
Gazehr Dwargo (ガゼル・ドワルゴ?, Gazeru Dowarugo)
Doppiato da: Takaya Hashi (ed. giapponese), Andrea Moretti (ed. italiana)
Il re di Dwargon famoso come il "Re eroico", dalla personalità aperta e grande carisma apprezzando la verità e l'onore, seguendo in larga misura la filosofia della "pace attraverso la forza". Quando era giovane si smarrì nella foresta dove incontrò Hakurou che divenne il suo maestro, soprannominandolo "Spadaccino diabolico". Tra le sue abilità possiede l'Unique Skill Tiranno, con cui riesce a vedere ogni cosa come i pensieri delle persone, e la capacità di fondersi con un Re spirito della terra raggiungendo temporaneamente i livelli di un Vero Re demone. Incontra per la prima volta Limur durante il processo che lo vede coinvolto con il suo vecchio amico Kaijin a causa di Vester. Anche se alla fine li esilia Gazher sapeva già la verità così come dell'incidente nella creazione dei Cavalieri magici di Vester, togliendo a quest'ultimo il titolo di ministro e tenendo d'occhio le azioni di Limur. Quando scopre della sua vittoria sul Lord degli Orchi e che sta fondando una nazione cerca di certificarne la natura con un duello, e una volta compreso che non è malvagio instaura un'alleanza tra Dwargon e Tempest. Si considera il mentore di Limur, continuando a fidarsi di lui anche quando questi diventa un Re demone.
Dorf (ドルフ?, Dorufu)
Doppiato da: Hisao Egawa (ed. giapponese), Marcello Moronesi (ed. italiana)
Il comandante dei Pegasus Knight e uno stretto consigliere di Gazehr. Uomo retto e onesto, si atteggia da duro militare quando si rivolge agli altri in veste ufficiale, ma in fondo è premuroso.
Henrietta (アンリエッタ?, Anrietta)
Doppiata da: Madoka Asahina (ed. giapponese), Debora Magnaghi (ed. italiana)
La leader del Ministero Oscuro di Dwargon, nota con il titolo di "Capo degli Assassini della Notte", agendo come capospia di Gazher e membro della sua cerchia ristretta di funzionari. Dopo che Kaijin, i suoi amici e Limur vengono esiliati da Dwargon, Henrietta viene inviata a tenerli d'occhio, riportando al re i diversi avvenimenti accaduti allo slime.
Bahrn (バーン?, Bān)
Doppiato da: Taro Kiuchi (ed. giapponese), Matteo Zanotti (ed. italiana)
Il comandante supremo dell'esercito di Dwargon, noto con il titolo di "Ammiraglio Paladino", e secondo in forza solo a Gazher. Normalmente rigido, in situazioni private dimostra di avere un atteggiamento più informale.
Jaine (ジェーン?, Jēn)
Doppiata da: Kyo Yaoya (ed. giapponese), Elisabetta Cesone (ed. italiana)
L'arcimaga della corte reale di Dwargon, supportando la nazione fin dalla fondazione con la sua competenza e conoscenza magica, e stretta consigliera di Gazher che conosce da quando era bambino in quanto amica di suo nonno. Mantiene sempre una presa calma sulle sue emozioni e dà saggi consigli ai suoi compagni.
Kaido (カイドウ?, Kaidō)
Doppiato da: Shouto Kashii (ed. giapponese), Luca Semeraro (ed. italiana)
Il capitano delle guardie di Dwargon e fratello minore di Kaijin. Incontra per la prima volta Limur quando, insieme a Gobta, a causa di un malinteso viene temporaneamente tenuto prigioniero e lo aiuta a salvare Garm, Dord e Myrd grazie al liquido ricavato dall'erba Hypokte. In seguito, tuttavia, Kaido è costretto ad arrestarlo di nuovo insieme a Kaijin e i tre fratelli a causa di Vester, salutandoli quando lasciano Dwargon in esilio. Quando la pena di Kaijin viene revocata è felice di rivederlo durante l'incontro con la delegazione di Tempest.

## Regno di Bulmund
Una nazione umana che confina con il regno di Falmenace, Tempest e la Dinastia degli Stregoni Sarion. È un paese così piccolo che i nobili sono dei signori feudali mentre l'unica città è la capitale. Al suo interno è presente una divisione della Gilda della libertà che agisce nella raccolta di informazioni.
Doram Bulmund (ドラム・ブルムンド?, Doramu Burumundo)
Doppiato da: Takehiro Hasu (ed. giapponese), Riccardo Rovatti (ed. italiana)
Il re del regno di Bulmund, estremamente intelligente e risoluto da usare abilmente la posizione del regno per raccogliere ogni genere di informazioni e segreti, usandoli a vantaggio della sua nazione.
Beryard (ベルヤード?, Beruyādo)
Doppiato da: Itaru Yamamoto (ed. giapponese), Marco Balzarotti (ed. italiana)
Uno dei ministri del regno di Bulmund e amico d'infanzia di Fuse. Sebbene appaia malizioso ha un forte senso dell'obbligo e gestisce il lavoro molto bene.
Fuse (フューズ?, Fuyūzu)
Doppiato da: Ken Narita (ed. giapponese), Valerio Amoruso e Lorenzo Scattorin (ep. 2) (ed. italiana)
Il capo gilda della Gilda della libertà nel regno di Bulmund, un individuo che può apparire molto duro con i suoi sottoposti ma prendendosi cura della loro sicurezza. Un tempo suo padre aveva collaborato con Shizu. È molto abile nell'ottenere informazioni, la cui accuratezza rivaleggia con quella del Ministero Oscuro di Dwargon guidato da Henrietta. Dopo aver incontrato Limur è diventato più permissivo nei suoi punti di vista sui mostri e vede Tempest come un fantastico posto di vacanza; inoltre, la loro collaborazione ha aumentato la sua rete di informazioni, facendo schizzare alle stelle la sua fama tanto da ottenere un posto nel dipartimento di intelligence del regno.

## Alleanza moderata dei clown
Un gruppo creato da Kagali prima della sua ascesa come Re demone composto da Deathman, non-morti creati dalle centinaia di cadaveri del Regno super magico attraverso la magia proibita Birthday in grado di sopravvivere grazie al loro corpo astrale. Il loro compito è quello di tuttofare, venendo assunti per svolgere vari tipi di lavori, e attualmente sono alle dipendenze di Yuuki Kagurazaka, alleato di Kagali che a contribuito a far riportare in vita.
Yuuki Kagurazaka (ユウキ カグラザカ?, Kagurazaka Yūki)
Doppiato da: Natsuki Hanae (ed. giapponese), Marcello Gobbi (ed. italiana)
Un altromondano ed ex studente di Shizu insieme a Hinata Sakaguchi, finito nel Mondo centrale dopo essere rimasto segnato dall'incidente che causò la morte dei suoi genitori e giurando che avrebbe cambiato il mondo in un posto dove tutti possono essere felici. Per fare ciò si circonda di persone che la pensano come lui, le quali rimangono affasciante dalla sua determinazione e capacità geniali, ed è sempre disposto a tendere una mano a chi è nel bisogno, offrendo loro gentilezza e comprensione, non importa chi siano o cosa abbiano fatto in passato. Un esempio di questo fu il Re demone Kazalim che tentò di impossessarsi del suo corpo, con Yuuki, avendo pietà della sua condizione, che gli permise di risiedere in lui finché non avrebbe trovato un contenitore adatto. Preferisce fare le cose attraverso misure politiche e negoziazioni, ricorrendo alla violenza solo come ultima risorsa. La sua Unique Skill Creatore gli permette di manipolare liberamente la propria energia e usarla per fare qualunque cosa in base al proprio desiderio. Yuuki usò la sua conoscenza per rielaborare la società degli avventurieri nella Gilda della libertà, portandola a livello internazionale e venendone nominato Gran maestro, diminuendo drasticamente le morti legate ai mostri e stabilendo un nuovo sistema di classificazione in base alla loro quantità di sostanza magica, permettendo al commercio e alla popolazione di crescere in aree precedentemente povere e decrepite migliorando la vita di molti. Conosce Limur quando quest'ultimo arriva nel regno di Ingracia per salvare gli ex allievi di Shizu, prendendolo in simpatia. Allo stesso tempo agevola il risveglio di Kleiman come Vero Re demone, facendogli soggiogare Milim per distruggere Eurazania e inasprire i rapporti tra la Federazione Jura Tempest e il regno di Falmuth per indebolire e far crollare quest'ultimo a causa della sua influenza tramite l'utilizzo delle evocazioni, decidendo di sacrificare Limur inviandogli contro Hinata tramite Damrada per impedirgli di raggiungere Tempest. Ma le cose non vanno come previsto: Limur riesce a sopravvivere e a distruggere l'esercito di Falmuth, diventando molto più forte ma anche sospettoso nei riguardi del Gran maestro, anch'egli consapevole della propria precaria situazione. Scoperto grazie a Laplace e Kazalim che dietro il Sacro concilio dell'ovest si nasconde il Re demone Valentine, Yuuki chiede a Kleiman di usare Milim e Frey per iniziare un Walpurgis sia per scoprire nuove informazioni che come ultima mossa per contrastare Limur, fallendo di nuovo. Partecipa al festival di Tempest dove si rende conto della forza dei suoi abitanti, scegliendo di rimanere neutrale con lo slime e concentrandosi nel rovesciare il clan Rozzo e la loro influenza nel Consiglio delle regioni occidentali iniziando da Mariabell durante la spedizione esplorativa delle rovine di Amrita, sottraendole Greed e incolpandola delle proprie macchinazioni. Dopo aver scoperto che Luminous Valentine è la divinità di Ruberios negozia con Granville Rozzo per scatenare la dormiente Eroina Chronoa, venendo, però, tradito. Completamente esposto Yuuki fugge verso l'Impero orientale per riorganizzarsi ma viene fermato da Guy Crimson, nonostante usi anche Creatore per evolversi in un Santo, riuscendo alla fine a negoziare per la propria vita e quella dei suoi amici in cambio di distruggere l'Impero dall'interno. Frustrato dalla sua stessa mancanza di potere e dall'incapacità di proteggere i suoi amici Yuuki raggiunge l'interno del proprio spirito ed evolve Greed nell'Ultimate Skill Mammon, aumentandone la capacità di manipolazione e rubando vari tipi di energia e abilità, tranne quelle radicate nell'anima di un individuo. Si unisce ai Guardiani imperiali, riuscendo a battere tutti i suoi superiori e diventando in pochi mesi comandante della Divisione composita. Al culmine del suo piano, tuttavia, i suoi compagni vengono tutti sconfitti e più avanti viene ferito gravemente da Jahil che possiede il corpo di Footman.
Kagali (カガリ?, Kagari) / Kazalim (カザリーム?, Kazarīmu)
Doppiata da: Yui Ishikawa (Kagali), Volcano Ōta (Kazalim) (ed. giapponese); Jolanda Granato (Kagali), Matteo Brusamonti (ed. italiana)
Precedentemente la principessa del Regno super magico degli elfi, all'epoca uno dei più prosperi al mondo, il padre di Kagali venne posseduto da Jahil, che la privò dei poteri e condusse esperimenti sul suo corpo fino a ucciderla per poi riportarla in vita come Deathman in un orribile stato di decomposizione a causa di una maledizione, deturpandola ulteriormente quando la trasformò in un uomo e cambiando il suo nome in Kazalim; da quel momento nascose il proprio aspetto con una maschera e delle vesti. Riuscì a sopravvivere alla distruzione del regno a opera di Milim Nava causata dalle macchinazioni di Jahil, creando con i corpi delle ancelle e dei cavalieri a cui teneva tre Deathman: Kleiman, Footman e Tear; tentò anche di ricostruire la propria patria creando la Nazione delle marionette Jistav, assistendo alla contaminazione della terra a opera del Drago del Caos che rese gli elfi ancora fedeli a lei Elfi oscuri e riportando in vita l'Eroe Sarion Grimwald come Laplace. In seguito divenne un Vero Re demone conosciuto come "Curse Lord", costruendosi rapidamente la reputazione di individuo crudele e affamato di potere grazie all'utilizzo delle sue maledizioni e alla capacità di raccogliere informazioni per controllare gli eventi da dietro le quinte grazie alla sua Unique Skill Pianificatore, elaborando piani che gli garantiscono sempre dei benefici. Insieme a Milim raccomandò Callion come nuovo Re demone così come Frey e Kleiman, al fine di ottenere un'ulteriore spinta politica. Quando seppe che Leon Cromwell si era dichiarato un Re demone, poiché nessuno si fece avanti per sostenere la sua affermazione Kazalim decise di reclutarlo per ottenere più potere, ma dopo averne visto il viso che gli ricordò la sua bellezza perduta fu assalito dalla gelosia e lo attaccò. Sconfitto vagò come spirito per oltre cento anni sull'orlo della morte per la mancanza di un corpo, trovando rifugio nel corpo di Yuuki Kagurazaka. Grato per il suo aiuto, nonostante inizialmente avesse tentato possederlo, Kazalim iniziò a lavorare a stretto contatto con lui per raggiungere i loro obiettivi condivisi, venendo inserito in un homunculus elfa di Sarion e assumendo l'identità di sua segretaria con il suo vecchio nome, fornendogli, inoltre, l'appoggio dell'Alleanza moderata dei clown. Dopo aver saputo della morte di Kleiman al Walpurgis, Kagali si infuria giurando di vendicarsi di Limur, con cui, però, è costretta a collaborare quando fa ottenere il permesso per la Gilda della libertà di esplorare le rovine di Amrita sotto il castello di Kleiman, ora parte del dominio di Milim. Giunta sul posto attiva il sistema di difesa delle rovine sperando di sbarazzarsi dello slime senza essere sospettata, ma il piano viene rovinato dall'intromissione di Mariabell Rozzo. Segue Yuuki insieme a Laplace, Tear e Footman verso l'Impero orientale ma durante il loro colpo di Stato Kagali cade preda del controllo mentale di Tatsuya Kondou ed è costretta a servire Michael tramite l'Ultimate Enchantment Melchizedek, venendo liberata da Yuuki ma continuando a essere dalla parte di Michael per ottenere più potere. Divenuta un Angelo mistico tradisce Michael e si allea con l'Octagram, facendo evolvere a Ciel Pianificatore nell'Ultimate Enchantment Agastya, potenziandone i poteri di calcolo da consentirle persino di prevedere il futuro.
Kleiman (クレイマン?, Kureiman)
Doppiato da: Takehito Koyasu (ed. giapponese), Ruggero Andreozzi (ed. italiana)
Membro dell'Alleanza moderata dei clown conosciuto come il "Pierrot pazzo": la sua maschera è simmetrica con un lungo sorriso e occhi maligni. È noto per manipolare chiunque come se fossero delle marionette, agendo da dietro le quinte piuttosto che sporcarsi le mani lui stesso. Venne creato da Kagali con lo scopo di verificare se si potevano creare artificialmente Re demoni; la stessa Kagali lo progettò personalmente per essere un comandante tattico e intrigante come lei, al prezzo della sua forza che lo rende il più debole del gruppo. Nella sua forma da battaglia ottiene due paia di braccia, una coda e una corazza in ferro battuto, oltre a sostituire il suo comportamento calmo con uno più aggressivo; da notare, comunque, che la trasformazione gli permette solo di immobilizzare i nemici per neutralizzarli più efficacemente. Entrato a far parte dei Dieci grandi Re demoni con il titolo di "Marionette Master", Kleiman iniziò a dare la caccia a creature magiche e mostri per renderli suoi servitori tramite la maledizione Marionette Heart, rubandone il cuore e impiantandovene uno artificiale tramite cui, grazie alla sua Unique Skill Burattinaio, converte le informazioni circostanti in comunicazioni crittografate come delle cimici, oltre a prenderne il controllo del corpo. Dopo che Kazalim fu sconfitto da Leon Cromwell, Kleiman dovette sostituirlo come signore di Jistav, mandando nel frattempo molti mercenari contro Leon per tentare di vendicarlo. Incontrò Yuuki che gli offrì la resurrezione del suo signore in cambio dell'aiuto dell'Alleanza moderata dei clown per conquistare il mondo. Orchestra l'incidente dell'Orc Disaster, cercando di ottenere un Re demone fantoccio per contribuire a dargli un vantaggio verso gli altri, e il risveglio di Charybdis, guadagnandosi un favore da parte di Frey che usa nel suo piano per diventare un Vero Re demone: controllare Milim grazie alla Sfera del dominio donatagli da Yuuki e usarla per distruggere Eurazania, intensificando anche l'imminente guerra tra la Federazione Jura Tempest e il regno di Falmuth tramite la sua servitrice Myuran e usando Callion come capro espiatorio. Tuttavia, il suo piano fallisce su entrambi i fronti in quanto Milim aveva dato un preavviso del suo attacco mentre Limur diventa un Vero Re demone, oltre a liberare Myuran dal suo controllo facendogli credere della riuscita del suo piano. Cadendo nello schema dei partecipanti della riunione a Tempest, Kleiman vede Limur come un debole slime che ha approfittato del risveglio di Veldra per autoproclamarsi Re demone e, sempre su richiesta di Yuuki, convoca un Walpurgis per sbarazzarsene, inviando nel frattempo il suo esercito a uccidere i rifugiati di Eurazania. Viene, tuttavia, messo alle strette da Limur e costretto da Guy Crimson a provare di essergli superiore personalmente, finendo per essere battuto da Shion; senza contare che Milim si rivela essere immune al suo incantesimo mentre Frey ne era al corrente fin dall'inizio e Callion è ancora vivo. Volendo, comunque, donare pace alle anime rancorose che albergano in lui, Limur gli applica tramite Raphael uno pseudo-risveglio per poi finirlo, impedendogli anche di sopravvivere divorandone l'anima. Si scoprirà che il suo atteggiamento fin troppo arrogante, diverso da come Kagali lo aveva creato, era dovuto al lavaggio del cervello di Tatsuya Kondou affinché facilitasse l'Impero orientale nella conquista della Grande Foresta di Jura e di Veldra. Nello spin-off a lui dedicato Kleiman, dopo essere stato sconfitto da Limur, si ritrova in un punto del passato a causa dell'Unique Skill Regressore, finendo in un loop temporale di tre vite e mantenendo i propri ricordi. Cercando di alterare il suo destino decide di diventare più forte allenandosi sia nel combattimento che nell'uso della sua abilità, ad esempio usandola su sé stesso per avere una prospettiva tridimensionale completa e aumentare la velocità e il tempo di reazione del proprio corpo. Inoltre, pur rimanendo cauto e vigile, diventa più gentile con i suoi sottoposti iniziando a fidarsi di loro e ad ascoltare le loro opinioni, arrivando a restituire a Myuran il suo cuore.
Laplace (ラプラス?, Rapurasu)
Doppiato da: Kazuya Nakai (ed. giapponese), Luca Sandri (ed. italiana)
Il vice-presidente dell'Alleanza moderata dei clown, conosciuto come il "Pierrot meraviglia": indossa una maschera da clown asimmetrica con orecchie da coniglio, ma nonostante il suo atteggiamento apparentemente rilassato è in realtà il combattente più formidabile del gruppo. Tiene molto ai suoi amici e odia mostrare la sua forza, poiché crede che sminuirebbe Kleiman nonostante sia stato scelto per essere un Re demone. Le sue Unique Skill sono Falsificatore, ingannando i sensi di chi gli è intorno e avvertendo le illusioni, e Veggente, permettendogli di vedere alcuni secondi nel futuro. Inizialmente Laplace fu un Eroe elfico di nome Sarion Grimwald, padre di Elmesia El-Ru Sarion e marito di Sylvia El-Ru, deciso a uccidere il Drago del Caos che aveva allontanato gli elfi dalla loro patria ma venendo sconfitto. In punto di morte venne raggiunto da Kazalim che lo trasformò in un Deathman, ma a causa della sua inesperienza perse i suoi ricordi. Aiuta Kleiman nella creazione del Lord degli Orchi, venendo scoperto insieme a Germyud da Treyni e fuggendo prima di essere catturati. Su ordine di Yuuki si infiltra per due volte nel Sacro concilio dell'ovest per cercare di scoprirne i segreti, venendo scoperto da Roy Valentine prima e da Hinata Sakaguchi dopo, e durante la seconda fuga viene fermato da Roy che gli rivela della morte di Kleiman sminuendolo, ma come risposta Laplace uccide lui e tutte le guardie che incontra sulla via del ritorno.
Tear (ティア?, Tia)
Doppiata da: Kaede Hondo (ed. giapponese), Jenny De Cesarei (ed. italiana)
Membro dell'Alleanza moderata dei clown conosciuta come la "Lacrima": è piccola di statura, con capelli magenta legati in treccine e indossa una maschera da clown che piange con due lunghe corna. La sua personalità, tuttavia, rispecchia il suo aspetto infantile in quanto è la più giocherellona, dovuto al fatto di essere stata creata con un'enorme forza a scapito del suo sviluppo mentale, ma ciò non significa che sia poco intelligente. La sua Unique Skill è Ottimista, che amplifica il suo potere ma solo quando esegue gli ordini. In passato fu una domestica di Kagali. Le viene ordinato da Kleiman di risvegliare Charybdis insieme a Footman riuscendo a ingannare Phobio, e sempre con Footman partecipa nella guerra tra le forze di Kleiman e Tempest scontrandosi con Phobio e Gerd, che li tengono impegnati fino alla loro vittoria costringendoli a ritirarsi. Dopo essersi evoluta come Angelo mistico delle forze di Michael tradisce quest'ultimo insieme a Kagali, riuscendo finalmente a maturare e risvegliando il suo pieno potere in quanto consapevole di essere l'unica rimasta a proteggere la sua signora; ciò è ulteriormente rafforzato dai frammenti del nucleo di Kleiman trapiantati da Ciel che non solo la guariscono dalle ferite ma le conferiscono l'abilità Burattinaio, fondendola con Ottimista per creare l'Ultimate Enchantment Orpheus, con cui aumenta la propria forza senza alcuna restrizione e può controllare perfettamente i movimenti del proprio corpo.
Footman (フットマン?, Futtoman)
Doppiato da: Shinji Kawada (ed. giapponese), Simone Marzola (ed. italiana)
Membro dell'Alleanza moderata dei clown conosciuto come il "Pierrot infuriato": è un individuo dal corpo in carne e indossa una maschera da clown dall'espressione arrabbiata, anche se dimostra di avere una personalità rilassata e divertita. Degno della sua stazza Footman possiede un alto livello di forza fisica, ma è comunque in grado di muoversi ad alta velocità rotolando come una palla per schiantarsi contro i bersagli; la stessa Kagali afferma di averlo creato appositamente per il combattimento dotandolo di potenti abilità come l'Unique Skill Amplificatore, amplificando qualsiasi suo aspetto fisico (massa, energia cinetica, ecc.). Aiuta l'armata degli Orchi a distruggere il villaggio degli Ogre, agisce insieme a Tear nel risvegliare Charybdis convincendo Phobio a diventarne il contenitore e in seguito i due partecipano nella guerra tra le forze di Kleiman e Tempest, scontrandosi con Phobio e Gerd che li tengono impegnati fino alla loro vittoria costringendoli a ritirarsi. Si evolve in un Angelo mistico come i suoi compagni ma viene posseduto dallo spirito di Jahil, impiantato segretamente in lui da Feldway per agire come spia.

## Dominio di Milim

### Città del drago dimenticato
La Città del drago dimenticato (忘れられたドラゴンの街?, Wasure rareta doragon no machi) è il dominio di Milim Nava, popolata da dragonewt che discendono dai draghi e gestiti dai veneratori del drago. Tutti i raccolti e gli altri beni prodotti vengono equamente distribuiti presso il Tempio centrale dal capo sacerdote. Potrebbe sembrare che questo sistema sia fallimentare, incoraggiando le persone a diventare improduttive e pigre, ma non è così: a tutti, lavoratori e non, viene garantita almeno una certa quantità della ricchezza, e i più laboriosi ricevono forniture aggiuntive.
Middray (ミッドレイ?, Middorei)
Doppiato da: Atsushi Imaruoka (ed. giapponese), Luca Graziani (ed. italiana)
Il capo sacerdote dei veneratori del drago che adorano Milim Nava. Maniaco della battaglia dalla mentalità semplice, non gli piace pensare troppo ad argomenti complicati e si arrabbia facilmente, dimostrando, comunque, di saper mantenere la calma. È un fermo sostenitore che il cibo debba essere consumato così com'è, insistendo testardamente che è l'offerta perfetta per Milim e rendendolo stupidamente ignaro del motivo per cui quest'ultima si presenti a malapena per mangiarlo - e anche quando lo fa non nota la sua espressione impassibile. Lui e gli altri fedeli sono costretti a fornire supporto logistico all'esercito di Kleiman guidato da Yamza dove combatte contro Suphia, anche se risulta più un riscaldamento per lui, e a seguito della sconfitta del nuovo Charybdis per mano di Benimaru, Middray dichiara la battaglia ufficialmente conclusa. Accompagna Milim al festival di Tempest, durante il quale, su insistenza di Shuna, mangia per la prima volta del cibo cucinato trovandolo delizioso, e dopo aver ascoltato la spiegazione di Shuna che, proprio come gli individui diventano più forti attraverso la cooperazione, gli ingredienti diventano ancora più deliziosi se mescolati Middray si rende finalmente conto del suo errore. Più avanti diventa uno dei Grandi Quattro di Milim.
Hermes (ヘルメス?, Herumesu)
Doppiato da: Daiki Kobayashi (ed. giapponese), Andrea Colombo Giardinelli (ed. italiana)
L'assistente di Middray e uno dei sacerdoti dei veneratori del drago. Grazie ai suoi viaggi in cui ha acquisito esperienze culinarie capisce e simpatizza con il motivo per cui Milim raramente (se non addirittura mai) visita il tempio per mangiare il loro cibo, non riuscendo a trasmetterlo a Middray. Durante lo scontro con le forze di Tempest ha un duello con Gabil uscendone sconfitto.
Gaia (ガイア?)
Il drago domestico di Milim, creato da Veldanava in modo da non lasciarla sola, che fu ucciso dalle forze di Jahil. Divenuta un Re demone Milim cercò di riportarlo in vita, ma avendo perso l'anima il corpo assorbì, invece, l'odio della ragazzina ritornando in vita come un Drago del Caos, un abominio che trascende sia il bene che il male, costringendola a sigillarlo per fermare la sua distruzione. In seguito la sua essenza si diffuse in tutto il mondo dando origine alla razza dei Draghi. Scoperto da Yuuki Kagurazaka grazie alla rete della Gilda della libertà, viene manipolato da Mariabell Rozzo grazie all'Unique Skill Greed per eliminare Limur nelle rovine di Amrita accompagnato da Milim, la quale rimane scioccata dalla sua apparizione. Distrutti di nuovo i corpi astrale e spirituale, il suo nucleo viene divorato da Limur che fa rivivere il drago con una pseudo anima e nominandolo Gaia. Avendo una forte affinità con l'attributo della terra, Gaia ha la capacità di manipolare la gravità, riuscendo anche ad attenuare gli attacchi fisici.
Obera (オベーラ?, Obēra)
Una dei Sette Angeli dell'Origine creati da Veldanava. Fu posta sotto il comando di Feldway per sorvegliare Ivaragé, dove assorbì la sostanza magica della dimensione in cui fu rinchiuso diventando un Angelo mistico e una dei Tre Ammiragli mistici, trascorrendo molti anni a combattere i Criptidi. Selezionata per essere una dei Sette generali celesti, Obera tradisce Feldway, non trovandosi d'accordo con l'ossessione sua e di Michael nel cercare di riportare in vita Veldanava, considerandolo un sacrilegio e temendo che possano ferire Milim; a ciò si aggiunge la sua forte comprensione del cameratismo per i suoi sottoposti, provando tristezza per la loro perdita e rancore verso Michael che ne è responsabile. Per non cadere sotto il suo controllo distrugge la propria Ultimate Skill Azrael e decide di servire Milim come una dei suoi Grandi Quattro.

### Eurazania
Noto anche come "Regno delle bestie Eurazania" (獣王国ユーラザニア?, Kemono ōkoku Yūrazania), è un paese di Licantropi (Teriantropi nel doppiaggio italiano), ovvero umanoidi in grado di trasformarsi in bestie, situato a sud della Grande Foresta di Jura e governato da Callion. Il paese è specializzato nella produzione agricola grazie alle sue vaste aree di piantagioni dedicate alla coltivazione dei frutti. Sebbene l'esercito non sia particolarmente numeroso metà della sua popolazione appartiene a una razza guerriera, per nulla inferiore a quella di nessun altro. Dopo il Walpurgis Callion rinuncia a essere un Re demone e diventa un subordinato di Milim, facendo diventare Eurazania parte del suo dominio.
Callion (カリオン?, Karion)
Doppiato da: Yasuaki Takumi (ed. giapponese), Diego Baldoin (ed. italiana)
Il Re demone conosciuto come "Beast Master" e re di Eurazania. Circa 500 anni fa, durante la precedente Grande Guerra celeste, si distinse tra i suoi compagni tanto da venire raccomandato come Re demone da Kazalim e Milim, e al fine di colmare il divario di potere e influenza con la vecchia generazione di Re demoni divenne uno dei più attivi. La sua Unique Skill è Bestia suprema, assumendo tratti chimerici essendo una versione evoluta dell'abilità Trasformazione animale della propria razza, triplicandone la forza per un periodo limitato finito il quale rimane in uno stato di debolezza. Nonostante si possa considerare un amante dei combattimenti, è un re benevolo che dà la priorità al suo paese prima di sé stesso. Dopo l'incidente con Charybdis, avvenuto a causa di Phobio, Callion instaura un'alleanza tra Eurazania e Tempest. Viene affrontato da Milim che si pensa sia sotto il controllo di Kleiman, scoprendo di non potere nulla contro il suo potere per poi essere attaccato alle spalle da Frey. Durante il Walpurgis si scopre, invece, che era tutto un piano di Milim per incastrare Kleiman, con Callion che si rivela uno degli accompagnatori di Frey. Divenuto consapevole dei propri limiti rinuncia a essere un Re demone diventando un sottoposto di Milim. Partecipa al torneo di Tempest creandosi l'alter ego di Lion Mask per non farsi riconoscere, sconfiggendo Gerd ma perdendo contro Gobta che arriva quasi a smascherarlo. Più avanti diventa uno dei Grandi Quattro di Milim.
Albis (アルビス?, Arubisu)
Doppiata da: Ai Kakuma (ed. giapponese), Federica Simonelli (ed. italiana)
Leader dei Cavalieri bestiali, i più forti sottoposti di Callion, conosciuta come il "Serpente Cornuto Dorato" (Corno di serpe d'oro nel doppiaggio italiano). Nella sua forma intermedia possiede una coda al posto delle gambe e delle corna sulla testa mentre in quella completa è quasi ricoperta di scaglie e i suoi occhi assumono un aspetto serpentino. Ha un immenso rispetto per Callion mentre sul campo di battaglia Albis si dimostra ancora più feroce di Suphia e Phobio; è anche una forte bevitrice. Grazie all'Extra Skill Occhio del serpente celestiale è in grado di applicare diverse alterazioni di stato a chiunque guardi e la sua Unique Skill Soppressore le permette di controllare la magia di teletrasporto. Viene inviata come emissaria con Suphia e Grucius a Tempest per avviare delle relazioni diplomatiche tra le due nazioni, e dopo aver superato il loro test di valutazione suggerisce a Limur di fornire Tempest con della frutta in cambio di alcol. Qualche tempo dopo tenta di inviare un messaggio chiedendo rifugio per i profughi di Eurazania a causa della dichiarazione di guerra di Milim, non riuscendo a consegnarlo correttamente a causa del regno di Falmuth. Partecipa alla battaglia contro le forze di Kleiman scontrandosi con Yamza, costringendolo ad arrendersi per poi assistere alla sua trasformazione in Charybdis e successiva distruzione per mano di Benimaru. Rimasta affascinata dalla figura del generale di Tempest durante la battaglia, dopo la guerra con l'Impero orientale decide di diventarne la seconda moglie assieme a Momiji.
Suphia (スフィア?, Sufia)
Doppiata da: Yō Taichi (ed. giapponese), Martina Tamburello (ed. italiana)
Una dei Cavalieri bestiali conosciuta come le "Zanne della Tigre Bianca". Si presenta con occhi e orecchie felini mentre nella sua forma animale come una normale tigre. È estremamente schietta, molto diretta e le piace combattere. Mostra un discreto rispetto verso Albis e, come lei, adora bere alcolici. Viene inviata come emissaria a Tempest, scontrandosi con Shion dopo aver trovato umiliante che uno slime come Limur possa comandare una nazione, anche se alla fine si rivela un test. Trova rifugio a Tempest insieme alla sua gente dopo la dichiarazione di guerra di Milim per poi partecipare alla battaglia contro le forze di Kleiman scontrandosi con Middray, arrivando a provare rispetto per la forza del suo avversario.
Phobio (フォビオ?, Fobio)
Doppiato da: Seiichirō Yamashita (ed. giapponese), Jacopo Calatroni (ed. italiana)
Uno dei Cavalieri bestiali conosciuto come l'"Artiglio della Pantera". Dal carattere orgoglioso e arrogante si attira subito le ire di Milim, che lo stende dopo aver ferito Rigurd, e la diffidenza di Limur. Non accettando di essere stato umiliato da Milim viene convinto da Tear e Footman a diventare il recipiente di Charybdis in modo da vendicarsi, finendo però sconfitto dalla stessa Milim e salvato da Limur che assorbe il nucleo della bestia magica. Phobio si scusa per tutti i problemi che ha causato venendo, poi, severamente punito da Callion. Trova rifugio a Tempest insieme alla sua gente dopo la dichiarazione di guerra di Milim, partecipando alla battaglia contro le forze di Kleiman scontrandosi insieme a Gerd con Tear e Footman, trattenendoli abbastanza da garantire la vittoria delle loro forze e costringerli alla fuga. Essendo stato l'ospite di Charybdis, Phobio è riuscito ad assimilarne l'Extra Skill Rigenerazione superveloce, permettendogli di guarire rapidamente da qualsiasi ferita. In seguito inizia una relazione con la capo dei Kurenai Gobwa.

### Fulbrosia
Il Regno delle arpie Fulbrosia (ハーピーの王国フルブロシア?, Hāpī no ōkoku Furuburoshia) è un paese situato in cima al confine montuoso della Grande Foresta di Jura governato da Frey, la quale, diventando una subordinata di Milim, l'ha reso parte dei suoi domini. Le arpie sono una razza che apprezza molto il volo e l'altezza, costruendo la loro capitale sulla montagna più alta disponibile, e i loro prodotti principali sono le risorse minerarie, inclusi metalli preziosi e gioielli.
Frey (フレイ?, Furei)
Doppiata da: Sayaka Ohara (ed. giapponese), Debora Magnaghi (ed. italiana)
La Re demone conosciuta come "Sky Queen" e regina di Fulbrosia, nota per essere molto agile e veloce. La sua Unique Skill Riflettore le permette di accumulare e riflettere qualsiasi attacco, con lo svantaggio di doverlo prima subire. A sua insaputa nacque assieme a una sorella, Nazim, che nonostante condividesse lo stesso potere innato venne bandita dalla loro stessa madre e regina in quanto sterile e, quindi, considerata indegna di succederle. Durante la sua crescita Frey ebbe un rapporto piuttosto distante con la madre, non avendo mai veramente sentito di aver ricevuto da lei alcun amore materno, finendo per ucciderla e diventando la nuova regina. Sopravvissuta a una Grande Guerra celeste venne nominata Re demone nello stesso periodo di Callion e Kleiman, divenendo molto attiva per aumentare il proprio potere e colmare il divario con la vecchia generazione di Re demoni. Prende parte al piano di Milim per ingannare Kleiman, fingendo di uccidere Callion per poi rinunciare a essere un Re demone divenendo una sottoposta di Milim, prendendo il ruolo di sua segretaria con il compito di istruirla e, più avanti, una dei suoi Grandi Quattro.

## Regno di Ingracia
La nazione umana più avanzata a ovest della Foresta di Jura prima dell'emergere di Tempest, divenuta il fulcro economico, politico e dei trasporti nell'occidente grazie alla sua comoda posizione e sicurezza. Qui sono dislocate molte strutture importanti, tra cui il Consiglio delle regioni occidentali, il quartier generale della Gilda della libertà e il centro operativo del Sacro concilio dell'ovest.
Shizue Izawa (井沢 静江?, Izawa Shizue)
Doppiata da: Yumiri Hanamori (ed. giapponese), Giuliana Atepi (ed. italiana)
Shizue, conosciuta anche con il suo diminutivo Shizu (シズ?), è una ragazza giapponese che venne evocata durante il bombardamento di Tokyo dal Re demone Leon Cromwell. Inizialmente considerata un fallimento di evocazione, sentendo la sua richiesta di aiuto Leon riconsiderò il suo valore legandola allo spirito del fuoco Ifrit, stabilizzando l'energia magica del suo corpo in quanto evocata da bambina. A causa, però, dell'estrema freddezza del Re demone, soprattutto quando, posseduta da Ifrit, uccise la sua amica Pirino, Shizu si rassegnò a vivere da sola per evitare di ferire altre persone. A seguito di una guerra con l'Eroina Chronoa, la stessa che imprigionò Veldra, Leon fuggì e Shizu finì per essere salvata dalla stessa. Dopo qualche tempo, però, l'Eroina partì per un viaggio, lasciandole la sua maschera antimagia con la promessa che si sarebbero riviste. Shizu decise di diventare anch'essa un'Eroina, ottenendo il titolo di "Dominatrice delle fiamme esplosive", divenendo una dei fondatori della Gilda della libertà e maestra di Yuuki Kagurazaka e Hinata Sakaguchi. Col tempo, però, le era sempre più difficile contenere Ifrit, così decise di diventare un'insegnante del Regno di Ingracia, conoscendo diversi bambini che, come lei, erano stati evocati e poi abbandonati. Quando capisce di avere poco tempo per vivere decide di partire per trovare Leon, giungendo nella Foresta di Jura insieme a Kabar, Ellen e Gido dove incontra Limur, capendo che è originario del Giappone come lei e diventando amici. Dopo il trapasso, dovuto al fatto che non riusciva più a contenere Ifrit, il suo corpo viene divorato da Limur, dandogli una forma umana e lasciandogli come cimelio la maschera. Shizu, nel frattempo, finisce in una sorta di sogno dove riesce a riabbracciare la madre da tempo perduta. La sua Unique Skill, dovuta all'essere stata evocata, si chiama Alteratore (Deterioratore nel doppiaggio italiano), dotata del potere di dividere o unire, usandola principalmente sulle abilità ottenute da Ifrit.
Tiss (ティス?, Tisu)
Doppiata da: Mikako Komatsu (ed. giapponese), Francesca Bielli (ed. italiana)
Un'insegnante dell'Accademia della libertà. Inizialmente aveva qualche difficoltà ad avvicinarsi agli studenti della classe S, poiché accettavano solo Shizu come insegnante, ma dopo essere stati educati da Limur riesce a legare con loro.
Jeff Segal (ジェフ・シーガル?, Jefu Shīgaru)
Doppiato da: Hiroyuki Kinoshita (ed. giapponese), Fabrizio Odetto (ed. italiana)
Un nobile che svolge il ruolo di insegnante della classe A all'Accademia della libertà. Stuzzica non poco Limur durante il suo periodo come insegnante affermando che la classe A è la migliore, oltre al fatto che Limur sembri sempre rilassato. Durante l'evento di addestramento verso la città di Gratol, tuttavia, gli si dimostra grato per aver salvato la sorella Ulamuth da una grave malattia.

## Regno di Falmenace
Inizialmente il regno di Falmuth (ファルムス王国?, Farumusu ōkoku) era un paese a ovest di Dwargon conosciuto come il cancello per le regioni occidentali data la sua posizione e le vantaggiose transazioni dirette, guadagnando una grande quantità di profitto vendendo beni importati dopo aver applicato tasse elevate, appena sufficiente a coprire i costi. Quando Tempest inizia ad attirare diversi mercanti e avventurieri il re Edmaris decide di ordinarne la distruzione, ottenendo anche l'appoggio della Chiesa del Sacro impero di Ruberios facendo credere che sia un paese di mostri pericolosi. Dopo aver ucciso cento cittadini di Tempest, tuttavia, tutti i ventimila soldati vengono annientati da Limur, con il suo amico Youm che sradica la corruzione nobiliare del regno rendendolo non più basato sul profitto ma sull'agricoltura, decidendo di rinominarlo Falmenace e di adottarne il nome.
Youm Falmenace (ヨウム・ファルメナス?, Youmu Farumenasu)
Doppiato da: Yoshimasa Hosoya (ed. giapponese), Omar Maestroni (ed. italiana)
Inizialmente un prigioniero del conte Nidol Migam, a Youm viene incaricato di guidare la Forza di spedizione di frontiera con il compito di controllare i movimenti del Lord degli Orchi avvistato nella Grande Foresta di Jura. Approfittando della situazione decide di simulare la propria morte insieme ai suoi compagni, portando dalla sua parte, grazie al suo carisma, il mago Rommel che sciolse il loro contratto magico. Questo finché non si imbatterono in Fuse, Kabar, Ellen e Gido alle prese con un Knight spider e venendo salvati da Gobta. Inizialmente scioccato dal fatto che uno slime regni su delle bestie magiche potenti Youm si ricrede osservando lo stile di vita degli abitanti, facendo un patto con Limur secondo cui sarebbe stato lui a sconfiggere il Lord degli Orchi con il loro aiuto e venendo addestrato da Hakurou con i suoi compagni, pronti per essere acclamati come eroi. Durante il suo pellegrinaggio incontra Myuran che si unisce al suo gruppo come maga e col tempo Youm scopre di esserne innamorato, ma non riesce a impedirle, in quanto costretta da Kleiman, di erigere una barriera antimagia, rendendo l'attacco del regno di Falmuth ancora più devastante. Con il ritorno di Limur che libera Myuran dalla sua maledizione accetta di diventare il nuovo re di Falmuth così che possa renderlo non più basato sulle tariffe commerciali ma sull'agricoltura, in modo da provvedere ai bisogni di Dwargon e Tempest. Grazie al piano di Diablo e ai due agganci nella nobiltà di Fuze, diffondono una falsa storia sulla scomparsa dei ventimila soldati di Falmuth dovuta al risveglio di Veldra e in seguito dell'ascesa di Limur come nuovo Re demone. Nonostante l'ostilità dei nobili verso Youm, in quanto cittadino comune, riescono a capire la necessità di negoziare la pace con Tempest per evitare l'ira di Veldra, ma le condizioni poste, ovvero un risarcimento di diecimila monete d'oro e l'abdicazione di Edmaris, li divide in due fazioni, portando come previsto a una guerra civile che viene risolta con la nomina di Youm come nuovo sovrano. In seguito Limur stipula un trattato di non aggressione come pretesto per assicurare investimenti postbellici e indennità a sostegno di Youm, oltre che a stabilirne la legittimità. Youm cambia così il nome del regno in Falmenace, assumendo formalmente la posizione di re fondatore, e usandolo come cognome proprio. Più avanti si sposa con Myuran, avendo una figlia di nome Mym.
Myuran (ミューラン?, Myūran)
Doppiata da: Atsumi Tanezaki (ed. giapponese), Elisa Contestabile (ed. italiana)
Una strega che visse per trecento anni, fuggendo dalle persecuzioni, nella Grande Foresta di Jura dove condusse ricerche sulla sua magia nel totale isolamento. Arrivata alla fine della sua vita Myuran provò un leggero senso di rammarico per non aver fatto progressi soddisfacenti e non aver avuto un successore, e in questo momento di debolezza incontrò il Re demone Kleiman che le promise un nuovo corpo giovane e la vita eterna in cambio della sua fedeltà. Myuran accettò e sul suo cuore venne posta la maledizione Marionette Heart che la costrinse a obbedire agli ordini del suo nuovo padrone come anulare delle sue Cinque dita, apprendendo, inoltre, che rimuovendola il suo corpo sarebbe ritornato normale facendola morire di vecchiaia. Mandata a Tempest per spiarne gli sviluppi, si unisce al gruppo di Youm e col tempo si innamora di lui, ma viene costretta da Kleiman a erigere una barriera antimagia promettendole di liberarla così da rimanere con l'uomo che ama, in realtà una menzogna in quanto considerata sacrificabile per il suo piano. A malincuore Myuran erige la barriera sulla città che si somma con quella eretta dai Cavalieri templari, lasciando le forze di Falmuth libere di compiere un massacro. Una volta che Limur ritorna a Tempest distrugge il cuore di Myuran e lo sostituisce con uno artificiale, spiegando che il Marionette Heart di Kleiman era come un dispositivo di intercettazione con cui ascoltava le conversazioni mentre il nuovo cuore non possiede niente di ciò, rendendola così libera e senza perdere il beneficio dell'eterna giovinezza. Decide, quindi, di accettare la dichiarazione d'amore di Youm, poiché non le importa essergli legata per la breve durata di una vita umana. Dopo che Limur spiega i suoi piani per rendere Youm il nuovo re di Falmuth, Myuran decide di aiutarlo e diventa ufficialmente la regina del nuovo regno con il nome di Myu Falmenace.
Grucius (グルーシス?, Gurūshisu)
Doppiato da: Satoshi Hino (ed. giapponese), Federico Viola (ed. italiana)
Un licantropo di tipo lupo del regno di Eurazania, inviato come parte della delegazione in cui finisce per dare una dimostrazione della sua forza combattendo contro Youm, finendo in pareggio e con i due che si rispettano e diventano amici. Diventa un emissario a lungo termine fino a nuovo avviso, lavorando come parte delle forze di sicurezza. Quando Youm torna a Tempest porta con sé la nuova arrivata Myuran presentandola come il membro più forte del suo gruppo, cosa che Grucius scopre perdendo immediatamente e, a causa di una scommessa, diventando un subordinato di Youm, facendo però notare che avrebbe comunque preso le parti di Callion in caso di disaccordo; inoltre, sviluppa una cotta per Myuran che lo porta a diversi battibecchi con Youm. Con la nascita del nuovo regno di Falmenace, con Youm e Myurran rispettivamente come re e regina, Grucius diventa il capitano dei cavalieri.
Razen (ラーゼン?, Rāzen)
Doppiato da: Eiji Hanawa (ed. giapponese), Stefano Albertini (s.2) e Francesco Rizzi (s.3) (ed. italiana)
Il mago di corte del regno di Falmuth e supervisore dei rituali di evocazione della nazione; in passato fu anche apprendista di Gadra. È un individuo orgoglioso, credendo di essere uno dei migliori maghi esistenti, ma anche abbastanza saggio e ben informato dell'esistenza di avversari che nemmeno lui potrebbe battere, ed è molto fedele a coloro cui ha promesso lealtà. Come molti a Falmuth, Razen si mostra estremamente egoista e crudele, non facendosi problemi a evocare e schiavizzare persone provenienti da altri mondi per poi sacrificarle in modo da possederne i corpi, ottenerne le abilità ed estendere la propria durata di vita, aggravato dal fatto che distrugge le loro anime piuttosto che semplicemente ucciderli. Guida l'esercito di Falmuth contro la Federazione Jura Tempest ma si rende conto troppo tardi della vera forza dei loro nemici. Pertanto decide di possedere il corpo di Shogo Taguchi dopo averlo salvato, pensando di essere diventato talmente potente da sconfiggere un Re demone. Tuttavia, dopo essere sopravvissuto all'attacco Megiddo di Limur grazie alla nuova abilità Sopravvissuto e aver visto la distruzione dell'esercito, si rende conto di non poter sconfiggere lo slime e cerca di fuggire, ma viene catturato da Diablo e soggiogato dalla sua Unique Skill Tentatore. Viene incaricato di assistere Diablo e Youm con il piano di riformare Falmuth, e dopo la fine della guerra civile prende Saagre e Grigori come suoi apprendisti.
Edmaris Falmuth (エドマリス・ファルムス?, Edomarisu Farumusu)
Doppiato da: Hiroshi Yanaka (ed. giapponese), Massimiliano Lotti (s.2) e Marco Pagani (s.3) (ed. italiana)
L'ex re del precedente regno di Falmuth. Benché possa considerarsi avido non è uno sciocco, anche se di fronte a una crisi immediata che non sembra avere alcuna soluzione è incline a negare la realtà. A causa della riduzione dei profitti dalle tariffe di Falmuth per via del nuovo passaggio concesso dalla Federazione Jura Tempest, Edmaris decide di preparare un attacco per distruggere la città, ottenendo anche l'appoggio del Sacro concilio dell'ovest grazie all'arcivescovo Reyhiem. Quando, però, un furioso Limur uccide tutti i ventimila soldati per diventare un Re demone, di fronte a un tale scenario da incubo Edmaris tenta di fuggire con Reyhiem e Razen ma viene fermato, venendo mutilato di un braccio dopo aver cercato di supplicare per la propria vita, catturato insieme agli altri due e interrogato da Shion, che lo riduce a una poltiglia vivente. Finisce sotto l'effetto di Tentatore di Diablo e, non avendo più intenzione di resistere, segue il copione di quest'ultimo abdicando a favore del fratello minore Edward, il quale (come da piano) scatena una guerra civile. Dopo che Youm diventa re del nuovo regno di Falmenace Edmaris lo serve come visconte e suo consigliere.
Folgen (フォルゲン?, Forugen)
Doppiato da: Shunichi Maki (ed. giapponese), Matteo Zanotti (ed. italiana)
Folgen venne evocato molto tempo fa da Razen che, a differenza degli altri, decise di non marchiarlo con una maledizione dato che si offrì volontario come suo subalterno, diventando in seguito il capo dei cavalieri del regno di Falmuth. Viene visto come un leader affidabile e un servitore fidato su cui Edmaris fa affidamento, ma non sembra preoccuparsi molto dei compagni altromondani nonostante sia uno di loro, vedendoli come semplici "materiali" per rafforzarsi tramite l'Unique Skill Comando (Condottiero nel doppiaggio italiano), apprendendo le abilità dei propri subordinati dopo che sono morti, a condizione che debba assistervi direttamente, tra cui le Unique Skill ma con dei limiti; inoltre, si assicura che seguano gli ordini e rimangano in formazione. Veldra e Ifrit notano che la sua forza è comparabile a quella di quest'ultimo. Durante la guerra di Falmuth contro Tempest guida un'unità d'avanguardia contro la nazione uccidendo cento dei suoi abitanti e, prima di ritirarsi, intima alla gente di Tempest di arrendersi o morire. Quando Limur inizia a massacrare l'esercito di Falmuth, Folgen e Razen vanno alla tenda di Edmaris per assicurarsi la sua sicurezza, decidendo di usare la sua abilità per guadagnare tempo ma venendo immediatamente ucciso con un singolo colpo alla testa. Il suo cadavere e quelli degli altri soldati vengono usati da Limur per evocare Diablo e i suoi due seguaci affinché catturino Razen.
Shogo Taguchi (田口 翔吾?, Taguchi Shōgo)
Doppiato da: Chiaki Kobayashi (ed. giapponese), Roberto Palermo (ed. italiana)
In origine un delinquente di una scuola superiore di basso livello Shogo venne evocato quando aveva diciassette anni, ma riuscì a sconfiggere tutti i trenta maghi che avevano eseguito il rituale prima di essere immediatamente marchiato con una maledizione da Razen per servire come arma vivente di Falmuth. La sua Unique Skill Berserker potenzia le statistiche fisiche e incrementa la forza per chiunque muoia nelle vicinanze, il tutto combinato con la sua esperienza nel karate. È un individuo estremamente arrogante che crede di essere uno dei più forti che ci siano, gli importa molto poco delle altre persone a eccezione dei compagni Kirara e Kyoya e odia essere schiavo di una nazione. Assieme ai suoi compagni, Shogo viene inviato nella Federazione Jura Tempest per provocare disordini così da giustificare l'attacco del regno di Falmuth, combattendo contro Shion che riesce a sopraffarlo fino a quando una barriera, evocata dall'arcivescovo Reyheim, la prosciuga delle sue forze, ma anche così riceve una ferita al volto e decide di ritirarsi con l'arrivo dei rinforzi di Falmuth. Una settimana dopo, messo a guardia di uno dei cristalli che mantengono la barriera, si scontra con Gerd che riesce a sottometterlo per poi spaventarsi quando Hakurou gli lancia vicino la testa di Kyoya. Decide di uccidere Kirara ottenendo l'Unique Skill Sopravvissuto, che lo rigenera da tutte le ferite ma di contro continua a sentire il dolore e, quindi, finendo di nuovo alla mercé di Gerd. Salvato da Razen che teletrasporta entrambi all'accampamento del re viene, però, immediatamente ucciso dal suo salvatore che prende possesso del suo corpo e abilità.
Kyoya Tachibana (立花 恭也?, Tachibana Kyōya)
Doppiato da: Shou Nogami (ed. giapponese), Matteo Garofalo (ed. italiana)
Kyoya venne evocato da una nazione sconosciuta prima di essere acquisito da Razen, mostrando, a differenza di Shogo e Kirara, un'intensa curiosità per i vari aspetti fantastici del mondo come la magia e le abilità. Dietro il suo comportamento calmo e distaccato, però, si nasconde un individuo sadico che si diletta a giocare con le sue vittime prima di finirle. È un praticante di scherma che combina con l'Unique Skill Fenditore (Squartatore nel doppiaggio italiano), generando lame di elemento spazio capaci di squarciare qualsiasi cosa e ostacolando la cura delle ferite; oltre a ciò possiede l'Extra Skill Visione onnisciente, garantendogli una visione a 360° e un incremento dei tempi di reazione. Assieme a Shogo e Kirara, Kyoya viene inviato nella Federazione Jura Tempest per provocare disordini, riuscendo a ferire Gobta e Hakurou durante l'attacco iniziale e uccidendo Gobzo. Una settimana dopo, messo a guardia di uno dei cristalli che mantengono la barriera, combatte ancora una volta contro Hakurou, scoprendo, tuttavia, che il vecchio kijin ora gli è superiore. Si rifiuta, però, di ammettere che possa esserci qualcuno più forte di lui, cosa che gli si rivela fatale facendosi facilmente decapitare dal suo avversario mentre l'accelerazione del pensiero rallenta il momento della sua morte.
Kirara Mizutani (水谷 きらら?, Mizutani Kirara)
Doppiata da: Hiyori Kono (ed. giapponese), Giulia Bersani (ed. italiana)
In origine Kirara era una studentessa quindicenne spensierata, anche se si preoccupava molto poco di studiare e solo di uscire con i suoi amici, e nonostante il suo carattere egoistico aveva dei genitori amorevoli. Fu evocata dal regno di Falmuth ricevendo l'Unique Skill Manipolatore, che le permette di influenzare i pensieri delle persone entro un certo raggio di distanza. A causa della barriera linguistica, però, ne spiegò male gli effetti e per questo venne considerata un fallimento e trattata come tale. Questo, unito al fatto che fu costretta a studiare una lingua completamente nuova, alla fine le provocò un crollo mentale dopo alcuni mesi portando al suicidio di tutti coloro che le stavano intorno. Da quel momento una maledizione di blocco le impedisce di usare la sua abilità a meno che non le venga ordinato, con Razen, inoltre, che le mentì promettendole di riportarla nel suo mondo se avesse dimostrato la propria utilità. Ciò la portò a dissociarsi completamente dalla realtà scaricando tutta la colpa e responsabilità sugli altri. Assieme a Shogo e Kyoya, Kirara viene inviata nella Federazione Jura Tempest per provocare disordini, cercando inizialmente di accusare falsamente Gobzo ma venendo fermata da Gobta e Shuna, la quale annulla gli effetti della sua abilita facendola rimanere scioccata. Una settimana dopo, messa a guardia di uno dei cristalli che mantengono la barriera, viene uccisa da Shogo perché quest'ultimo aveva bisogno di più potere per sconfiggere Gerd, cosa che in seguito si rivelerà invano.
Edward (エドワルド?, Edowarudo)
Doppiato da: Shoto Kashii (ed. giapponese), Donato Sbodio (ed. italiana)
Fratello minore di re Edmaris che ricopre il ruolo di duca a capo della nobiltà di Falmuth. Quando Edmaris decide di abdicare e pagare gli indennizzi di guerra per Tempest, Edward rifiuta di accettare i fatti fino alla rivelazione che Limur è diventato un Re demone. Progetta, quindi, di strappare il controllo del regno a suo nipote Edgar ma con sua sorpresa il fratello annuncia che passerà il regno direttamente a lui. In un eccesso di pazzia Edward forma una coalizione per affrontare Tempest con l'appoggio del Sacro concilio dell'ovest, dichiarando nulli gli accordi presi da Edmaris su cui scarica tutta la colpa e scatenando una guerra civile. Quando, però, compaiono tre dei Sette Luminari con l'intenzione di eliminare tutti i presenti, alla fine Edward cede alle richieste di Diablo per avere salva la vita passando il trono a Youm.
Saare (サ—レ?, Sare)
Doppiato da: Shōya Chiba (ed. giapponese), Lorenzo Briganti (ed. italiana)
Il capo dei Tre Saggi guerrieri dei Dieci Grandi Santi noto con l'epiteto "del Cielo blu" e, nonostante abbia l'aspetto di un ragazzino innocente (grazie in parte al suo sangue elfico), il più anziano del gruppo. Fu il capo delle Guardie imperiali dell'imperatore di clausura prima di perdere la posizione a favore di Hinata Sakaguchi, cosa che lo amareggiò molto ma riconoscendone la forza. La sua Unique Skill Tuttofare analizza e copia le tecniche dell'avversario pur dovendo imparare a padroneggiarle. Viene inviato nel regno di Falmuth insieme a Grigori e Glenda per aiutare Edward a sopprimere la fazione di Youm, combattendo insieme a quest'ultima Diablo credendo abbia ucciso l'arcivescovo Reyhiem (ignaro di essere stato ingannato dalla collega), fino a che non viene sconfitto e capisce le vere intenzioni dei Sette Luminari. In seguito viene preso da Razen come discepolo.
Grigori (グレゴリ—?, Guregorī)
Doppiato da: Masashi Yamane (ed. giapponese), Francesco Rizzi (ed. italiana)
Uno dei Tre Saggi guerrieri dei Dieci Grandi Santi noto con l'epiteto "del Masso", per via dei suoi muscoli sporgenti e caratteristiche facciali ruvide, e braccio destro di Saare. La sua abilità Inamovibile indurisce il suo corpo diventando più resistente della maggior parte dei metalli; lo svantaggio è che può ancora sentire dolore. Viene inviato nel regno di Falmuth insieme a Saare e Glenda per aiutare Edward a sopprimere la fazione di Youm ma è ridotto in pessime condizioni da Ranga, finendo per vagare senza meta insieme a Saare e venendo accolti da Razen come suoi discepoli. La sconfitta per mano di Ranga ha traumatizzato Grigori al punto da sviluppare una paura per i cani, diventando famoso come la "fortezza immobile cinofoba".
Edgar (エドガー?, Edogā)
Doppiato da: Mayu Minami (ed. giapponese), Jessica Di Muro (ed. italiana)
Il figlio di Edmaris che, dopo l'incoronazione di Youm come re del nuovo regno di Falmenace, diventa l'attendente e servitore della nuova famiglia reale. Nonostante la giovane età è serio, intelligente e studioso, e sebbene non nutra alcun desiderio per il trono sostiene fermamente il suo paese e la sua gente, desiderando vedere la sua patria riacquistare la pace e la sicurezza che aveva un tempo.

## Dinastia degli Stregoni Sarion
Una nazione elfica composta da tredici regni, fondata duemila anni fa quando Milim Nava distrusse il loro precedente Regno super magico a causa delle azioni del loro re, in realtà posseduto da Jahil, provocando anche uno scisma tra coloro che seguirono quanto restava della nobiltà e quelli che rimasero fedeli alla principessa Kagali. Alla fine Elmesia, la diretta discendente dell'Antenato divino degli elfi Sylvia, si fece avanti per consolidare le varie famiglie che competevano tra loro in un impero con lei come imperatrice. Sarion è nota principalmente per la scienza magica, usando la magia elementale per alterare i fenomeni naturali preesistenti, e nella fabbricazione di homunculus talmente realistici da sembrare persone vere. Non ha una religione nazionale e proibisce tutte le altre, rendendola di fatto isolata ma mantenendo rapporti commerciali con gli altri regni. La capitale Elmine è costruita direttamente nel gigantesco Albero sacro.
Elmesia El-Ru Sarion (エルメシア・エルリュ・サリオン?, Erumeshia Eruryu Sarion)
Doppiata da: Hisako Kanemoto (ed. giapponese), Ilaria Silvestri (ed. italiana)
L'attuale imperatrice di Sarion, figlia di Sylvia El Ru e dell'Eroe Sarion Grimwald. È una High Elf con un aspetto giovanile che la si potrebbe scambiare per una ragazzina, possiede una personalità stravagante ma cauta, non esprime mai direttamente la sua vera opinione sulle questioni e si diverte a prendere in giro il suo interlocutore. È convinta che i monarchi non dovrebbero essere schiavi del popolo ma liberi di crogiolarsi nella ricchezza e nel lusso che detengono. Elmesia ha un piccolo cruccio per le informazioni non verificate che le vengono riferite ed è altrettanto infastidita quando il suo tempo libero viene interrotto. La sua Ultimate Skill Vayu le permette di dominare il vento. Crebbe senza sapere chi fosse suo padre ma in suo onore nominò la dinastia quando unì le tredici famiglie nobili. In passato incontrò un giovane Gazehr Dwargo e formò una connessione con Leon Cromwell prima dei suoi giorni da Eroe, quando era ancora sotto la tutela di sua madre, affezionandosi a lui come un fratellino e aiutandolo a creare El Dorado. Viene invitata al festival di Tempest dove, tramite la connessione dello chef Kaoru Yoshida (di cui adora i dolci) con Limur, capisce che lo slime è un altromondano, seppur reincarnato. In seguito entra a far parte della Liega insieme a Limur e Mjolmire.
Sylvia El Ru (シルビア・エル・リュ?, Shirubia Eru Ryu)
Un elementale del vento che Twilight Valentine incarnò in un corpo creato dalla propria carne, rendendola una High Elf e l'Antenato divino degli elfi. La sua Ultimate Skill Indra le permette di dominare i fulmini. A un certo punto si innamorò e sposò l'eroe elfico Sarion Grimwald rimanendo incinta, ma dopo che il Regno super magico degli elfi fu distrutto da Milim Nava questi andò sul campo di battaglia per adempiere al suo dovere di Eroe e reprimere il Drago del Caos che si stava scatenando, non tornando e venendo dichiarato disperso. I regni fondati dai resti della nobiltà elfica furono infine uniti e riformati nella Dinastia degli Stregoni Sarion dalla sua geniale figlia Elmesia. Sebbene Sylvia trascorra la maggior parte del tempo in reclusione facendo esperimenti scientifici, occasionalmente funge da imperatrice al posto di Elmesia (soprattutto per l'aspetto identico), seppur inadatta a tale ruolo a causa della sua personalità stravagante e senza tante cerimonie, preferendo isolarsi dagli occhi del pubblico e condurre uno stile di vita spensierato di ricerca e svago. Raramente si rivela ad altre persone, al punto che alcuni membri della sua famiglia non l'hanno mai vista faccia a faccia.
Elalude Grimwald (エラルド・グリムワルト?, Erarudo Gurimuwaruto)
Doppiato da: Kenji Hamada (ed. giapponese), Andrea Beltramo (ed. italiana)
Un arciduca di Sarion, fratello minore di Sarion Grimwald e, quindi, zio dell'imperatrice Elmesia nonché padre di Ellen, verso cui si dimostra molto iperprotettivo come quando pensava che era tenuta in ostaggio dal nuovo Re demone Limur. Chiarito il malinteso Elalude si dimostra interessato al sogno dello slime di rendere il suo regno un posto in cui tutti, a prescindere dalla propria razza, possano vivere felici, e decide di stringere un'alleanza con la Federazione Jura Tempest come rappresentante di Sarion, collaborando anche nel diffondere la notizia della scomparsa dell'esercito di Falmuth a opera di Veldra così da non coinvolgere la propria nazione a causa delle azioni di sua figlia. Conosce molto bene Gazehr Dwargo, e sebbene si stuzzichino a vicenda condividono un'affinità inespressa l'uno con l'altro come vittime dei capricci di Elmesia.

## Sacro impero di Ruberios
Il secondo regno più grande e potente delle Nazioni occidentali guidato dal Sacro concilio dell'ovest, che detiene potere e influenza in tutti i regni. Fu edificato da Luminous Valentine dopo la battaglia tra Veldra e Chloe O'Bell sulle ceneri del regno dei vampiri Night Rose e dopo il caos generato da una Grande guerra celeste, facendosi adorare come una divinità in modo da creare un sistema per far sopravvivere i vampiri. La nazione è guidata dall'imperatore di clausura Louis Valentine, segretamente un vampiro subordinato di Luminous. Per guadagnare forza militare e sollevare il morale tra la popolazione venne fondato il Sacro Ordine dei Cavalieri, composto per la maggior parte da altromondani e al cui vertice ci sono i Dieci Grandi Santi, l'apice dei loro paladini, maghi ed eroi che si oppongono pubblicamente ai Dieci Grandi Re demoni, e i Chierici dei Sette Luminari. Inizialmente fuorviati dal regno di Falmuth per distruggere Tempest, facendo leva sul loro credo secondo cui i mostri debbano essere annientati, una volta scoperto che ogni cosa è stata orchestrata dai Sette Luminari Luminous ne riconosce la legittimità come nazione, iniziando a fare segretamente anche scambi culturali e tecnologici.
Hinata Sakaguchi (坂口日向?, Sakaguchi Hinata)
Doppiata da: Manami Numakura (ed. giapponese), Gea Riva (ed. italiana)
Un'altromondana e leader dei Dieci Grandi Santi, seconda in autorità solo all'imperatore di clausura, una fredda pragmatica che non esita a cooperare con nessuno fintanto che possa avvantaggiare l'umanità, anche con i Re demoni, ed è disposta a dare consigli pur non preoccupandosi di ripeterli se viene ignorata; è anche estremamente testarda e si rifiuta di scendere a compromessi con gli altri a meno che non gli venga ordinato da Luminous. Il padre di Hinata era dipendente dal gioco d'azzardo e rendeva difficile la vita in famiglia, portandola a ucciderlo gettandolo da un dirupo. La madre, tuttavia, ebbe un crollo emotivo e si rifugiò nella religione, spingendola a cercare di uccidere anche lei nonostante sarebbe diventata orfana. Ma prima che Hinata potesse farlo nel suo primo giorno di liceo finì trasportata nel Mondo centrale, sopravvivendo a dei banditi grazie alle sue Unique Skill: Usurpatore, con cui ruba le abilità dei propri avversari indebolendone le capacità, e Matematico (Calcolatore nel doppiaggio italiano), aumentando le capacità di analisi, la velocità dei sensi e del pensiero. In quel momento incontrò Shizue Izawa, che si dimostrò l'unica persona a esserle stata gentile, e divenne sua discepola. Grazie alle sue abilità Hinata riuscì a superarla nel giro di un mese, ma temendo per il loro attaccamento decise di seguire la propria strada fino a diventare il cavaliere più potente del Sacro impero di Ruberios, dove in due anni riformò i Crociati in una versione più efficiente e fondò i Dieci Grandi Santi. Scoperto che il Sacro concilio dell'ovest era sotto il controllo dei vampiri e del Re demone Roy Valentine sconfisse sia lui che Louis finché non le apparve di fronte Luminous, offrendole la possibilità di sfidarla una volta superate le prove dei Sette Luminari. Pur venendo sconfitta Hinata accettò di diventare sua subordinata, ritenendo i metodi di governo di Luminous accettabili a lungo termine, pur continuando ad affinare le sue abilità in caso di bisogno. Viene manipolata da Damrada (su ordine di Yuuki) facendole credere che Limur sia un mostro malvagio che ha ucciso Shizu, tendendogli un'imboscata nel suo ritorno da Ingracia, non ascoltando le sue spiegazioni e arrivando molto vicina a finirlo. Quando, però, scopre che è sopravvissuto e ha persino decimato l'esercito di Falmuth, liberato Veldra ed è stato riconosciuto come nuovo Re demone, Hinata capisce che le stava dicendo la verità sull'essere un reincarnato e che non aveva ucciso "direttamente" Shizu. Viene di nuovo manipolata, stavolta dai Sette Luminari, per farla scontrare con Limur, rimanendo ferita gravemente quando cerca di proteggerlo da una loro trappola e venendo salvata dall'arrivo di Luminous, riconciliandosi con lo slime. Durante il caos scatenato da Yuuki e Granville Rozzo a Ruberios protegge Chloe O'Bell da un colpo fatale, costringendo la bambina a usare il suo Viaggio nel tempo ma assimilando l'anima di Hinata che ne prende il controllo, finendo entrambe duemila anni nel passato e rivelandosi come l'Eroina Chronoa; durante quel periodo Chloe le parlò molto di Limur, iniziando a vedere lo slime come una figura paterna. Dopo che la coscienza di Chloe scompare a causa della comparsa della sua sé passata Hinata assume il controllo del suo corpo, cercando al contempo di trattenere una furiosa Chronoa, e quando capisce che anche per lei è arrivato il momento decide di farsi ibernare nell'Arca sacra su consiglio di Luminous, non prima di aver donato la maschera antimagia a Shizu. Nel presente, grazie agli sforzi di Veldra e Leon Cromwell, Limur riesce a calmare Chronoa e permette a Luminous di trasferire l'anima di Hinata di nuovo nel suo corpo. Più avanti evolve Matematico nell'Ultimate Skill Fortuna, aumentandone le capacità in una forma di preveggenza.
Roy Valentin (ロイ・ヴァレンタイン?, Roi Varentain)
Doppiato da: Masaaki Mizunaka (ed. giapponese), Claudio Moneta (ed. italiana)
La controfigura di Luminous Valentine come Re demone conosciuto come "Bloody Lord". In origine lui e Louis erano un vampiro di nome Valentin noto per la sua estrema sete di sangue e di battaglia, cosa che non si attenuò neanche quando Luminous lo prese come subordinato portandola a dividerlo in due entità separate. A Roy fu assegnato il ruolo di sostituire Luminous come membro dei Dieci Grandi Re demoni, usando la sua posizione per terrorizzare le persone affinché si unissero alla religione del Luminismo. Ebbe diverse discussioni con Kazalim, le quali causarono ingenti danni collaterali e vittime civili, e al fine di evitare un altro incidente simile le questioni vennero risolte tramite maggioranza. Partecipa al Walpurgis accompagnato da Luminous travestita da cameriera, ma quando l'identità di quest'ultima viene rivelata gli ordina di tornare a proteggere il santuario di Ruberios. Interrompe la fuga di Laplace informandolo della morte di Kleiman e deridendolo ma contro ogni previsione viene ucciso (complice anche l'indebolimento la luna nuova), con i suoi poteri che vengono assorbiti da Louis.
Louis Valentin (ルイ・ヴァレンタイン?, Rui Varentain)
Doppiato da: Masaaki Mizunaka (ed. giapponese), Claudio Moneta (ed. italiana)
Un vampiro al servizio di Luminous e fratello gemello di Roy del quale rappresenta l'altra metà del vampiro Valentin, scisso dalla stessa Re demone per agire come imperatore di clausura del Sacro Impero di Ruberios. Quando Laplace uccide Roy durante il suo ritorno dal Walpurgis i suoi poteri vengono assorbiti da Louis, divenendo di nuovo completo.
Gunther Strauss (ギュンター・シュトラウス?, Gyuntā Shutorausu)
Doppiato da: Kosuke Katayama (ed. giapponese), Marco Pagani (ed. italiana)
L'Antenato divino dei vampiri con la carica di arciduca, creato da Twilight Valentine e alla cui morte giurò fedeltà alla figlia Luminous divenendo il responsabile degli affari del Night Garden, ovvero il mondo nascosto dei vampiri nel Sacro impero, e maggiordomo della stessa Luminous, anche se si dimostra eccessivamente protettivo facendola irritare; inoltre, litiga spesso con i suoi compagni nobili. Essendosi evoluto in un Sormontatore, Gunther è immune alle normali debolezze dei vampiri, ovvero sostenersi bevendo sangue ed evitare di esporsi alla luce del sole.
Nikolaus Spertus (ニコラウス・シュペルタス?, Nikorausu Shuperutasu)
Doppiato da: Makoto Yasumura (ed. giapponese), Samuele Torrigiani (ed. italiana)
Un cardinale del Sacro concilio dell'ovest e secondo membro più alto in classifica dopo Louis. È un uomo assolutamente freddo e calcolatore, descritto come un "diavolo con la maschera di un santo": non ha assolutamente alcuna cura né considerazione per nessuno intorno a lui (nemmeno per Luminous) e l'unica persona a cui tiene davvero è Hinata, per la quale prepara anche la colazione. Appoggia l'arcivescovo Reyhiem con l'attacco di Falmuth contro Tempest, sostenendo durante l'incontro con i Sette Luminari che il paese è un "nemico di Dio", ma le sue opinioni sulla questione vengono respinte. Quando i Sette Luminari si ribellano viene ingannato da Granville facendogli credere di averlo eliminato.
Leonard Jester (レナード・ジェスター?, Renādo Jesutā)
Doppiato da: Kenji Nojima (ed. giapponese), Alessandro Fattori (ed. italiana)
Uno dei Dieci Grandi Santi e vice-capitano dei Crociati noto con l'epiteto "della Luce". Quando era ancora un apprendista fu salvato da Hinata durante un attacco dell'esercito del Re demone Valentine, rimanendone affascinato e cercando di imitarla nell'arte della spada, oltre a fare ricerca sulla magia degli spiriti e quella elementale all'accademia di Ingracia. Trasferitosi nel Sacro impero di Ruberios, al prezzo di recidere i legami con la sua famiglia, studiò la magia sacra e riuscì a guadagnarsi un posto come apprendista cavaliere nell'Ordine dei Templari. Durante la cerimonia del contratto spirituale formò un contratto con uno spirito della luce, riflettendone la natura nobile e gentile, diventando un Magister sacro, un maestro di magia elementale, degli spiriti e sacra, e dopo essere diventato un Cavaliere sacro divenne l'aiutante stesso Hinata. Dopo l'incontro dei Dieci Grandi Santi viene inviato segretamente insieme a Garde dai Sette Luminari per appurare la fedeltà di Hinata tra Ruberios e Limur, perdendo contro Shion che gli fa capire di essere stato ingannato per poi essere colpito alle spalle da Garde/Ars e salvato da Hinata.
Arnaud Baurman (アルノー・バウマン?, Arunō Bauman)
Doppiato da: Eiji Takemoto (ed. giapponese), Massimo Triggiani (ed. italiana)
Un comandante dei Crociati e membro dei Dieci Grandi Santi noto con l'epiteto "del Cielo", considerato il secondo più forte dopo Hinata. In quanto cavaliere esperto, Arnaud si è allenato per avere controllo sulle sue emozioni in situazioni stressanti così da non farsi prendere dalla rabbia. Può infondere la sua spada con gli elementi di fuoco, acqua, vento, terra e spazio, sferrando un colpo mortale in grado di purificare la sostanza magica. Accompagna Hinata a Tempest dove perde contro Benimaru.
Bacchus (バッカス?, Bakkasu)
Doppiato da: Hajime Iijima (ed. giapponese), Luca Semeraro (ed. italiana)
Un comandante dei Crociati e membro dei Dieci Grandi Santi noto con l'epiteto "della Terra", descritto come un uomo tranquillo, robusto e abile con una mazza infusa di magia sacra. Accompagna Hinata a Tempest dove perde contro Albis e Suphia insieme a Fritz.
Ritus (リティス?, Riteisu)
Doppiato da: Haruka Aikawa (ed. giapponese), Giulia Bersani (ed. italiana)
Un comandante dei Crociati e membro dei Dieci grandi Santi nota con l'epiteto "dell'Acqua" e una dei diretti subordinati di Hinata. Viene inviata a indagare su Tempest per poi accompagnare Hinata, scontrandosi con Souei. Non è chiaro che cosa sia accaduto durante lo scontro ma da allora Ritus sembra aver sviluppato una strana cotta per lui, arrossendo molto in sua presenza.
Garde (ギャルド?, Gyarudo)
Doppiato da: Wataru Komada (ed. giapponese), Matteo De Mojana (ed. italiana)
Un comandante dei Crociati e membro dei Dieci Grandi Santi noto con l'epiteto "del Fuoco", descritto come un uomo serio, sempre attento ai suoi compagni e brandisce la lancia del fuoco Red Spear. Poco dopo l'incontro dei Dieci Grandi Santi viene segretamente ucciso dai Chierici dei Sette Luminari e la sua identità presa dal Luminare Ars.
Fritz (フリッツ?, Furittsu)
Doppiato da: Taishi Murata (ed. giapponese), Alessandro Pili (ed. italiana)
Un comandante dei Crociati e membro dei Dieci Grandi Santi noto con l'epiteto "del Vento", caratterizzato da una personalità giocosa e rilassata come si evince dal fatto che tiene legata l'uniforme intorno alla vita; questo suo atteggiamento, però, nasconde una mente calcolatrice e realistica, anche se non ha speranza con le donne. Fritz nacque come terzo figlio di un ricco uomo d'affari che, nonostante lo avesse avuto da una domestica, accettò di crescerlo, ma il loro rapporto era continuamente teso a causa della moglie e dei suoi fratelli finché scelse di andarsene quando, a dodici anni, perse la madre a causa di una malattia dovuta al freddo invernale. Viaggiò verso la capitale aiutato dagli spiriti del vento, una dote che possedeva fin dalla nascita e che non aveva rivelato neppure a sua madre, finché non fu salvato da un mostro da un cavaliere sacro. Unitosi al Sacro concilio dell'ovest divenne in tre anni un combattente esperto, riuscendo a padroneggiare la scherma con delle spade gemelle e la magia elementale oltre a quella sacra. La sua reputazione attirò l'attenzione di Hinata che sfidò arrogantemente a duello ma venne sconfitto senza essere nemmeno in grado di farle estrarre la spada, e da quel giorno Fritz iniziò a rispettarla per avergli insegnato il concetto di umanità. Accompagna Hinata a Tempest dove perde contro Albis e Suphia insieme a Bacchus.
Granville Rozzo (グランベル・ロッゾ?, Guranberu Rozzo)
Doppiato da: Daisuke Ono (ed. giapponese), Marco Balzarotti (ed. italiana)
Capo della famiglia Rozzo del piccolo regno di Siltrosso, un tempo Granville fu un Eroe sotto l'imperatore Rudra Nam Ul Nasca che, per aiutarlo nella realizzazione del suo sogno, partì per l'occidente con l'obiettivo di unificarne la popolazione. Finì per scontrarsi diverse volte con Luminous Valentine prima di raggiungere un'intesa, diventando suo subordinato e formando i Chierici dei Sette Luminari in cui è conosciuto come il Luminare del Sole Gran (in realtà un corpo controllato dal suo spirito); con i fedeli sempre più numerosi di Luminous creò, inoltre, il Consiglio delle regioni occidentali. All'improvviso, però, sua moglie Maria venne uccisa da una fazione avversaria, venendo consumato dal dolore e dalla follia tanto da conservarne il cadavere e rianimarlo tramite la benedizione che riceveva da Luminous e l'energia estratta da innumerevoli altromondani. Da persona altruista e nobile, Granville divenne cinico e ossessionato dal perseguire un mondo in cui l'umanità fosse sotto la morsa della famiglia Rozzo, manipolando l'economia dell'occidente, la criminalità organizzata e lo stesso Consiglio attraverso i Cinque Anziani, un gruppo composto dai suoi discendenti in posizioni di potere nei vari paesi; tagliò perfino i legami con Rudra, iniziando a sabotare attivamente l'Impero in vista di una possibile invasione. Un giorno scoprì l'immenso potere latente della nipote Mariabell e la prese sotto la sua ala per renderla il suo successore. Incita i Sette Luminari affinché eliminino sia Limur che Hinata, entrambi d'intralcio al piano di Mariabell di conquistare il mondo umano attraverso l'economia, ma quando il suo piano viene sventato da Luminous simula la propria morte come Gran per mano di Nikolaus Spertus. Decide di allearsi con Yuuki Kagurazaka per rivelare la vera identità di Luminous ai suoi fedeli e distruggere, così, la religione del Sacro impero di Ruberios, liberando dal suo sonno l'Eroina Chronoa. Quando, però, scopre che è stato Yuuki ad aver ucciso sua nipote Granville lo tradisce nel caos creatosi e combatte di nuovo con Luminous, evolvendo la sua Unique Skill Indomabile con le anime di Mariabell e dell'insettaro Razul nell'Ultimate Skill Sariel, conferendogli l'autorità sulla vita e sul ciclo della reincarnazione, ma viene sconfitto. Come ultima richiesta chiede di trasferire Sariel a Chloe O'Bell affinché diventi l'Eroe che avrebbe protetto l'umanità al suo posto.
Chierici dei Sette Luminari (七曜の老師?, Shichiyō no Rōshi)
Doppiati da: Hiroki Maeda (Dina), Kenta Sasa (Ars), Akira Koga (Meris), Ryunosuke Watanuki (Salun), Ryo Sugisaki (Vina), e Hayato Kimura (Zaus) (ed. giapponese), Gianni Quillico (Dina), Sergio Romanò (Ars), Guido Rutta (Meris), Silvio Pandolfi (Salun), Antonio Paiola (Vina), e Oliviero Corbetta (Zaus) (ed. italiana)
I più alti consulenti del Sacro concilio dell'ovest, incaricati di addestrare la prossima generazione di eroi per rafforzare ulteriormente l'umanità ma eliminando segretamente potenziali talenti che potrebbero superarli e ricevere al posto loro la benedizione di Luminous che li rende eternamente giovani. Oltre a Gran/Granville Rozzo, sono composti da: Luminare della Luna Dina, esperto nell'arco e nella magia di illusione, Luminare di Marte Ars, esperto nella spada e nella magia di fuoco, Luminare di Mercurio Meris, esperto nella lancia e nella magia del veleno, Luminare di Giove Salun, esperto con due spade e nella magia di fulmine, Luminare di Venere Vina, esperto in sigilli talismano e nella magia di creazione, e Luminare di Saturno Zaus, esperto in armi pesanti e tecniche di difesa. Istigati da Granville cospirano contro Hinata facendola scontrare con Limur, nella speranza che Luminous dia di nuovo più attenzione a loro fornendogli la sua benedizione. Dina, Vina e Ars (quest'ultimo sotto le sembianze di Garde) guidano l'esercito verso Tempest e, una volta scoperti, vengono contrastati da Limur e finiti dalla stessa Luminous, mentre Meris, Salun e Zaus arrivano nel regno di Falmuth per eliminare Diablo e tutti i testimoni, subendo la stessa sorte per mano del Primordiale.

## Continente di ghiaccio
Una terra completamente ricoperta dal ghiaccio a causa della battaglia tra Guy Crimson e Velzard, che spostò l'asse del pianeta rendendo il continente il polo nord, e in cui imperversano feroci bufere di neve con temperature di -120° Celsius tali da impedire a chiunque di viverci. Qui è presente il Palazzo del Ghiaccio bianco, un tempo la capitale dell'Impero super magico degli High Human ora dimora di Guy e Velzard.
Velzard (ヴェルザード?, Veruzādo)
Doppiata da: Yuka Iguchi (ed. giapponese), Giorgia Carnevale (ed. italiana)
Secondogenita dei quattro Veri Draghi, conosciuta come il "Drago del bianco ghiaccio" e "Imperatrice dei Ghiacci", e sorella maggiore di Veldra, verso cui si dimostrò esasperata a causa dei suoi violenti sfoghi portandola quasi a ucciderlo tramite il suo metodo di educazione; pensò anche di liberarlo dalla Prigione Eterna poco prima che si disperdesse per renderlo più obbediente. In passato combatté contro Guy Crimson, gelosa per l'interesse che suo fratello Veldanava aveva per lui, finché alla fine, scoprendosi entrambi pari, lo trovò interessante e decise di osservarlo unendosi a lui. È disinteressata verso la maggior parte delle situazioni trascorrendo il tempo nel Palazzo del Ghiaccio bianco, dove rilascia la sua aura mantenendo congelato il Continente di ghiaccio, e comportandosi con grazia verso gli altri ma abbandonando completamente questo atteggiamento quando si lascia trasportare dalle emozioni, mostrando la sua personalità infantile e capricciosa. Ciò si riflette anche nel suo aspetto, assumendo le fattezze di una ragazza dalla pelle chiara (in particolare, i tratti del suo viso ricordano quelli di sua nipote Milim) con profondi occhi azzurri e lunghi capelli bianco perla lucidi legati in due lunghe code. La sua Ultimate Skill Gabriel le permette di manipolare il tempo, da una stasi temporale a un vero e proprio dominio in cui può bloccare qualunque cosa, e combinandola con le proprie capacità è in grado di portare l'aria circostante allo zero assoluto, creando una difesa infallibile che può persino bloccare le particelle spirituali. A causa della sua abilità finisce per essere controllata da Feldway e si scaglia su Guy, momento in cui gli scarica la sua frustrazione per non aver ricambiato i sentimenti che col tempo aveva iniziato a provare per lui.
Misery (ミザリー?, Mizarī)
Doppiata da: Yūki Hirose (ed. giapponese), Tania De Domenico (ed. italiana)
Originariamente un Arcidiavolo facente parte dei sette Pimordiali con il nome di Vert o Verde, Misery si mise al servizio di Guy Crimson insieme a Rain dopo che entrambe fallirono nel cercare di sconfiggerlo. A seguito dell'ascensione di Guy come Vero Re demone si evolse in una Lord dei diavoli, ottenendo il suo nome dalla miseria in cui cadevano le sue vittime. Prende molto sul serio i suoi compiti e dedica tutta sé stessa al suo padrone, creando persino un culto con lei al centro, gli Apostoli di Vert, per aiutarlo a tenere d'occhio gli umani. Viene inviata all'incontro del Consiglio delle regioni occidentali per impedire alla Federazione Jura Tempest di unirvisi, dove incontra Testarossa che la costringe a fuggire.
Rain (レイン?, Rein)
Doppiata da: Eri Yukimura (ed. giapponese), Ludovica De Caro (ed. italiana)
Originariamente un Arcidiavolo facente parte dei sette Primordiali con il nome di Bleu o Blu, Rain si mise al servizio di Guy Crimson insieme a Misery, evolvendosi in una Lord dei diavoli dopo la sua ascensione e ottenendo il nome per via della pioggia. Sebbene possa sembrare una bellezza composta non ama lavorare, lasciando i compiti più necessari a Misery, ma è assolutamente fedele a Guy al punto da rifiutare un'offerta di libertà per continuare a servirlo. Nutre una segreta simpatia per Limur, apprezzandolo sempre più col tempo tanto che i due si avvicinano abbastanza da avere scambi segreti.

## Octagram
Conosciuti inizialmente come I Dieci Grandi Re demoni (十大魔王?, Jūdaimaō), comprendono tutti coloro che, attraverso l'Harvest Festival, ascendono come Re demoni; sono considerati tali anche coloro a cui ne viene riconosciuta la forza, motivo per cui si è deciso di distinguere gli ascesi come Veri Re demoni. Di tanto in tanto si riuniscono in un evento noto come Walpurgis: un incontro che si svolge in uno spazio dimensionale separato in cui si trattano i problemi seri, ma molto spesso viene usato solo come una scusa per riunirsi e chiacchierare, all'insaputa dell'umanità che teme possa trattarsi del preludio di una catastrofe. A seguito dell'ascesa di Limur, alla morte di Kleiman e alla rinuncia del proprio ruolo di Callion e Frey, il numero si riduce a otto e il nome cambiato in Octagram (オクタグラム?, Okutaguramu), i Re demoni delle Otto stelle.
Guy Crimson (ギィ・クリムゾン?, Gii Kurimuzon)
Doppiato da: Akira Ishida (ed. giapponese), Renato Novara (ed. italiana)
Il primo Vero Re demone conosciuto come "Lord of Darkness" che governa sul Continente di ghiaccio, nonché uno dei sette Primordiali con il nome di Rouge o Rosso e il primo demone apparso nel Regno demoniaco, governandolo dopo aver stabilito la propria posizione sottomettendo Vert e Blue - con Noir come l'unico che riusciva a tenergli testa. Già di per sé molto potente il suo corpo è duro come il diamante ed è abile nel cambiare il proprio genere, tanto da aver avuto diverse relazioni. Normalmente è molto orgoglioso, rilassato e non gli importa molto degli altri, ma se qualcuno gli interessa cerca di avvicinarvisi, soprattutto a coloro che possiedono Ultimate Skill come Leon Cromwell verso cui prova una forte attrazione. Fu evocato da Jahil per distruggere una nazione nemica risvegliandosi come Re demone, evocando in seguito Vert e Blue affinché massacrassero lui e il suo impero per poi dare dei nomi a tutti e tre. Fu sconfitto facilmente da Veldanava che lo rese un Mediatore della civiltà umana, distruggendo i paesi in guerra; fu in questo momento che ottenne l'Unique Skill Pride. Aiutò a sconfiggere il Drago distruttore del mondo Ivaragé e prese residenza nell'ex castello dell'Impero super magico, cui si unì anche Velzard dopo una battaglia dove evolvette la sua abilità nell'Ultimate Skill Lucifer. Migliaia di anni dopo incontrò Rudra, con cui instaurò un'amichevole rivalità per il dominio sul mondo e che lo ribattezzò Guy Crimson per via dei suoi capelli. Quando, però, un redivivo Jahil uccise Lucia, sorella di Rudra, e Veldanava per impossessarsi del potere della loro figlia Milim Nava, quest'ultima finì per distruggere lui e il suo regno ascendendo a Re demone ma divenendo incontrollabile, costringendo Guy a fermarla per sette giorni e sette notti fino all'intervento di Ramiris; gli eventi portarono Rudra in una profonda depressione, costringendo Guy a continuare il loro "gioco" per evitare che il suo amico cadesse a pezzi. Invita Leon nella sua residenza discutendo degli ultimi avvenimenti, tra cui il nuovo Walpurgis organizzato da Kleiman, il suo presunto controllo mentale su Milim e l'apparente morte di Callion. Quando l'attenzione si sposta su Limur inizia a nutrirvi molto interesse dopo aver scoperto che c'è lui dietro la sparizione e il ritorno di Veldra e l'aver salvato i bambini evocati, e che aumenta ancora quando scopre dalle parole di Beretta che Noir è al suo fianco. Dopo la morte di Kleiman, il riconoscimento di Limur come nuovo Re demone e la rinuncia di Frey e Callion come tali Guy lascia il compito di trovare un nuovo nome per il gruppo allo slime che cerca di tirarsi indietro, intimidendolo e costringendolo ad accettare. In seguito convince Dino a essere la sua "spia aperta" a Tempest (non volendo avere nulla a che fare con lui). Rimane completamente sbalordito quando Diablo gli rivela che anche Violet, Jaune e Blanc (dopo essere stato contattato da Misery) si sono unite a Limur, trovando la situazione ridicola poiché l'equilibrio di potere che ha mantenuto per migliaia di anni è andato in frantumi, decidendo di fargli visita più tardi. Direttosi a Ruberios insieme a Rain ferma la fuga di Yuuki Kagurazaka e dei suoi alleati che vengono subito immobilizzati da una sopraggiunta Misery. Yuuki gli propone di collaborare ma, seppur interessato, Guy rifiuta in quanto è nemico di Leon, oltre a impedirgli di emigrare nell'Impero orientale perché non vuole che le forze di Rudra diventino più forti, e procede a colpirlo ma senza ucciderlo. Alla fine viene convinto a lasciarli andare in cambio di distruggere l'Impero orientale dall'interno, avvertendoli che non saranno così fortunati la prossima volta. Il giorno dopo visita Tempest e si intromette nell'incontro di Limur con Leon e Luminous per discutere del motivo che lo ha portato ad accogliere i Primordiali.
Milim Nava (ミリム・ナーヴァ?, Mirimu Nāva)
Doppiata da: Rina Hidaka (ed. giapponese), Deborah Morese (ed. italiana)
Il Vero Re Demone conosciuta come "Destroyer", figlia dell'umana Lucia e del Creatore del Mondo Veldanava, unica e sola Dragonoid esistente poiché ereditò la maggior parte dei poteri da suo padre rendendolo incredibilmente debole. Viene definita un tiranno per la sua personalità infantilmente irritabile (come lascia intuire il suo aspetto) unita al suo potere, ma dietro quest'indole si dimostra estremamente intelligente. Una delle sue magie è il Milim Eye, che le permette di analizzare il potere magico degli individui determinandone così la vera forza. Nella sua vera forma si ricopre di una corazza nera con un corno cremisi sulla testa e due ali. Quando sia i suoi genitori che il draghetto da compagnia creatogli dal padre vennero uccisi da Jahil, il quale desiderava il suo potere, Milim andò su tutte le furie distruggendo lui e il suo regno, provocando la sua ascesa come Vero Re demone ottenendo l'Unique Skill Satanael, che le permette di assorbire la sostanza magica dall'ambiente circostante sommandola alla sua già enorme, ma anche di entrare in uno stato in cui si fa dominare dalla rabbia chiamato Stampede. Finì, infatti, per perdere il senso di sé arrivando a combattere inconsciamente Guy Crimson, con la battaglia che durò sette giorni e sette notti trasformando le prosperose terre a ovest in una landa desolata, fino all'intervento della Regina degli spiriti Ramiris. I tre risolsero la disputa, ma il suo draghetto, avendo perso l'anima, assorbì l'odio di Milim e ritornò in vita come un Drago del Caos, costringendola a sigillarlo. Da quel momento cercò di aiutare quante più persone possibili come compenso per le sue azioni passate, ma col tempo si stancò sempre più del mondo, finendo per non ricordare il suo passato e legandosi maggiormente con i Re demoni per sentirsi stimolata e libera dalla noia; inoltre, la sua mente e il suo corpo rimasero quelli di una bambina a causa della mancanza di qualcuno che la crescesse. Quando viene messa al corrente della sconfitta del Lord degli Orchi per mano di Limur, Milim si mostra interessata e decide di conoscerlo, e dopo un breve fraintendimento i due diventano amici del cuore, con Limur che le fa creare da Kurobe i Dragon Knuckles, dei guanti che riducono il suo potere fisico. A seguito delle macchinazioni ordite da Kleiman per diventare un Vero Re demone, Milim attua un piano in cui gli fa credere di essere sotto il suo controllo distruggendo Eurazania, e durante il Walpurgis combatte brevemente contro Limur e Veldra per poi rivelare ai presenti la verità insieme a Callion e Frey, i quali abbandonano i loro ruoli come Re demoni e diventano suoi subordinati.
Ramiris (迷宮?, Ramirisu)
Doppiata da: Anzu Haruno (ed. giapponese), Valentina Pallavicino (ed. italiana)
Una fata e nuova incarnazione della Regina degli spiriti divenuta il Re demone conosciuta come "Labyrinth", oltre che la Guida dell'Eroe, conferendo loro la protezione divina, e colei che preserva l'equilibrio del mondo intero. Divenne un Re demone quando fermò la battaglia tra Guy Crimson e Milim, assorbendone rispettivamente la magia e l'aura, e per questo si comporta in modo un po' compiaciuto dicendo quello che vuole dire ed è il più delle volte svogliata. Una volta Leon Cromwell venne nella Tana degli spiriti per chiederle di evocare la sua amica d'infanzia Chloe O'Bell attraverso il tempo, ma Ramiris gli disse che era impossibile. Recuperò anche i resti del Cavaliere magico che il team di Vester aveva gettato via per trasformarlo nel suo golem grazie a diversi spiriti elementali, in modo da proteggere la sua casa. A seguito della visita di Limur per salvare i bambini evocati e di aver creato Beretta come suo nuovo guardiano, Ramiris diventa amichevole nei suoi confronti, decidendo di avvertirlo del piano di Kleiman per il Walpurgis; in questo frangente incontra Veldra che le fa conoscere i manga, appassionandosi anche lei. Si trasferisce a Tempest, venendo convinta da Limur a costruire un dungeon come attrazione per gli avventurieri. La principale abilità di Ramiris si chiama Piccolo mondo, con cui genera labirinti personalizzabili, oltre a far rivivere i suoi subordinati all'interno e creando degli accessori con la stessa caratteristica, definiti "bracciali della resurrezione", per prevenire morti non necessarie.
Dagruel (ダグリュール?, Daguryūru)
Doppiato da: Rikiya Koyama (ed. giapponese), Luca Ghignone (ed. italiana)
Il Vero Re demone conosciuto come "Earthquake", creato insieme ai suoi fratelli Fenn e Glassord quando Veldanava divise in tre il gigante malvagio nato dalla terra stessa Ashura e posto di guardia all'ingresso del Palazzo celeste delle stelle, dove Fenn fu sigillato. A prima vista può sembrare un attaccabrighe, visto anche il soprannome "Ira del continente" per la sua personalità esplosiva, tuttavia Dagruel dimostra una personalità attenta, facendo piccoli commenti educati pieni di riserbo, è calmo e sicuro della propria forza, oltre a prendersi cura di chi gli è vicino: ad esempio, ha permesso a Dino di vivere gratuitamente nella sua casa per secoli e ha mandato i figli Daggra, Liura e Chonkra a Tempest per allenarsi. Pur non avendo un'Ultimate Skill possiede una forza paragonabile a quella dei Veri draghi, tanto da aver avuti diversi scontri amichevoli con Veldra finiti sempre in parità. Rispetta il potere degli altri pur essendo indifferente alle loro vite: un esempio è Luminous, con cui ha dei trascorsi dovuti alla morte del suo amico Twilight Valentine. Da questi conobbe anche Kisara e Basara che persero contro di lui divenendo suoi discepoli, con Kisara che divenne sua moglie ma morendo subito dopo aver dato alla luce i suoi tre figli; l'evento devastò Dagruel che dovette anche sigillare Basara, ormai in preda alla furia. Il suo territorio fu infine coinvolto nella feroce battaglia tra Milim Nava e Guy Crimson, cercando di espellere l'energia generata in un'altra dimensione per ridurre al minimo i danni. Tuttavia, l'energia residua che fuoriusciva da una crepa dimensionale scatenò un'enorme tempesta di sabbia che distrusse tutto, costringendo i giganti ad avventurarsi nel deserto venutosi a creare per procurarsi il cibo e ad alimentare il desiderio di Dagruel di impossessarsi del territorio di Luminous.
Luminous Valentine (ルミナス・バレンタイン?, Ruminasu Barentain)
Doppiata da: Lynn (ed. giapponese), Emanuela Pacotto (ed. italiana)
Il Vero Re demone conosciuta come "Queen of Nightmares", un Antenato divino creato dal loro progenitore Twilight Valentine come suo capolavoro ma da cui venne distrutto in quanto stanca dei suoi continui esperimenti. Appare come una ragazzina dai capelli bianchi, occhi eterocromatici rosso cremisi e celeste chiaro e con vestiti gotici. Solitamente altezzosa, crogiolandosi nella sua superiorità, dimostra comunque un certo interesse per il cibo di classe e l'intrattenimento, tanto da chiedere uno scambio musicale dopo aver visto il concerto al festival di Tempest; inoltre, tiene molto ai suoi subordinati tra cui Roy, Louis, Hinata e Chloe. È un po' invidiosa di quanto Limur sia vicino a Chloe ma a parte questo sembrano avere una relazione per lo più positiva, soprattutto perché tiene a bada "quella dannata lucertola" di Veldra che duemila anni fa distrusse Night Rose, evacuando in anticipo i cittadini grazie all'intervento dell'Eroina Chronoa che imprigionò il drago. Nel giro di poche centinaia di anni Luminous fondò il Sacro impero di Ruberios agendo nell'ombra insieme ai fratelli Roy e Louis Valentin, rispettivamente suo sostituto Re demone e imperatore di clausura. Divenne la migliore amica di Chloe e Hinata, sigillando il corpo dell'Eroina nell'Arca sacra quando scomparvero per impedire al Manas Chronoa di scatenarsi. La sua Unique SKill Lust consente sia di donare vitalità, aumentando anche la durata di vita, che di prosciugarla attraverso contatto fisico e restituendola sotto forma di segnali di dolore. Partecipa al Walpurgis dove viene fatta scoprire da Veldra e costretta a partecipare attivamente mandando via Roy, ma quando scopre che è morto si rammarica di non essere stata capace di resuscitarlo in tempo. In seguito elimina tre dei Sette Luminari salvando Hinata e Limur e firmando un patto di non aggressione tra Ruberios e Tempest; rincontra anche Adalman e, per scusarsi di non essere riuscita a salvarlo in passato, contribuisce in modo significativo alla sua ricerca. Decide di organizzare un festival musicale a Ruberios ma l'evento degenera quando Yuuki Kagurazaka e Granville Rozzo organizzano un attentato, atto a rivelare la sua vera identità e distruggere la sua religione, risvegliando Chronoa. Combatte contro Granville evolvendo Lust nell'Ultimate Skill Asmodeus, permettendole di assorbire la forza vitale e convertirla in energia, e riportare in vita i morti se sono disponibili sia il corpo che l'anima: dopo aver sconfitto il suo avversario, infatti, Luminous sposta l'anima di Hinata dal corpo di Chloe al proprio; su richiesta dello stesso Granville, inoltre, trasferisce a quest'ultima la sua Ultimate Skill Sariel.
Dino (ディノ?)
Doppiato da: Yūsuke Kobayashi (ed. giapponese), Mosè Singh (ed. italiana)
Il Vero Re demone conosciuto come "Sleeping Ruler", originariamente uno dei Sette Angeli dell'Origine di grado serafino dove rivestì il ruolo di consigliere capo di Veldanava e il più grande spadaccino di quel tempo. Con la fine dei conflitti ricevette il ruolo di Osservatore dell'umanità, viaggiando per il mondo insieme alle sue servitrici Pico e Garasha. Quando scoprì che Veldavana e Lucia furono assassinati Dino, consumato dalla rabbia, scatenò la sua Ultimate Skill Astarte, ovvero una combinazione di magia di creazione e distruzione, sulla nazione responsabile, non trovando, tuttavia, conforto e rendendosi conto dell'inutilità del suo gesto. Decise così di limitare le proprie azioni, sigillò la sua abilità e divenne un Angelo caduto, continuando con il suo compito seppur privo del senso della vita. Trovò Milim, la figlia di Veldanava e Lucia, ma piuttosto che riconoscerla come sua padrona la osservò nell'ombra, mandando Pico e Garasha a raccogliere informazione mentre lui oziava e divenne un Re demone. Come suggerisce il titolo è un individuo pigro a cui piace dormire, pur tenendo alla propria immagine non volendo essere l'unico a distinguersi. È amico del collega Dagruel, che gli ha permesso di ospitarlo nella sua residenza per diversi secoli. La sua Unique Skill Sloth gli permette di accumulare energia fintanto che rimane pigro, imponendo anche il concetto di sonno a chiunque, anche a oggetti inanimati e forme di vita spirituali, portandoli in uno stato inattivo. Dopo essere stato cacciato da Dagruel viene convinto da Guy Crimson a essere una "spia aperta", con il compito di monitorare le attività della Federazione Jura Tempest e assegnato da Limur come assistente di Ramiris. Dino inizia a vedere Tempest come un ottimo posto in cui oziare pur rimanendo ripetutamente scioccato dalle diverse cose assurde che vi vengono create, specialmente quando viene a sapere che Limur ha dato dei nomi ai Primordiali, e col tempo, grazie al cibo di alta qualità, all'intrattenimento coinvolgente e a un lavoro interessante, diviene un dedito ricercatore. Anche quando viene controllato da Michael, evolvendo Sloth nell'Ultimate Skill Belphegor, esita a ferire i suoi nuovi amici, riuscendo infine a liberarsi e aiutando nella lotta contro Vega, fondendo le sue due abilità in Astaroth.
Leon Cromwell (レオン・クロムウェル?, Reon Kuromuweru)
Doppiato da: Jun Fukuyama (ed. giapponese), Patrizio Prata (ed. italiana)
Il Vero Re demone conosciuto come "Platinum Saber" per via dei suoi lunghi capelli biondo platino che, uniti al suo giovane e delicato aspetto (nonostante abbia trecento anni), lo porta a essere scambiato per una donna. Essendo incapace di esprimersi correttamente Leon appare freddo e crudele, mostrando una personalità orgogliosa anche verso esseri come Guy Crimson o Velzard. L'unica persona a cui tiene molto è la sua amica d'infanzia Chloe O'Bell, disposto a tutto pur di riunirsi con lei, e ogni volta che viene coinvolta in qualcosa diventa una figura fraterna testarda e iperprotettiva. La sua Unique SKill Metatron gli permette di maneggiare le particelle magiche, dotandolo di un folle potere offensivo in grado di purificare la sostanza magica e un'incredibile efficienza nel consumo di energia; unico inconveniente è che il suo pieno potenziale non può essere liberato senza causare enormi danni collaterali. Leon arrivò nel Mondo centrale insieme a Chloe attraverso una distorsione dimensionale ma subito dopo la sua amica scomparve. Decise di andare nella Tana degli spiriti di Ramiris per evocarla, ma il tentativo fallì evocando, invece, Ifrit, riuscendo, comunque, a stipulare un contratto con uno Spirito superiore della luce divenendo un Eroe. Cento anni dopo il suo arrivo Leon si autoproclamò Re demone divenendo un demonoide, confrontandosi con Kazalim che sconfisse e prendendone sia il castello come base che il suo posto tra i Re demoni, venendo ufficialmente riconosciuto e soprannominato "Platinum Devil". Nel tentativo di evocare Chloe insegnò la tecnica di evocazione agli altri paesi per velocizzare il processo - cosa che lo rese indirettamente responsabile dei propri eventi - e tra di loro evocò Shizue Izawa, che fece possedere da Ifrit sia per salvarla che per dare un recipiente allo Spirito superiore del fuoco. Ma a causa del suo carattere freddo, i giudizi sbagliati di Ifrit e il rifiuto di Shizu verso il nuovo mondo i due non sono stati in grado di legare correttamente, culminando nella morte di Pirino e Pizu, finché non decise di lasciarla alle cure dell'Eroina Chronoa e spostandosi a El Dorado. Viene a sapere dell'esistenza di Limur quando salva gli studenti di Shizu a cui intendeva ripetere il processo per renderli parte delle proprie forze, costringendolo a interrompere le evocazioni tramite le nazioni a causa della sua visione negativa; incontratolo al Walpurgis si dimostra interessato allo slime, anche per la somiglianza che la sua forma umana ha con Shizu e invitandolo a incontrarsi nel suo regno per risolvere la questione della ragazza. Si rincontrano, però, a Ruberios durante la rivolta di Granville, simulando una battaglia per scoprire l'identità di un osservatore (ovvero Tear) e arrivando a comprendersi l'uno l'altro. La loro inazione, tuttavia, causa un intensificarsi degli eventi: Hinata muore e viene inviata duemila anni nel passato insieme a Chloe diventando l'Eroina Chronoa mentre la Chloe del presente si risveglia dal suo sonno controllata dal suo Manas, iniziando ad attaccare chiunque a vista. Grazie all'aiuto di Veldra e Leon, Limur è in grado di respingere e calmare Chronoa, riportando cosciente Chloe che può, così, riunirsi a Leon. In seguito la sua abilità viene modificata da Ciel nell'Ultimate Skill Surya, ottimizzandone il controllo sulle particelle magiche eliminando il rischio di causare danni collaterali.

## El Dorado
Il paese governato da Leon Cromwell situato nel continente meridionale grande quanto l'Australia della Terra, con città divise in distretti contenenti una foresta, un campo, un lago, un fiume e una montagna, e protette da un cerchio magico. Al centro del continente c'è un gigantesco vulcano creato durante un combattimento tra Veldra e Velgrynd, le cui ceneri e fumi non cadono mai sulle città grazie alla manipolazione magica del flusso d'aria, vicino al quale è presente la bellissima capitale e il palazzo di Leon; vi è anche una delle porte del Regno demoniaco da cui si manifestò Carrera. Gran parte delle persone sono minatori, estraendo dalle riserve naturali di metalli preziosi oro, argento e platino per far brillare gli edifici della capitale; parte dell'oro viene a volte scambiato discretamente con Sarion tramite aeronavi drago private con beni di mercato non prodotti localmente.
Alrose (アルローズ?, Arurōzu)
Un altromondano evocato da bambino da Leon Cromwell, che lo fuse con uno Spirito superiore facendolo diventare un demonoide. Da allora dedicò la sua vita a Leon come suo Cavaliere d'Argento, la seconda posizione più alta tra i suoi subordinati, nonché suo consigliere personale e confidente, divenendogli così fedele da farsi sopraffare dalla rabbia quando viene insultato o sminuito.
Claude (クロード?, Kurōdo)
Un altromondano evocato da bambino da Leon Cromwell, che lo fuse con uno Spirito superiore facendolo diventare un demonoide. Ricevette una corretta educazione sia nell'etichetta che nel combattimento diventando il Cavaliere Nero di Leon, il suo subordinato più forte. Risulta spietato nell'addestramento ma sa quando esagera, anche se questo non gli impedisce di farlo. Fu l'insegnante di Shizu, addestrando la ragazza affinché divenisse la guardia del corpo di Leon.

## Impero orientale
Ufficialmente noto come "Impero orientale unito Nasca Namrium Ulmeria" (ナスカ・ナムリウム・ウルメリア 東方連合統一帝国?, Nasuka Namuriumu Urumeria Touhou Rengou Touitsu Teikoku), è una grande nazione militare, considerata la più forte esistente, creata quando l'antico regno minore di Nasca assorbì gradualmente le grandi nazioni del Regno magico di Namrium e dell'Unione orientale di Ulmeria. Sotto l'imperatore Rudra Nam Ul Nasca l'Impero divenne immensamente potente, annullando ogni segno di ribellione e agendo come potenza egemonica. All'interno del dipartimento politico i nobili sono organizzati nella Camera dei Pari e godono di un'autorità straordinaria ma non hanno un effettivo potere decisionale, rimanendo legati alla volontà dell'imperatore. L'esercito rappresenta la spina dorsale del dominio incrollabile dell'impero, contando un personale di 2,1 milioni diviso in quattro divisioni: corazzata, bestie magiche, magica - divenuta composita - e i Guardiani imperiali che rispondono direttamente a Rudra. Si crede che l'unico motivo per cui l'impero non abbia ancora invaso la Foresta di Jura e, quindi, le regioni occidentali è perché sono nel bel mezzo dei preparativi: alcuni secoli fa tentarono di soggiogare Veldra ma il drago distrusse immediatamente circa centomila soldati e la città fortificata che fungeva da porta d'ingresso.
Masayuki Rudra Nam Ul Nasca (マサユキ・ルドラ・ナム・ウル・ナスカ?, Masayuki Rudora Namu Uru Nasuka)
Doppiato da: Yoshitsugu Matsuoka (ed. giapponese), Matteo Garofalo (ed. italiana)
Conosciuto millenni fa solo come Rudra, era il principe del regno di Nasca che desiderava unire il mondo intero. Venne preso sotto la tutela di Veldanava che lo addestrò per diventare un Eroe in grado di rivaleggiare con Guy Crimson e fu benedetto dalla Regina degli spiriti divenendo un Campione, ottenendo sia l'Unique Skill Prescelto, i cui effetti rendono la situazione favorevole a lui e i suoi alleati, che l'Ultimate Skill Uriel, scambiando quest'ultima con Michael del suo maestro in quanto più adatta al suo sogno. Partito per il Continente di ghiaccio insieme alla sorella Lucia e all'amata Velgrynd, dopo diversi scontri in cui non riuscì a sconfiggere Guy i due decisero di "duellare" tramite i propri subordinati; Rudra in particolare si sentì responsabile di tale compito dopo che Veldanava si innamorò di Lucia e costretto a vivere una vita mortale, cercando di dare alla loro famiglia un futuro di pace. Ma la morte inaspettata dei due lo portò in una profonda depressione, permettendo a Michael, che non lo aveva mai davvero accettato, di renderlo freddo e senza cuore. I successivi duemila anni portarono fino allo stremo il corpo fisico di Rudra che si reincarnò più e più volte, perdendo sia pezzi della propria anima che il suo status di Campione finché non fu completamente soppiantato da Michael. Nel presente esiste un avventuriero altromondano chiamato Masayuki Honjo, dal carattere timido e riservato ma anche estremamente onorevole, conosciuto come l’eroe fulmineo (del Lampo nel doppiaggio italiano) dato che ha ottenuto Prescelto i cui effetti lo hanno indirettamente reso un eroe. Su richiesta di Yuuki smantella insieme al suo gruppo l'organizzazione criminale Orthrus e accompagna gli elfi prigionieri nella Grande Foresta di Jura dove, dopo una serie di eventi, prende parte al torneo del festival con la possibilità di sfidare Limur alla fine. Superati facilmente i preliminari, così come il compagno Jinrai e Gozul, Masayuki vince contro Gobta, ma non volendo combattere contro il Re demone di Tempest sceglie di rinunciare. Subito dopo scopre che anche Limur proviene dal Giappone e si unisce a lui, lavorando principalmente per promuovere il dungeon di Tempest tra gli avventurieri diventandone consigliere. Durante l'invasione dell'Impero orientale, Limur lo nomina comandante del Corpo dei volontari, dato che mettere un mostro al comando di un gruppo composto prevalentemente da umani avrebbe potuto suscitare malcontento indesiderato. Alla fine della guerra si scopre che Masayuki è in realtà l'unione di diversi frammenti di Rudra che Velgrynd, potenziata da Limur e Ciel, è riuscita a recuperare attraverso i vari mondi, i quali conversero sulla versione divenuta un liceale giapponese. L'improvviso ritorno dei suoi poteri aveva creato una forza contraria che lo inviò nel Mondo centrale attraverso lo spazio-tempo ma, dato che esisteva ancora il suo sé originale, gran parte della sua anima - ovvero il suo status di Campione e la sua Unique Skill - e dei suoi ricordi rimasero dormienti. Ritornato completo evolve Prescelto nell'Ultimate Skill Vero Eroe, fornendo un'enorme protezione divina a chi lo supporta in base al suo umore felice, e recupera Uriel e Michael (quest'ultima come abilità).
Velgrynd (ヴェルグリンド?, Verugurindo)
La terzogenita dei quattro Veri Draghi conosciuta come il "Drago delle bruciature" e sorella maggiore di Veldra verso cui si dimostra gentile e viziandolo, non approvando i metodi spartani di Velzard. Ciò portò entrambe le sorelle a litigare pensando che il rispettivo modo di crescere il fratello fosse la ragione delle sue incontrollabili furie distruttive, divenendo completamente rivali quando Velgrynd si unì a Rudra mentre Velzard con Guy Crimson. In linea con il suo titolo e attributo Velgrynd è una testa calda a cui non piacciono gli schemi complessi ed è eternamente devota verso il suo compagno, disposta a fare qualsiasi cosa lui desidera e infuriandosi all'istante se viene insultato. Nella sua forma umana ha capelli azzurri tenuti in due chignon e profondi occhi dorati. All'interno dell'impero ha il grado di maresciallo, rendendola comandante supremo tanto dei Guardiani imperiali quanto dell'esercito. La sua Ultimate Skill Raguel amplifica ogni cosa quasi all'infinito e se usata sulle persone ne aumenta la forza fino o oltre il limite del corpo, finendo, però, bruciati vivi dal proprio calore corporeo; usandola su sé stessa è in grado di sferrare un attacco alla velocità della luce. A sua insaputa finisce per essere controllata da Michael, venendo liberata da Limur che tramite Ciel fonde Raguel con i resti di Uriel creando Cthugha, con cui arriva a compiere dei salti dimensionali purché abbia una guida o connessione. Grazie a questa nuova capacità vaga per le dimensioni raccogliendo i diversi frammenti di Rudra e ritorna quando il suo amato riesce a recuperare la memoria.
Tatsuya Kondou (近藤達也?, Kondō Tatsuya)
Un altromondano che finì nel Mondo centrale più di settant'anni fa mentre rischiò la vita per il suo paese contro la flotta navale del nemico - la cui vera identità erano dei Phantom invasori -, finendo nel bel mezzo del giardino in cui solo l'imperatore e i suoi più stretti collaboratori potevano entrare. Rudra decise di salvarlo, con Tatsuya che gli giurò fedeltà diventando il capo dell'ufficio di intelligence e il numero 001 dei Guardiani imperiali. Essendosi evoluto in un Santo, grazie alla durata della vita estesa appare come un ragazzo di vent'anni nonostante ne abbia più di novanta e indossa la sua uniforme della Marina imperiale giapponese. È un pragmatico freddo e calcolatore con un comportamento molto serio, non è fedele a nessuno tranne all'imperatore e non esiterebbe a uccidere per il bene dell'impero; è anche molto orgoglioso della sua abilità con la spada, rispettando i potenti spadaccini anche da nemici. La sua Unique Skill Decifratore permette di leggere i pensieri e le sensazioni dei bersagli con cui entra in contatto, così come il movimento dei muscoli, il flusso magico e persino i segni di attivazione della magia. Da Rudra ricevette l'Ultimate Skill Sandalphon, conferendo poteri antimagici ai suoi proiettili, e l'Ultimate Enchantment Alternative, creando un proiettile in grado di controllare la mente. Riesce a sventare il colpo di Stato di Yuuki per poi combattere contro Carrera, uscendone sconfitto e decidendo di passarle Sandalphon e la sua pistola.
Damrada (ダムラダ?, Damurada)
Doppiato da: Daisuke Namikawa (ed. giapponese), Giuseppe Palasciano (ed. italiana)
Ex primo ministro del regno di Nasca e un caro amico dell'imperatore Rudra. Fu il capo dei Guardiani imperiali prima di essere sostituito da Tatsuya Kondou, divenendo così il numero 002; è anche noto per essere un eroe nell'est conosciuto come Santo del pugno e un acerrimo rivale di Moss. Grazie all'Ultimate Enchantment Alternative crea una barriera che protegge la sua anima da ogni tipo di attacco spirituale, oltre a poter comprimere tutto il suo spirito combattivo in un singolo colpo. Come parte della sua promessa a Rudra, Damrada vagò alla ricerca di qualcuno adatto a ucciderlo prima che Michael potesse prenderne completamente il controllo, imbattendosi in Yuuki Kagurazaka, un giovane in grado di annullare l'effetto di abilità e magie e che nutriva fantasiose ambizioni di governare il mondo. Attratto dal suo carisma Damrada scelse di seguirlo, aiutandolo a formare Cerberus ed espandendola per mantenere una grande influenza e potere a est, divenendone uno dei tre capi con l'epiteto "dell'oro" in quanto gestore del denaro e usando qualunque mezzo, anche frodi e tradimenti, per ottenere profitto. Un giorno la sua attenzione fu attirata da Masayuki Honjo, un eroe emergente che aveva una forte somiglianza con Rudra, decidendo di assegnargli Bernie e Jiu. Seguendo i piani di Yuuki e facendosi passare per un mercante dell'est, Damrada informa Hinata sulla morte di Shizu istigandola ad attaccare Limur e offre i prodotti di seta di Tempest a Edmaris per provocarne l'avidità; inoltre, durante la notte del Walpurgis cerca di allontanare Hinata dal santuario interno di Ruberios, non riuscendoci e perdendone la fiducia dopo il secondo tentativo di infiltrazione di Laplace. Sostiene insieme a Yuuki e Granville Rozzo la fazione di Edward durante la guerra civile di Falmuth fornendo dei cacciatori di demoni dell'impero, ma sceglie di ritirarsi dopo aver constatato la forza di Diablo. Partecipa ai preparativi iniziali del colpo di Stato di Yuuki in cui rivela la propria posizione e uccide Gadra - consapevole che possiede un bracciale della resurrezione - per impedire a Tatsuya di ottenere informazioni, finendo, però, per essere controllato da questi e in seguito liberato da Yuuki, ma quando quest'ultimo viene sconfitto da Rudra e reso una sua pedina Damrada torna a seguire l'imperatore. Viene sconfitto da Ultima, rammaricandosi nei suoi ultimi momenti per non essere stato in grado di mantenere la promessa a Rudra ma al tempo stesso si sente sollevato di poterla affidare a Limur. Quando, però, capisce che l'imperatore è già sotto il controllo di Micheal, stipula un contratto con Ultima per fermarlo e proteggere Masayuki, offrendo sé stesso come pagamento.
Granit (グラニート?, Guranīto)
Un eroe leggendario noto come il "Dio della guerra" attraverso le sue incommensurabili imprese durante i tempi in cui l'Impero si stava espandendo. È il numero 003 dei Guardiani imperiali e uno dei Quattro cavalieri di Rudra con il titolo "Guerra". Tramite Alternative concessogli dall'imperatore può analizzare e determinare le capacità del nemico, valutandone la forza dalla quantità di sostanza magica. Tuttavia, l'uso improprio della sua abilità e la mancanza di nemici degni nel corso di centinaia di anni lo hanno portato a sottovalutare gli avversari che sembravano più deboli di lui, venendo per questo sconfitto da Benimaru.
Gardner (ガードナ?, Gādonā)
Il numero 004 dei Guardiani imperiali e uno dei Quattro cavalieri di Rudra con il titolo "Morte". Tramite Alternative concessogli dall'imperatore può dividere la propria coscienza e creare un alter ego indipendente. Incontra la propria fine per mano di Souei.
Garcia (ガルシア?, Garushia)
Il numero 005 dei Guardiani imperiali e uno dei Quattro cavalieri di Rudra con il titolo "Conquista". Tramite Alternative concessogli dall'imperatore trasforma il proprio intento di sconfiggere il nemico in un forte spirito combattivo che conferisce l'attributo sacro, aumentando anche la forza quanto più provoca l'avversario. Incontra la propria fine per mano di Agera, che ne intrappola l'anima per offrirla a Carrera.
Minaza (ミナザ?)
Un'insettara di tipo formica mandata nel Mondo centrale da Zelanus per aiutare Rudra, divenendo la numero 006 dei Guardiani imperiali e una dei Quattro cavalieri dell'imperatore con il titolo "Carestia". La sua Unique Skill Resurrezione vorace le permette di far risorgere i propri figli dopo averli consumati, con Alternative concessole dall'Imperatore che velocizza il processo. Incontra la propria fine per mano di Shion.
Bernie (バーニイ?, Banii)
Doppiato da: Shōya Ishige (ed. giapponese), Elia Fignani (ed. italiana)
Originariamente uno studente proveniente dagli Stati Uniti, Bernie fu trasportato nel Mondo centrale dove venne scoperto da Gadra per poi essere preso sotto l'ala di Damrada, che lo addestrò rafforzando la sua fiducia in sé stesso. In quanto amante della libertà Bernie detestava il concetto di un imperatore che domina ogni aspetto della vita delle persone, sognando di rovesciarlo se ne avesse avuto la possibilità, ma quando fu scortato al palazzo imperiale rimase terrorizzato dalla schiacciante presenza di Velgrynd. Divenne il numero 007 dei Guardiani imperiali ricevendo da Rudra Alternative, ottenendo resistenza alle magie e alle Unique Skill. Viene inviato da Damrada per proteggere Masayuki Honjo, costruendosi una copertura come altromondano sotto la protezione di Yuuki Kagurazaka e laureato all'Accademia della libertà. Sebbene inizialmente considerasse Masayuki un impostore per la sua nomea di Campione alla fine Bernie sviluppò un profondo rispetto per il suo compagno, divenendo il più razionale del gruppo che dà sempre priorità al benessere della squadra. Durante la guerra viene inviato da Tatsuya Kondou per uccidere Limur, venendo scoperto e sconfitto nel dungeon da Benimaru, ucciso da Diablo e riportato in vita da Limur, fatto che lo priva di Alternative. Riconciliatosi con Masayuki, Bernie lo protegge mentre viene inseguito da Cornu per poi tornare nell'Impero orientale divenendo la sua guardia del corpo insieme a Jiwu.
Marco (マルコ?, Maruko)
Marco si unì ai Guardiani imperiali 800 anni fa dopo aver attirato l'attenzione dell'allora leader Damrada per il potenziale nello spionaggio della sua Unique Skill Adattatore, trasformandosi in chiunque abbia visto e con una migliore precisione grazie ad Alternative concessogli da Rudra; l'unico limite è che non può copiare del tutto persone più forti di lui. A prima vista può sembrare gentile e senza pretese, con i suoi occhiali e l'espressione delicata che lo fanno apparire come una persona timida, ma quando diventa serio se li toglie rivelando uno sguardo molto più freddo e serpeggiante accompagnato da un sogghigno. Dopo diversi secoli si risvegliò come Santo e si unì ai Numeri doppio 0, divenendo lo 008. Fu sfidato da Tatsuya Kondou in un duello di rango, finendo per ammirarne la forza e diventando il suo fedele seguace unendosi all'Ufficio d'intelligence. Incontra la propria fine per mano di Veyron, che ne intrappola l'anima per offrirla a Ultima.
Jiwu (ジウ?, Jiu)
Doppiata da: Konomi Inagaki (ed. giapponese), Erica Laiolo (ed. italiana)
Un'avventuriera del regno di Ingracia che si unì al gruppo di Masayuki Honjo, cui inizialmente non stava simpatico ma che col tempo iniziò ad adorare; in realtà è la numero 009 dei Guardiani imperiali, inviata da Damrada con lo scopo di proteggerlo insieme a Bernie, sebbene i due non siano a conoscenza delle reciproche identità. Astuta ed equilibrata, possiede il giudizio e le capacità per destreggiarsi tra varie situazioni e ambienti. Grazie ad Alternative concessole da Rudra è in grado di celare completamente i propri poteri. Durante la guerra viene inviata da Kondou per uccidere Limur, venendo scoperta e sconfitta nel dungeon da Chloe, uccisa da Diablo e riportata in vita in uno stato indebolito da Limur, fatto che la priva di Alternative. Riconciliatasi con Masayuki, Jiwu lo protegge mentre viene inseguito da Cornu per poi tornare nell'Impero orientale divenendo la sua guardia del corpo insieme a Bernie.
Calgurio Heath (カリギュリオ・ヒース?, Karigurio Hīsu)
Il comandante della Divisione corazzata, la più grande dell'impero. Di origini comuni Calgurio sposò la figlia di un barone divenendo cavaliere, ma dopo la morte del suocero fu tradito dalla moglie e drogato, accecato all'occhio sinistro e cacciato. Questi eventi furono l'impulso che lo spinse a scalare la gerarchia tramite la forte politica dell'Impero sulla meritocrazia assoluta, facendosi strada nella scala militare attraverso il proprio talento, accumulando esperienza e ottenendo il posto di comandante. È uno stratega molto peculiare ma la cui avidità lo rende facilmente manipolabile, come quando Yuuki e Gadra lo convincono ad attaccare il dungeon di Tempest. Come comandante della divisione più forte Calgurio è molto orgoglioso del suo ruolo, cercando costantemente di dimostrare il suo valore all'imperatore e avanzare ancora di più. Dopo essere stato rianimato alla fine della guerra contro Tempest diventa il ministro della difesa dell'impero sotto Masayuki, rammaricandosi profondamente per le sue azioni passate e volendo espiarle ripagando la gentilezza di Limur lavorando duramente per ripristinare l'impero e stabilire relazioni amichevoli con Tempest.
Misha (ミーシャ?, Mīsha)
Nata nella capitale dell'Impero orientale, Misha crebbe nei vicoli bui dove la luce non arrivava mai finché non fu accolta da Damrada per essere una dei tre leader di Cerberus, nota con l'epiteto "delle donne" per via del suo aspetto da femme fatale e del fascino femminile di cui è orgogliosa per catturare il cuore di molti uomini. Lavora dietro le quinte raccogliendo informazioni, oltre a essere a capo di un gruppo affiliato chiamato Club Echidna specializzato nell'addomesticamento di mostri, sia rari che non.
Minitz (ミニッツ?, Minittsu)
Un aristocratico nato dalla famiglia di un marchese dell'impero ma rinunciando alla sua posizione come capo in favore di suo fratello minore per unirsi ai militari, diventando grazie al suo ingegno maggior generale della Divisione corazzata e braccio destro di Calgurio; prese anche l'Eroe Kanzis sotto la sua ala. È un combattente appassionato e si veste solo di alta moda, spendendo un'enorme somma per un'uniforme imperiale personalizzata in quanto non soddisfatto da quella standard. La sua Unique Skill Oppressore permette di rilasciare dalla propria linea visiva una forza gravitazionale che può essere contrastata solo da chi possiede un corpo abbastanza forte o interferendo con le onde direzionali. Su ordine di Calgurio, Minitz guida una forza d'élite nel dungeon dove sconfigge Apito ma viene istantaneamente eliminato da Zegion. Riportato in vita da Limur in uno stato indebolito rimane soddisfatto dell'esistenza di persone inimmaginabilmente forti, non provando particolare rancore verso lo slime. Dopo la guerra si ritira dal servizio militare e viene selezionato come nuovo primo ministro.

## Palazzo celeste delle stelle
Il luogo in cui Veldanava si svegliò durante l'alba della creazione, un universo isolato da tutti gli altri ma allo stesso tempo adiacente a essi. Gli unici modi per entrare sono avere una "chiave" speciale che consenta il viaggio interdimensionale da e verso di esso a piacimento o accedervi attraverso la porta del paradiso sorvegliata da Dagruel. Diventa la base operativa delle forze di Michael.
Feldway (フェルドウェイ?, Ferudou~ei)
Il primo dei Sette angeli dell'origine creati da Veldanava dal Grande Sacro Spirito della luce, inviati nel Mondo centrale per essere i guardiani dell'umanità, e l'unico a cui concesse un corpo materiale, tanto che Feldway decise di tenerlo in uno spazio dimensionale isolato per evitare che venisse danneggiato. L'ultima tra le tante minacce rimaste sul pianeta fu una grande bestia irrazionale chiamata Ivaragé che, dopo tre mesi, fu respinto e sigillato in un'altra dimensione, e Feldway fu incaricato di sorvegliarlo insieme a Cornu, Obera e Zalario. Col tempo la sostanza magica del luogo (amplificata dalla presenza stessa di Ivaragé) li corruppe dando origine alla razza dei Phantom - nel loro caso divennero Angeli mistici -, con Feldway come loro sovrano. Divenne sempre più amareggiato, non vedendo alcun valore nel mantenere in vita Ivaragé e infuriandosi quando Veldanava mostrò interesse per Zelanus, un criptide intelligente nato dalla bestia magica. Dopo diversi millenni scoprì dell'improvvisa morte del suo signore e, dato che non mostrava neanche un debole accenno di resurrezione, credette che li aveva abbandonati perché deluso delle sue creazioni, facendo voto di distruggere la creazione stessa per vendicarsi non solo degli umani e dei semiumani ma di tutta la vita senziente, asserendo che se a Veldanava importava davvero allora sarebbe tornato per fermarlo. Si alleò con Michael rendendolo un Manas e in cambio questi gli concesse la propria Ultimate Skill insieme a tutte le abilità copiate. Divenne il numero 010 dei Guardiani imperiali, con il compito di restare di stanza all'interno della capitale per fungere da riserva nell'improbabile eventualità che uno dei Numeri doppio 0 si ritiri. A seguito della sconfitta dell'Impero contro le forze di Tempest decide di riorganizzarsi nel Palazzo celeste delle stelle dove forma i Sette generali celesti e i Tre ammiragli delle stelle.
Michael (ミカエル?, Mikaeru)
Originariamente un ego vacuo che risiedeva all'interno dell'omonima Ultimate Skill appartenente a Veldanava, il cui potere risiede nel controllare un numero limitato di individui accedendo alle loro abilità così come coloro che possiedono Ultimate Skill angeliche, i quali alimentano una barriera che neutralizza abilità, magie, sostanza magica e persino aure, oltre a poter evocare fino a due milioni di angeli; inoltre, conferisce a individui consenzienti ma abbastanza capaci l'Ultimate Enchantment Alternative che, una volta soddisfatte determinate condizioni, si fonde con i loro poteri evolvendoli. Veldanava lo donò a Rudra in cambio del suo Uriel, trovando che fosse più adatto al suo sogno, ma dopo la sua morte Michael iniziò a mettere in discussione la propria esistenza e cercò di riportarlo indietro. A tal proposito si alleò con Feldway, il quale, trovando scomodo che non avesse un nome proprio, lo chiamò come l'abilità rendendolo un Manas, sviluppando una volontà molto più ferma. Michael divenne estremamente ipocrita, credendo che il suo modo di pensare fosse l'incarnazione della giustizia suprema della virtù che rappresentava; l'esatto opposto di Rudra, il quale credeva che non esistesse qualcosa del genere o che la giustizia potesse essere accettata da tutta la vita intelligente. Trascorse i secoli successivi a strappare a Rudra il controllo del suo corpo, logorandone l'anima a ogni reincarnazione e sottomettendo i suoi più stretti vassalli; su raccomandazione di Feldway formò anche una tregua con gli Insettari di Zelanus, con cui i Phantom erano stati a lungo in conflitto. A causa dell'incredibile forza spirituale di Rudra, Michael non poté del tutto agire liberamente fino al culmine della guerra contro Tempest, in cui l'anima del suo ospite fu completamente bandita e cancellando ogni suo vincolo, per poi ritirarsi con Feldway al Palazzo celeste delle stelle. Viene sconfitto da Limur e nei suoi ultimi momenti ammette di aver sospettato a lungo che Veldanava lo avesse abbandonato, ma ha comunque proseguito con i suoi piani sopprimendo questo sospetto nella sua mente, sperimentando un'ultima volta la sensazione di felicità che provava quando era insieme a lui e rammaricandosi di dover lasciare da solo Feldway.
Vega (ヴェガ?, Vu~ega)
Uno dei tre leader di Cerberus con l'epiteto "del potere", per via della sua enorme forza e tenacia simile a una bestia tanto da emanare un'aura abbastanza opprimente. Originario della capitale reale di Ingracia, Vega crebbe come un eretico a causa dell'influenza del padre, un inquisitore magico impazzito per aver assorbito il potere di troppi mostri, e trascorse la maggior parte dei primi anni della sua vita per strada a raccogliere tutto ciò che poteva mangiare per sopravvivere insieme alla madre, tra scarti, topi e persino esseri umani. Da ciò acquisì l'Unique Skill Spazzino ottenendo le proprietà di qualsiasi cosa mangi, anche un equipaggiamento di grado divino. Tutti lo temevano come un mostro e non ci volle molto prima che venisse emesso un ordine per giustiziarlo, compito di cui fu incaricato Yuuki assistito da Shizu. In realtà il Gran maestro lo fece trasferire segretamente nell'Impero orientale, ritenendo un peccato rinunciare al suo promettente talento, dove ricevette un'istruzione tramite Damrada. Vega è un uomo fedele solo ai suoi istinti, seguendo Yuuki non per lealtà ma per la sua forza, ed è considerato un idiota dai suoi compagni per l'incapacità di affrontare le cose in modo razionale. Unico tratto degno di nota è la sua acuta intuizione, che gli ha permesso di sopravvivere a molte situazioni difficili. Durante la guerra contro Tempest uccide Gradim, Nazim, Baraga e Gozaline, considerandoli deboli e assorbendone le abilità, venendo, poi, scelto per essere uno degli Ammiragli delle quattro stelle. A causa del tradimento di Kagali e Obera, però, viene messo a capo dei Sette generali celesti, grazie anche all'aver risvegliato la sua abilità nell'Ultimate Skill Azi Dahaka, permettendogli di avere totale controllo sulla materia organica, analizzarla e ottenerne abilità e tratti razziali, oltre a creare potenti duplicati biologici la cui qualità dipende da quella dei componenti; unendo queste due capacità, inoltre, è in grado di creare le cosiddette Bestie del drago malvagio. Durante gli scontri assorbe Orlia, Reiner e Arios.
Arios (アリオス?, Ariosu)
Un altromondano che si unì all'Impero orientale e numero 044 dei Guardiani imperiali, specializzato in operazioni antiuomo grazie alla sua Unique Skill Assassino con cui nasconde la propria presenza e si muove silenziosamente. Nonostante sia di bassa corporatura possiede un enorme ego e pur essendo vicino all'imperatore non gli è leale, alleandosi con Yuuki per rovesciarlo ma venendo ucciso da Damrada. Riportato in vita da Kagali come Deathman assorbe i poteri di un serafino diventando un Angelo mistico e Michael evolve la sua abilità nella versione Ultimate Enchantment di Sandalphon, con cui può anche manifestare uno spadone di grado divino. Diventa un membro dei Sette generali celesti come sostituto, partecipando all'invasione del regno di Ingracia dove incontra di nuovo la propria fine dopo essere stato tradito da Vega.
Mai Furuki (古城 舞衣?, Furuki Mai)
Una liceale che venne evocata nel Mondo centrale e poi accolta da Yuuki, il quale le diede risorse e supporto, aiutandola a vivere nel nuovo mondo, e consigliandole di trasferirsi nell'Impero orientale, dove non avrebbe subito discriminazioni e le sarebbe stato dato un salario onesto. È una persona seria e taciturna il cui obiettivo è tornare a casa dal suo fratellino malato, cosa che si riflette nella sua Unique Skill Viaggiatore. Quando Yuuki si trasferisce nell'Impero, Mai si allea con lui per rovesciare Rudra così da ripagare il debito nei suoi confronti ma viene eliminata dai Guardiani imperiali. Riportata in vita da Kagali come Deathman assorbe i poteri di un serafino diventando un Angelo mistico e Michael le conferisce Alternative, che si fonde con Viaggiatore diventando l'Ultimate Echantment World Map, con cui è a conoscenza di qualsiasi luogo nell'universo e ottenendo istantaneamente le coordinate per teletrasportarvisi, ma solo in quelli che conosce ed è già stata, oltre a produrne una proiezione in tempo reale. Diventa un membro dei Sette generali celesti come sostituta.
Orlia (オルリア?, Oruria)
Orlia è la fusione tra le identità di due membri della Divisione composita: Orca, una guerriera, e Alia, una maga, entrambe altromondane che si alleano con Yuuki per rovesciare Rudra ma finendo uccise dai Guardiani imperiali. Vengono riportate in vita da Kagali come Deathman, con le loro personalità coesistenti nel corpo di Alia che, dopo un periodo di insicurezza, si fondono. Diventa un Angelo mistico dopo aver consumato la coscienza del phantom generale Sun, con Michael che le conferisce Alternative il quale si evolve nell'Ultimate Enchantment Multiple Weapons, materializzando un numero limitato di equipaggiamenti di grado divino di qualsiasi forma. Partecipa all'invasione di El Dorado sconfiggendo gli uomini di Leon, venendo battuta da Kumara a causa della differenza di esperienza e infine uccisa da Vega.
Fenn (フェン?)
Fenn fu una delle tre parti nate dal gigante malvagio Ashura insieme a Dagruel e Glassord quando fu sconfitto da Veldanava, ma a differenza dei suoi fratelli ne mantenne l'indole violenta, considerandosi superiore a tutti e volendo sradicare il mondo per mettere alla prova la propria forza. Pertanto venne sottomesso da Veldanava che lo legò con le catene divine Gleipnir e rinchiuse all'interno del Palazzo celeste delle stelle, mettendo come misure aggiuntive suo fratello Dagruel a guardia dell'ingresso e Feldway come suo sorvegliante; riuscì, comunque, a rimanere approssimativamente informato sulle attività dei suoi fratelli e del mondo esterno attraverso il corridoio dell'anima che condividevano. I diversi millenni passati in solitudine insegnarono a Fenn ad apprezzare il valore degli amici e della famiglia più di quanto avesse fatto, pur non frenandone le tendenze distruttive, e fu in questo frangente che diventò amico di Feldway, il quale, in qualità di leader, non poteva rivelare i propri rammarichi ai suoi subordinati. Viene liberato da Feldway e Michael diventando il leader dei Tre ammiragli delle stelle.
Jahil (ジャヒル?, Jahiru)
L'Antenato divino degli High Human, creato da Twilight Valentine per soddisfare il desiderio di Veldanava di un mondo popolato di vita senziente, dimostrandosi, tuttavia, inadatto in quanto estremamente arrogante ed egocentrico, credendo di essere l'apice del potere e il legittimo sovrano del mondo. Dopo che le varie razze si diffusero formando le loro nazioni Jahil decise di conquistare il mondo, ma nella sua arroganza evocò Guy Crimson credendo di poterlo controllare nel mondo materiale con la magia impostagli durante l'evocazione, solo per vederlo distruggere non soltanto la nazione contro cui stava combattendo ma anche lui e il suo Impero super magico per mano di Misery e Rain. Vagò come spirito per eoni prima di trovare un ospite nel saggio e gentile re degli elfi che aveva costruito il proprio regno sulle rovine del suo impero, usandolo sia per ricostruirlo che come banco di prova per i suoi esperimenti magici, iniziando a massacrare le persone e a sperimentare sui cadaveri l'incantesimo Birthday. Divenne violento e freddo nei confronti della figlia del re, Kagali, i cui esperimenti culminarono con la morte e resurrezione di quest'ultima come Deathman, lanciandole anche una maledizione che ne deturpò il corpo; inoltre, quando Kagali lo implorò di tornare ai suoi "modi pacifici e amorevoli", in un impeto di rabbia la rese un maschio, cambiando anche il suo nome in Kazalim. Ancora una volta, tuttavia, l'arroganza e la stupidità di Jahil segnarono la sua fine: si infiltrò segretamente nel regno di Nasca tentando di portare sotto il suo controllo la Principessa dei draghi Milim Nava, uccidendone il drago domestico ma scatenandone il potere distruttivo che spazzò via sia lui che la capitale del regno elfico. Ridotto di nuovo a spirito incorporeo sul confine tra la vita e la morte, Jahil venne salvato da Feldway e, sentendosi in debito nei suoi confronti, decise di aiutarlo: fu segretamente impiantato nel corpo di Footman per spiare il Re demone Kleiman e i suoi compagni. Viene risvegliato al castello di Leon dove trafigge Yuuki alle spalle, dichiarando il proprio ritorno con grande shock di Kagali e Sylvia, e unisce le sue abilità del fuoco con l'Ultimate Skill Raguel concessagli da Michael nell'Ultimate Enchantment Agni, amplificandone il potere. Combatte brevemente contro Benimaru per poi ritirarsi insieme a Feldway al Palazzo celeste delle stelle, diventando uno degli Tre ammiragli delle stelle.

## Altri personaggi
Haruna (ハルナ?)
Doppiata da: Juri Kimura (ed. giapponese), Sabrina Bonfitto (ed. italiana)
Una goblina che appartiene al primo gruppo nominato da Limur. Con l'edificazione di Tempest diventa la responsabile del cucito e della cucina, divenendo una discepola di Shuna e studiando seriamente la tecnologia dei tessuti. Le sue abilità culinarie migliorano enormemente, tanto che il suo nuovo dolce, il Matcha Pudding, diventa lo spuntino preferito di Veldra. Inoltre, ha studiato da zero modi come la Cerimonia del tè, raggiungendo un livello in cui può servire i monarchi.
Lilina (リリナ?, Ririna)
Doppiata da: Reina Kondō (ed. giapponese)
Una dei quattrocento goblin che si uniscono a quelli del villaggio di Limur durante la sua permanenza a Dwargon. Diventa una lord dei goblin incaricata di gestire gli affari di produzione di Tempest come sua supervisore, prendendo molto seriamente il suo nuovo lavoro.
Yashichi (ヤシチ?), Kakushin (カクシン?) e Sukerou (スケロウ?, Sukerō)
Doppiati da: Yoshihito Sasaki, Hiromichi Tezuka e Akinori Egoshi (ed. giapponese); Massimo Di Benedetto, Gabriele Donolato e Edoardo Lomazzi (ed. italiana)
I tre subordinati più fedeli a Gabil al punto da adorarlo, finendo per seguirlo nel suo esilio a Tempest aiutando nella coltivazione dell'erba Hypokte nella Caverna del sigillo e diventando parte degli Hiryu. Yashichi è di colore verde ed è il più spensierato, Kakushin è blu ed è il più solenne, e Sukerou è verde oliva e vede Gabil come un modello.
Germyud (ゲルミュッド?, Gerumyuddo)
Doppiato da: Kengo Kawanishi (ed. giapponese), Davide Fumagalli (ed. italiana)
Uno stregone vestito con un completo bianco e una maschera da medico della peste, che nasconde con modi di fare da gentiluomo una personalità arrogante e narcisista. Per trecento anni pianificò una guerra tra specie dando nomi ai diversi mostri nella Grande Foresta di Jura, ma non avendo le risorse per metterla in atto chiese aiuto a Kleiman in cambio di creare un Re demone fantoccio al suo servizio. Tuttavia, la scomparsa di Veldra sconvolse i suoi piani a causa dell'aumento di attività dei mostri e Germyud dovette improvvisare per evitare l'ira di Kleiman, che aveva investito molte risorse nel suo piano, scegliendo come candidato il Lord degli Orchi a cui dà il nome Gerd. Ma i suoi piani vengono rovinati all'ultimo da Limur, che ferma l'avanzata dell'armata degli Orchi nel territorio dei Lizardmen e lo mette con le spalle al muro facendogli chiedere l'aiuto di Gerd, da cui, però, viene decapitato e divorato per diventare un Re demone.
Gerd (ゲルド?, Gerudo)
Doppiato da: Kenji Nomura (ed. giapponese), Matteo Brusamonti (ed. italiana)
Un principe del regno degli orchi Orbic che divenne il Lord degli Orchi quando, a seguito di una tremenda carestia, fu costretto a divorare il suo stesso padre che si sacrificò per sostenerlo. Come conseguenza ottenne l'Unique Skill Affamato (Famelico nel doppiaggio italiano), acquisendo i poteri di ciò che divora, soprattutto tramite l'abilità Chaos Eater, evocando degli esseri serpenteschi in grado di corrodere qualunque cosa. Ma nemmeno questo bastò per ripristinare la sua terra ormai sterile e arida, con Gerd che poteva solo offrire la propria carne, la quale si rigenerava quasi all'infinito, al suo popolo. Vagando nel deserto nel tentativo di raggiungere la Grande Foresta di Jura, ormai allo stremo delle forze incontra Germyud che gli dà un nome, con la promessa che servendolo la sua gente sarebbe sopravvissuta. Gerd utilizza, così, Affamato per trasmettere la sua fame insaziabile ai suoi sottoposti in modo da poterli controllare, i quali possono usufruire delle abilità predatorie dell'abilità assimilando i poteri delle diverse creature magiche che incontrano, non risparmiando neppure i compagni morti per accrescere la propria forza. Quando Limur ostacola la loro avanzata nel territorio dei Lizardmen, Gerd viene a sapere che Germyud intende trasformarlo in un Re demone e, quando questi gli chiede aiuto chiamandolo per nome, riacquista brevemente la lucidità, capendo di essere stato usato per poi decapitarlo e divorarlo trasformandosi nell'Orc Disaster, ottenendo piena consapevolezza dei propri poteri e il Seme del Re demone. Alla fine, però, viene divorato da Limur, il quale, nel suo subconscio, gli promette che si prenderà cura della sua gente permettendogli di trovare finalmente pace. Il personaggio e la traslitterazione del suo nome sono un rimando a Ganon, principale antagonista della serie The Legend of Zelda.
Charybdis (チャリブディス?, Charibudisu)
Un gigantesco mostro monocolo di classe Calamità soprannominato il "Sovrano dei Cieli", con il corpo simile a uno squalo con ali e corna da drago (nell'anime un drago deforme con caratteristiche da squalo). Nacque da un ammasso di magia espulsa da Veldra, venendo per questo considerato come suo figlio. Poiché non ha alcun senso di razionalità opera esclusivamente per soddisfare la sua brama di distruzione e in quanto forma di vita spirituale richiede un corpo ospite per potersi manifestare. È in grado di evocare dei giganteschi squali chiamati Megalodon, usare le proprie scaglie come armi che si rigenerano e sfruttare un campo magico che indebolisce l'efficacia delle magie. Difatti sono queste sue abilità a renderlo pericoloso, dato che esercita solo una frazione del potere di Veldra ed è più debole di un classe Disastro (il livello dei Re demoni). Avvertito del suo imminente risveglio Kleiman ordina a Tear e Footman di controllarlo, facendogli possedere Phobio per manifestarsi ed evocando dei Megalodon da tredici cadaveri di draghi minori (il piano di riserva dei due) per poi dirigersi verso Tempest in cerca di Milim. Nonostante l'attacco combinato delle forze di Tempest e Dwargon, Charybdis ne esce indenne finché Limur non sente la voce di Phobio e viene sconfitto facilmente da Milim, con Limur che ne divora il cuore. Durante la guerra tra le forze di Kleiman e quelle alleate di Eurazazia e Tempest un incantesimo di Kleiman fa ingoiare al suo servitore Yamza un frammento di Charybdis, creando una sua incarnazione imperfetta assorbendo sia lui che i cadaveri nelle vicinanze. Nonostante si sarebbe dissolto per via della mancanza del nucleo, a causa del rischio che possa evolversi e diventare ancora più pericoloso viene polverizzato da Benimaru.
Orthos (オルトロス?, Orutosu)
Doppiato da: Kazuyuki Okitsu (ed. giapponese), Federico Zanandrea (ed. italiana)
Un demone della stirpe di Guy Crimson astuto e presuntuoso, che a un certo punto fece credere agli abitanti del regno di Filtwood di essere stato sigillato. Non è noto se la storia fu totalmente inventata o se uccise l'Eroe che intendeva eliminarlo per poi spacciarsi per lui. Diventato sovrano occulto del regno, le leggende e le dicerie della gente generatesi da quell'evento lo resero uno dei rari casi di autodenominazione noti evolvendolo in un Arcidemone. Sotto Orthos, Filtwood divenne una nazione governata dai demoni dove persone dotate di abilità notevoli venivano loro consegnate per trarne maggior potere. Tra queste vi era una coppia di eroi molto nota conosciuti come Ali d'Argento: l'uomo morì, ma la compagna, ancora viva ma ferita e furente per l'accaduto, tracciò col suo stesso sangue un cerchio magico per le evocazioni richiamando il demone Progenitore Noir (il futuro Diablo), chiedendogli di uccidere Orthos in cambio della sua anima. Il giorno dopo un gran numero di avventurieri si presentò al palazzo reale rispondendo a una chiamata d'emergenza il cui apparente scopo era quello di sconfiggere il demone sigillato, ma il vero motivo era quello di farli divorare da Orthos e dai suoi servi. Anche Shizue Izawa arrivò al palazzo e, dopo uno scontro contro Noir, venne condotta da Orthos (in quel momento mascherato da semplice soldato a guardia del portone) nei sotterranei del castello, dove già si trovavano il ministro del regno e il re suoi complici. La ragazza venne salvata da Noir, che rivelò di aver ucciso tutti i soldati posseduti dai demoni, seguiti subito dal re e il ministro, per poi bloccare Orthos. Dopo aver rivelato la propria natura di Progenitore, Noir affermò di considerarlo niente più che feccia per aver "alzato troppo la cresta", non essendo riuscito a comprendere la propria forza, per poi divorargli l'anima.
Reyhiem (レイヒム?, Reihimu)
Doppiato da: Hayato Fujii (ed. giapponese), Matteo Brusamonti (ed. italiana)
Un arcivescovo del Sacro concilio dell'ovest residente nel regno di Falmuth, la cui posizione, almeno sulla carta, è paritaria quanto il re stesso vista l'adozione del Luminismo come religione di Stato, agendo più che altro come fidato consigliere di Edmaris. È un codardo opportunista che cerca sempre di ingraziarsi persone autorevoli. Desiderando ottenere il merito per aver distrutto la Federazione Jura Tempest in quanto abitata da bestie magiche, aiuta Edmaris nella sua invasione mobilitando i Cavalieri templari da Ruberios grazie all'appoggio di Nikolaus Spertus ed edificando la barriera Prison Field sulla Città Limur, indebolendone gli abitanti al suo interno. Viene catturato da Limur insieme al re e Razen, interrogato e torturato per settimane. Dopo ciò promette lealtà a Diablo in cambio della sua vita, venendo inviato per dare un messaggio a Hinata da parte di Limur ma viene ucciso dai Chierici dei Sette Luminari per alterare il messaggio a loro favore.
Pirone (ピローネ?, Pirōne)
Il mignolo delle Cinque dita di Kleiman e responsabile della raccolta di informazioni. Rispetto ai suoi fratelli Koenig (uno dei quali fu inviato a uccidere Leon Cromwell ma venendo sconfitto da Shizu appena posseduta da Ifrit) appare più umana tanto da ricordare un'arpia. Viene polverizzata dal Nuclear Cannon di Razen che Diablo devia durante lo scontro.
Yamza (ヤムザ?, Yamuza)
Doppiato da: Yūya Hirose (ed. giapponese), Andrea La Greca (ed. italiana)
Il comandante dell'esercito di Kleiman e il medio delle sue Cinque dita, descritto come un essere abominevole ma competente a cui piace provocare gli altri per il proprio tornaconto. È l'unico delle Cinque dita a essersi unito volontariamente a Kleiman, motivo per cui possiede più privilegi rispetto a loro e lo stesso Kleiman non gli ha impresso una maledizione sul cuore, premiandolo, invece, con una spada di ghiaccio che gli vale il titolo "Cavaliere magico del ghiaccio" (Schermidore magico glaciale nel doppiaggio italiano). Riceve l'ordine di spazzare via tutti i sopravvissuti di Eurazania dopo che Milim ha distrutto la loro capitale, decidendo di usare la Città del drago dimenticato come base di rifornimento e reclutando i veneratori del drago come supporto logistico. La battaglia contro le forze alleate di Tempest e Eurazania, tuttavia, volge immediatamente a loro sfavore, con Yamza che decide di ritirarsi e nascondersi da Kleiman finché non avrà ottenuto la protezione di un altro Re demone, venendo, però, intercettato e sconfitto da Albis. Quando fa per arrendersi un incantesimo di Kleiman, rivelando che in fondo non si era mai completamente fidato di lui, gli fa ingoiare un frammento di Charybdis venendo consumato dal mostro. Nello spin-off su Kleiman si scopre che il carattere di Yamza deriva dal fatto di voler imitare il Re demone, cosa che lo ha portato a essere l'ombra di sé stesso affidandosi solamente al potere magico della sua spada, sporchi trucci e tattiche amorali; di conseguenza, in questa versione cresce sia caratterialmente che come spadaccino.
Framea (フラメア?, Furamea)
Un membro della tribù di uomini-coniglio della Foresta di Jura e protagonista della serie spin-off A spasso per Tempest. Ha una personalità allegra, a tratti anche goffa, con l'abitudine di valutare le cose a causa della sua Unique Skill Dilettante. Si mostra diffidente nei confronti degli umani anche se non lo esprime ad alta voce. Decide di scappare di casa per saziare la sua curiosità riguardo la Città Limur, incontrando Luminous che decide di darle un nome e farla lavorare per lei. Viene invitata da Limur che le offre di creare una guida per Tempest in modo da favorire lo scambio culturale. Inizialmente titubante, Framea accetta felicemente dopo che le sono stati offerti vestiti, cibo, riparo ed essere la prima a provare le nuove strutture e prodotti.
Mariabell Rozzo (マリアベル・ロッゾ?, Mariaberu Rozzo)
Doppiata da: Inori Minase (ed. giapponese), Gaia Chiaro (ed. italiana)
La nipote di Granville Rozzo e principessa del regno di Siltrosso. Al di là del suo aspetto da bambina (che ricorda la sua defunta nonna Maria) è una persona molto avida ma anche razionale nel prendere decisioni in quanto una reincarnata, avendo i ricordi e le conoscenze sull'economia avanzata del suo mondo e l'Unique Skill Greed, usando i propri desideri per superare quelli delle persone e trasformarle in burattini, e più è grande il desiderio maggiore sarà il controllo; converte anche l'energia dell'anima in forza fisica. Non avendo mai affrontato una vera minaccia Mariabell è troppo sicura di sé e arrogante verso i nativi del Mondo centrale, credendo che nessuno sia immune alla sua abilità, neanche i Re demoni, convinta che siano forti quanto quelli autoproclamati. Cercò di assoggettare il Gran maestro della Gilda della libertà Yuuki Kagurazaka, senza rendersi conto che il suo potere non aveva effetto su di lui in quanto il desiderio di quest'ultimo sovrastava il suo. Dopo aver fallito nell'infangare la reputazione di Tempest tramite l'avventuriero Gaiye e il duca Muese durante il festival, Mariabell tende una trappola a Limur invitandolo nel Consiglio delle regioni occidentali ma fallisce ancora. Capendo che le cose diventeranno solo più pericolose col passare del tempo decide di eliminare personalmente lo slime all'interno delle rovine di Amrita, ma viene sconfitta e costretta alla fuga, finendo uccisa da Yuuki che le sottrae Greed.
Kaede (カエデ?)
Doppiata da: Yūko Kaida (ed. giapponese), Valentina Pollani (ed. italiana)
Un tempo un angelo che prese parte a una passata Guerra celeste, Kaede si incarnò nel corpo di una licantropa di tipo lupo diventando la progenitrice di una nuova razza ibrida conosciuta come tengu. Divenne apprendista di Byakuya Araki nel villaggio degli Ogre, imparando le vie della spada insieme al nipote Hakurou. Rimasta impressionata dalle abilità di quest'ultimo gli dichiarò i propri sentimenti, ma in seguito lasciò il villaggio a sua insaputa dando alla luce dopo trecento anni Momiji. Il processo, tuttavia, le prosciugò gran parte dei suoi poteri, vedendosi costretta a scegliere la figlia come nuova capovillaggio viste le sue abilità.
Momiji (モミジ?)
Doppiata da: Moe Kahara (ed. giapponese), Luna Fogu (ed. italiana)
La figlia di Kaede e Hakurou, con un carattere orgoglioso e testardo. Viene affidata alle cure di Hakurou da sua madre con la speranza che progredisca nella sua formazione e migliori le sue capacità, ma soprattutto che crei un legame con suo padre. Si infatua di Benimaru dopo averne osservato il potere quando arriva come inviato nel loro villaggio, soprattutto dopo che sua madre afferma che sarebbe un buon marito per lei.
Daggra (ダグラ?, Dagura), Liura (リューラ?, Ryūra) e Chonkra (デブラ?, Debura)
Doppiati da: Ryuho Nagaoka, Yuga Sato e Youhei Hamada (ed. giapponese), Giuseppe Russo, Sebastiano Tamburrini e Dario Sansalone (ed. italiana)
I tre figli di Dagruel che manda a Tempest per farli allenare dopo aver causato un putiferio nella loro terra natale, approfittandone per scontrarsi con Limur in quanto avrebbe tolto loro la possibilità di diventare Re demoni sconfiggendo Kleiman. Vengono, tuttavia, sottomessi facilmente da Shion e diventano suoi apprendisti, iniziando anche ad adorarla tanto da creare un fanclub che diventa una formidabile forza militare. Daggra è alto con capelli prevalentemente blu mischiati a biondo, Liura è magro con capelli blu a punta tenuti da una fascia nera, e Chonkra è paffuto con capelli blu pettinati all'indietro (gialli nell'anime).
Jinrai (ジンライ?)
Doppiato da: Tarō Kiuchi (ed. giapponese), Silvio Pandolfi (ed. italiana)
Avventuriero del regno di Ingracia conosciuto come Lupo selvaggio e membro del team di Masayuki, noto per la sua forza e il temperamento focoso. Incontrò Masayuki quando, frustrato per non aver superato il test di avanzamento per il grado B, stava importunando una barista. Sconfitto, Jinrai cadde sotto l'effetto di Prescelto e si offrì di diventare compagno di squadra di Masayuki credendolo un Campione, diventando gradualmente più ragionevole ed eroico. Durante il torneo di Tempest, nonostante sia stato in grado di battere tutti i suoi avversari nei preliminari, decide di concedere la vittoria a Masayuki.
Venti (ウェンティ?, Wenti)
Un Death Dragon che più di mille anni fa si scatenò nella Foresta di Jura, venendo fermato da Adalman e Albert al prezzo delle loro vite e finendo insieme ai due neo non-morti sotto il controllo di Kazalim prima e di Kleiman dopo. Con la sconfitta di quest'ultimo a opera di Limur, Venti si unisce ai suoi due compagni nel dungeon di Tempest. A seguito dell'Harvest Festival di Adalman ottiene da Ciel l'Ultimate Gift Eternal (con effetti simili all'Immortal di Albert), oltre a evolversi in un Drago della Gehenna e riuscendo a ottenere una forma umana, apparendo come una bella donna minuta dai capelli argentati, con due ciuffi che ricordano delle corna, e armata di una falce.
Veldanava (ヴェルダナーヴァ?, Verudanāva)
Primogenito dei Veri Draghi, conosciuto come il "Re drago delle stelle", e creatore del Mondo centrale; egli stesso è ciò che resta di un'esistenza singolare e completa che diede origine alla realtà, rinunciando alla sua onnipotenza e onniscienza per via dell'insoddisfazione di sapere ogni cosa. Risvegliatosi nel Palazzo celeste delle stelle, Veldanava prese il comando degli Otto Grandi Spiriti sacri, forze elementali potenti e pure senza volontà, e dal Grande Spirito Sacro della luce creò i Sette angeli dell'origine per assisterlo. Usando il potere dei Grandi Spiriti sacri iniziò a costruire moltitudini di universi, con nature e leggi diverse, e al centro di tutto il Mondo centrale, progettando di popolarlo con spiriti potenti e immortali incarnati. Per facilitare l'educazione di questa razza creò Twilight Valentine affinché fungesse da modello e antenato, ma questi era un essere perfetto a cui mancava qualsiasi concetto di genere e incapace di riprodursi in modo tradizionale. Dopo diversi fallimenti Twilight creò gli umani e le loro numerose sottospecie (in seguito conosciute come semiumani), che pur non essendo immortali erano sufficienti a soddisfare Veldanava. Vennero sparsi negli altri universi per assicurare varietà nelle loro culture, con Veldanava che ordinò a Feldway di eliminarne le minacce affinché prosperassero assegnandogli il ruolo di Osservatore. In seguito isolò parti della propria autorità divina in sette potenti Ultimate Skill chiamate Sette Virtù, donandole a chi riteneva degno e tenendo per sé Michael. Incontrò Ramiris e Guy, i cui poteri avevano già iniziato a raggiungere un livello simile al suo, dando loro l'autorità di parlare a suo nome. A un certo punto entrò in contatto con i reali del regno di Nasca, prendendo il principe ereditario Rudra come discepolo e addestrandolo a diventare un Campione che potesse essere alla pari con Guy, dandogli persino Michael affinché potesse realizzare il suo sogno di un mondo unificato. Si innamorò anche della sorella di Rudra, Lucia, avendo una figlia di nome Milim Nava che assorbì gran parte del suo potere, destabilizzandone il corpo, e usando le sue ultime energie per crearle un cucciolo di drago affinché non fosse mai sola. Con quasi tutta la sua energia prosciugata la successiva reincarnazione di Veldanava fu piuttosto debole: il suo nuovo corpo era essenzialmente "umano", non possedeva la quasi invulnerabilità di quello draconico e alla fine sarebbe persino morto di vecchiaia. Avendo lasciato ad altri tutte le sue responsabilità fu libero di godersi una vita semplice con Lucia e Milim, ma, durante uno dei viaggi di Rudra nel nord per combattere Guy, un gruppo del Regno super magico guidato da Jahil assalì la capitale e sia Veldanava che Lucia morirono.